# Medellín
Medellín, oficialmente Medellín, Distrito Especial de Ciencia, Tecnología e Innovación es la capital del departamento de Antioquia, Colombia. Está ubicada en la parte más ancha de la región natural conocida como Valle de Aburrá, en la cordillera central de los Andes. Se extiende por ambas orillas del río Medellín, que la atraviesa de sur a norte, y es el municipio principal del área metropolitana del Valle de Aburrá. Es la ciudad más poblada del departamento y la segunda más poblada del país después de Bogotá. Este municipio fue declarado distrito especial de ciencia, tecnología e innovación por el Acto Legislativo n.º 01 de 2021 y los artículos 328 y 356 de la Constitución Política e instrumentalizado por la ley 2286 de 2023.
La ciudad tiene una población de 2 533 424 habitantes (2020), mientras que dicha cifra, incluyendo el área metropolitana, asciende a 4 055 296 personas (2020), lo que la ubica como la duodécima área metropolitana más poblada de Suramérica y la segunda de Colombia.
En 1826 fue designada capital de Antioquia, título que ostentaba Santa Fe de Antioquia desde la época colonial. Durante el siglo XIX, Medellín se desarrolló como un centro dinámico de comercio, primero exportando oro, posteriormente mercancías provenientes de la industrialización de la ciudad y actualmente es un importante centro de servicios.
Medellín como capital departamental alberga las sedes de la Gobernación de Antioquia, la Asamblea Departamental, el Tribunal Superior del Distrito Judicial de Medellín y Antioquia, el área metropolitana del Valle de Aburrá y la Fiscalía General, así como diferentes empresas, instituciones y organismos del Estado colombiano.
Medellín es uno de los principales centros de producción de Colombia, sede de importantes empresas nacionales y multinacionales, en sectores tales como: textil, confecciones, metalmecánico, energético, financiero, salud, telecomunicaciones, construcción, automotriz y alimentos, entre otros.Recientemente, ha sido designada como una de las urbes epicentro de la cuarta revolución industrial.

## Toponimia
En 75 a. C., Quintus Caecilius Metellus Pius fundó una ciudad en Hispania la cual nombró Metellinum (derivado de su primer apellido), actual Medellín de Extremadura, provincia de Badajoz, España. El nombre de la ciudad fue otorgado en 1675 en honor a Pedro Portocarrero y Luna, conde de Medellín de Extremadura y, por aquel entonces, presidente del Consejo de Indias. Esto fue realizado por el interés que tomó en la erección en villa del poblado de Nuestra Señora de la Candelaria de Aná. En vista de aquello hubo una fuerte oposición de los habitantes civiles y políticos de Santa Fe de Antioquia, que en dicha época era la capital de la provincia de Antioquia. Esto se dio porque con dicha erección verían disminuida su jurisdicción y su control político sobre la provincia.
Ese mismo año, finalmente llegó la real cédula firmada por la reina regente, Mariana de Austria, en representación de Carlos II, menor de edad a la fecha (22 de noviembre de 1674) en la que se concede la erección en Villa. Casi un año después, el 2 de noviembre de 1675 le corresponde al gobernador y capitán general de la provincia de Antioquia, Miguel de Aguinaga y Mendigoitia, proclamar la erección de la Villa de Nuestra Señora de la Candelaria de Medellín.

## Símbolos
El escudo, la bandera y el himno de la ciudad tienen el reconocimiento de símbolos oficiales del municipio de Medellín según el Decreto 151 del 20 de febrero de 2002, y como emblemas de la ciudad forman parte de la imagen institucional de la administración municipal, por lo cual están presentes en los actos, eventos y medios oficiales en los que deban figurar por su carácter representativo.

### Escudo
El escudo de armas de Medellín es el emblema más antiguo de la ciudad; tiene su origen en la concesión de su uso por el rey Carlos II de España por medio de la Real Cédula dada en Madrid el 31 de marzo de 1678, y cuyo documento dice:
| Versión heráldica             | Versiones de las entidades municipales |
| ----------------------------- | -------------------------------------- |
|                               |                                        |
| Forma estilo francés moderno. | Versión utilizada por la Alcaldía.     |

"...Un escudo campo azul y en él un torreón muy grueso, redondo, todo alrededor almenado y sobre él un escudo de armas que tiene quince encajes, siete azules y ocho de oro, y sobre su coronel que le toca y en el homenaje de la torre a cada uno de los lados un torreoncillo, así mismo almenados y en medio de ellos puesta una imagen de Nuestra Señora sobre una nube, con su hijo en los brazos...".

Sin embargo, una descripción más refinada y estructurada en el lenguaje heráldico, aunque no es oficial, sería:

"En campo de azur, un torreón redondo de oro, mazonado y aclarado de sable, cargado de un escudete jaquelado de 15 piezas, 7 de azur y 8 de oro (armas de la casa de Portocarrero), timbrado de corona antigua de oro, y superada, entre sus dos torrecillas, una nube portando la imagen de Nuestra Señora de Candelaria portando al Niño, en su brazo izquierdo, y una candela en su mano derecha, rayonante y acostada de nubes nacientes de cada cantón."

El blasón se ha mantenido con el tiempo desde que fue otorgado, sin más variaciones que las estéticas, pues es de destacar que existen diferentes versiones estilísticas entre la Alcaldía y el Concejo Municipal, además ninguna cumple estéticamente con las normas heráldicas.

### Bandera e himno

Bandera de Medellín.

El municipio adoptó la bandera de Antioquia, a la cual se le agregó el escudo de la ciudad para diferenciarlas. La bandera está compuesta por dos franjas horizontales de iguales proporciones, la superior blanca y la inferior verde, y en el centro entre ambas franjas se ubica el escudo. El color blanco simboliza pureza, integridad, obediencia, firmeza y elocuencia. El verde representa la esperanza, la abundancia, la libertad y la fe.
Igualmente, Medellín adoptó el Himno Antioqueño, de acuerdo con el decreto 151 del 20 de febrero de 2002, Artículo 10:

"ARTÍCULO 10. HIMNO DE MEDELLÍN. Para unificar los ideales de región, adóptase el Himno Antioqueño ¾ letra de Epifanio Mejía y música de Gonzalo Vidal¾, como Himno del municipio de Medellín. Será entonado en todos los actos oficiales en los que esté presente la Alcaldía de Medellín.."

## Historia

### Primeros pobladores
Hacia los años 1500 aproximadamente el Valle de Aburrá era recorrido por tribus de cazadores y recolectores. Cuando llegaron los conquistadores españoles encontraron asentada una numerosa población nativa, que opuso poca resistencia. Eran aburraes, yamesíes, peques, ebéjicos, noriscos y maníes que estaban allí desde el siglo V a. C., según aproximaciones. Tenían cultivos de maíz y fríjol, criaban curíes y perros mudos, tejían mantas de algodón, comerciaban con sal, y conocían la orfebrería. Bajo el dominio español fueron repartidos en encomiendas y desplazados de sus territorios. La deserción, el maltrato, las enfermedades y el duro trabajo intensivo en la tierra y las minas, en pocos años los diezmaron.

### Periodo español
El valle en donde hoy se asienta Medellín fue descubierto el 24 de agosto de 1541, día de San Bartolomé, por Jerónimo Luis Tejelo, un capitán a órdenes del mariscal Jorge Robledo, quien fundó a Santa Fe de Antioquia ese mismo año y es considerado el conquistador de Antioquia. El valle era llamado Valle de Aburrá por los indígenas que lo habitaban y fue llamado por los españoles Valle de San Bartolomé o de Los Alcázares. Los indígenas respondieron con belicosidad según algunos cronistas, resistencia que obligó a Tejelo a atrincherarse para la defensiva y a despachar un expreso al mariscal Robledo pidiéndole auxilio, con el cual vencieron fácilmente a los aborígenes. Dicha resistencia la hicieron propiamente los indígenas que habitaban el caserío de Guayabal, pues los demás que ocupaban el valle prefirieron huir o quitarse la vida.

Primer escudo de la villa de Medellín otorgado por Carlos II mediante la Real Cédula dada en Madrid el 31 de marzo de 1678.

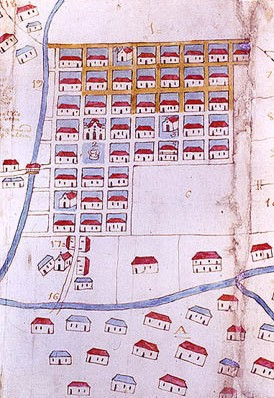
Plano de la Villa de Medellín, 1791.

El 2 de marzo de 1616 Francisco de Herrera Campuzano, del Consejo del Rey Felipe III, oidor de la Real Audiencia del Nuevo Reino de Granada y visitador general de la provincia de Antioquia, fundó una población a la que llamó San Lorenzo de Aburrá, en donde hoy se sitúa El Poblado. El caserío, que estaba compuesto por trescientos indígenas y algunos pocos españoles, finalmente no prosperó y en 1646 fue trasladado al ángulo que forman el río Medellín (antes río Aburrá) y el arroyo Santa Elena, sitio que los indígenas llamaban Aná y los españoles Aguasal.

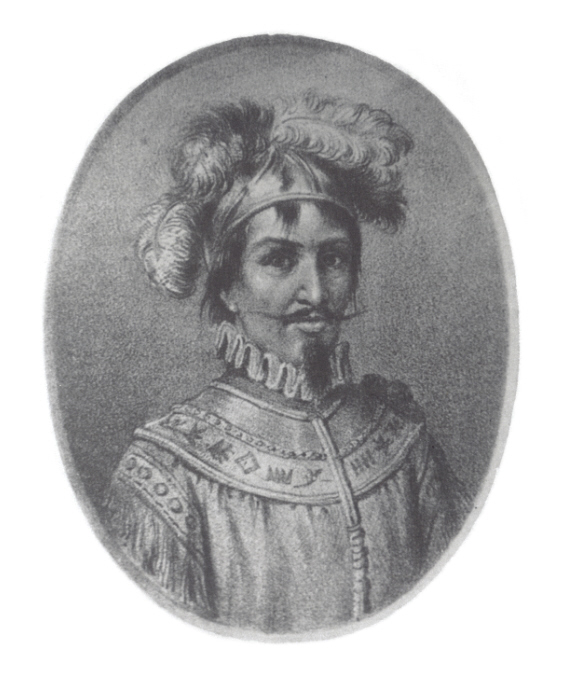
El Valle de Aburrá fue visto por un capitán que seguía las órdenes del conquistador español Jorge Robledo.

Pocos años después se levantó la primera iglesia de tapias y tejas, consagrada a la Virgen de la Candelaria, y desde entonces la población se llamó Nuestra Señora de la Candelaria de Aná, que a los 54 años de vida contaba apenas con 700 habitantes de los 3000 que poblaban el territorio comprendido entre el Ancón de la Valeria (hoy Caldas) hasta los potreros de Barbosa.
Desde 1670 los habitantes pidieron a la Real Audiencia la erección en villa de su población, encontrando resistencia por parte de Santa Fe de Antioquia. El 20 de marzo de 1671 el entonces gobernador de la Provincia de Antioquia, don Francisco de Montoya y Salazar decretó la fundación de la Villa, pero las quejas de los vecinos de la ciudad de Antioquia ante la Real Audiencia llevan a la anulación de la erección de la Villa sólo once meses después.
Finalmente, la reina Mariana de Austria, viuda de Felipe IV, en nombre de su hijo Carlos II, otorgó la Real Cédula de Fundación el 22 de noviembre de 1674, y el 2 de noviembre de 1675 se llevó a cabo la erección en villa de la pequeña población por don Miguel de Aguinaga y Mendigoitia, que ahora pasó a llamarse Villa de Nuestra Señora de la Candelaria de Medellín. Un siglo después, en 1783, se abrieron nuevas calles por orden de Francisco Silvestre y Sánchez, quien fue gobernador de la provincia de Antioquia. En 1786, el Oidor Juan Antonio Mon y Velarde hizo numerar las casas, que eran 242 de un piso y 29 de balcón, y marcar las calles con los nombres de San Francisco, San Lorenzo, La Amargura (hoy calle Ayacucho), El Prado, entre otros. También dictó medidas sobre saneamiento, instrucción pública, mejora del comercio y sistemas administrativos; igualmente dota a la villa de agua corriente, crea colonias agrícolas y estimula la minería. Estas medidas progresistas levantan el ánimo de los habitantes y permiten entrever tiempos mejores para la población y para la provincia entera.
Ya en el siglo XIX y en plena época de la Independencia, el 21 de agosto de 1813, tras declararse la independencia del Estado de Antioquia, el Excelentísimo Señor Presidente Dictador Juan del Corral erige en ciudad a Medellín y a Marinilla, y reconoce a sus habitantes como personas libres, privilegio que hasta entonces, y en lo que respecta a la provincia, solo tenían Santa Fe de Antioquia y Rionegro. En 1826 se le nombra capital de Antioquia, contando en ese año con 6050 habitantes.

### SigloXIX

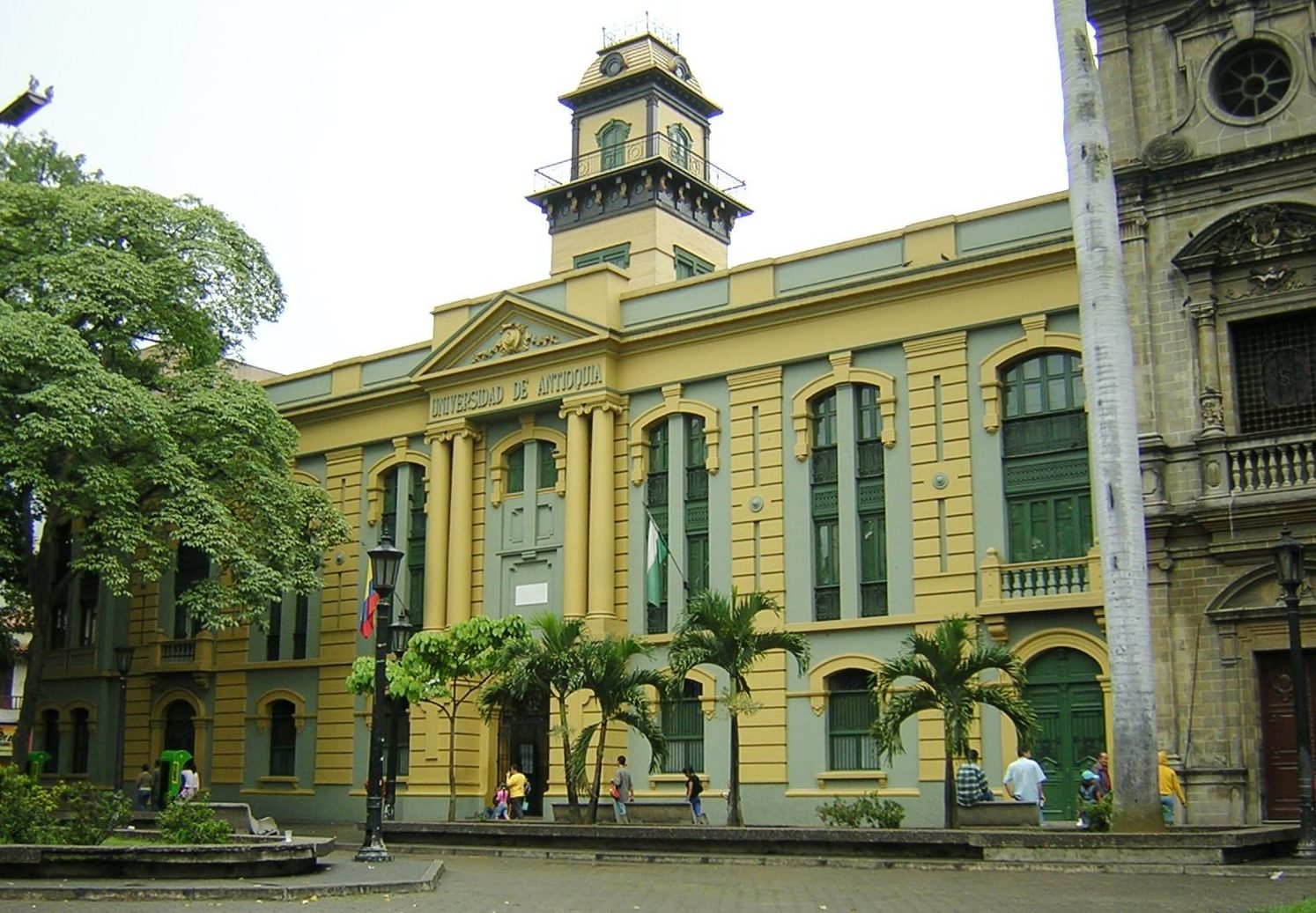
Edificio San Ignacio en la plazuela del mismo nombre.

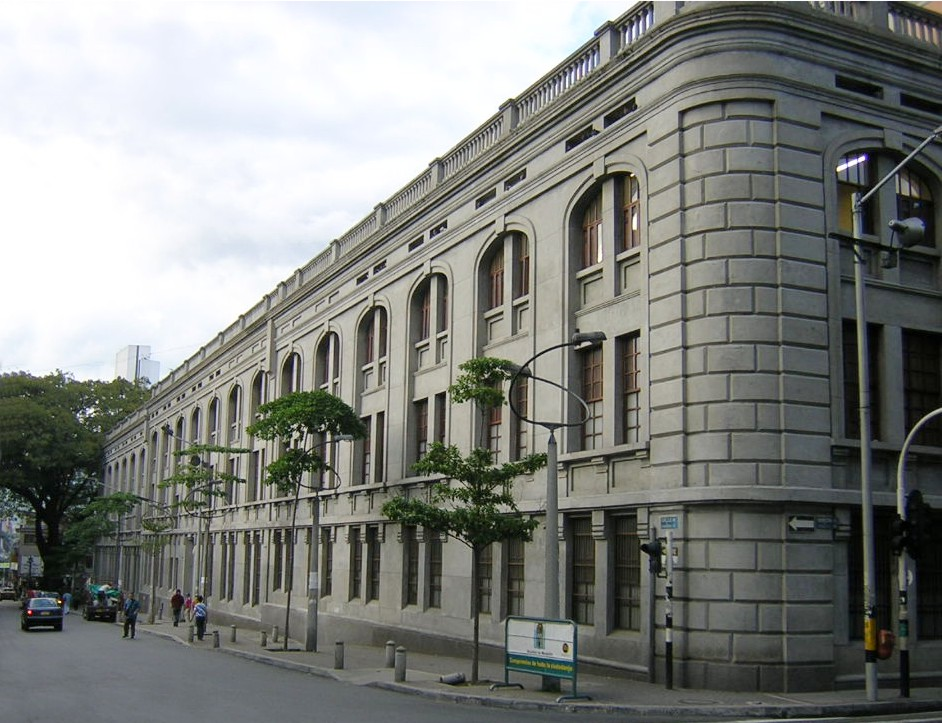
Fachada norte del Claustro San Ignacio.

En los primeros años del siglo XIX, la ciudad experimentó un lento desarrollo debido, entre otras cosas, a las precarias vías de comunicación con el resto del país y el exterior. Desde el punto de vista intelectual, material y social se seguían conservando las características de pueblo de incipiente civilización. No fue sino hasta el periodo comprendido entre 1830 y 1850 cuando la ciudad comenzó su desarrollo paulatino. La educación dio en este periodo un salto trascendental. Durante la época colonial y aún en los inicios de la República se contaba con pocas escuelas y colegios, situación que cambió a partir de la mitad del siglo, siendo notable durante el gobierno de Pedro Justo Berrío.

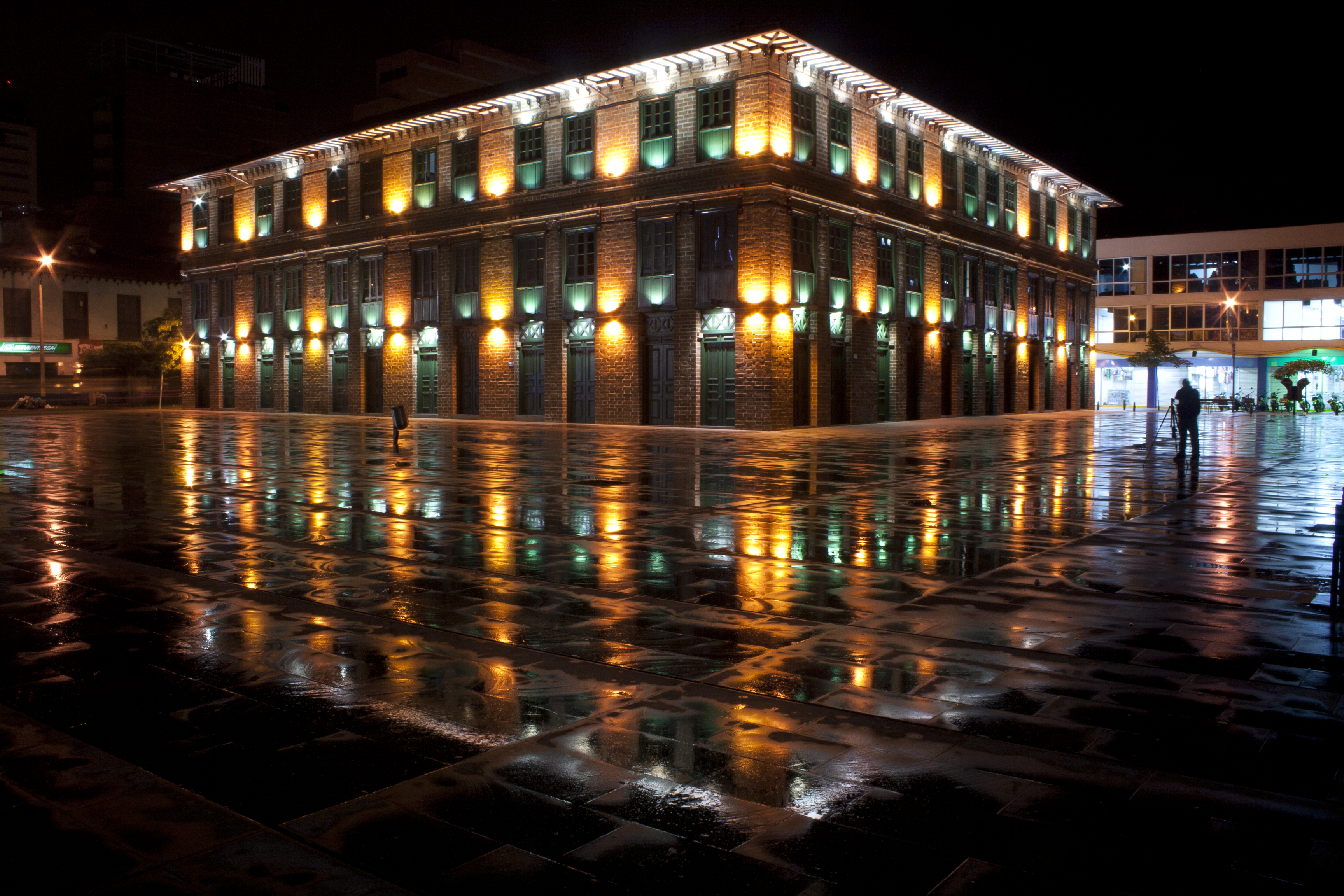
Edificio Carré.

El río Medellín carecía en aquel entonces de puentes que lo atravesaran y fue haciéndose necesaria la construcción de alguno, ya que sus aguas eran abundantes, sobre todo en invierno, y se requerían balsas para pasarlo. El puente de Colombia fue el primero dentro del territorio de la ciudad y fue levantado con auxilio nacional ofrecido por el entonces presidente Tomás Cipriano de Mosquera en 1846. El segundo puente sobre el río fue el de Guayaquil.
En 1868, se decretó el traslado de la sede de la diócesis de Santa Fe de Antioquia a Medellín, lo que le permitió a esta fortalecer las instituciones religiosas que existían en aquel entonces. La construcción de la Catedral Metropolitana marcó un hito no solo en el ámbito religioso sino también desde el punto de vista arquitectónico. Igualmente el comercio se fue fortaleciendo hasta consolidarse como actividad financiera. Fue así como en Medellín surgió el Banco de Antioquia en 1871, el Banco de Medellín en 1881, el Banco Popular en 1882 y el Banco del Comercio en 1896.

### SigloXX
El despegue de la ciudad hacia la modernidad coincidió con un acelerado crecimiento de su población, de 20 000 habitantes en 1870 a 170 000 en 1938. La ciudad se consolidó como un centro de comercio de oro, café, finca raíz, mecánica, fundición, especulación e importación de mercancías. Esta vocación comercial se complementó al comienzo del siglo XX con una industrial (textil, gaseosas, cigarrillos, calzado, entre otras), al aprovechar la presencia de abundantes fuentes hídricas, avances en movilidad y mercados cercanos.

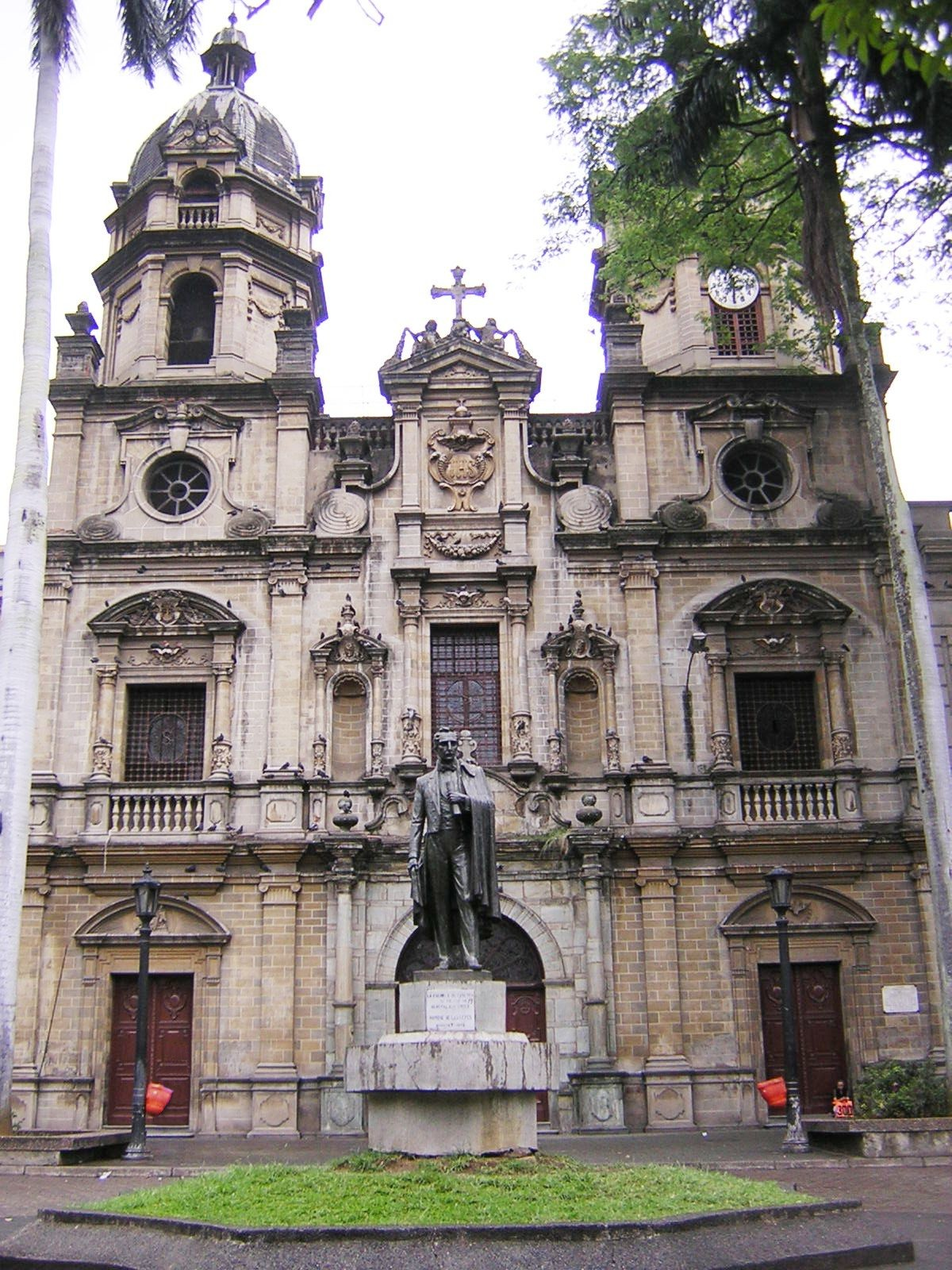
Iglesia de San Ignacio, ejemplo de arquitectura de la época colonial.

Al tiempo que entraron los primeros automóviles importados de Estados Unidos y de Francia, se crearon fábricas importantes, en particular empresas textileras, como la Compañía Colombiana de Tejidos Coltejer (1907), o la fábrica de Hilados y Tejidos del Hato (Fabricato), la cual empezó a funcionar en los años veinte y en menos de dos décadas se consolidaría como la segunda textilera más importante, después de Coltejer. Otras empresas importantes fueron creadas en estos años como la Compañía Colombiana de Tabaco (1919), la fábrica de Gaseosas Lux (1925) y en lo referente a la industria cafetera se destaca la fundación de Café La Bastilla en 1922.
A partir de 1910, estas industrias se convirtieron en el motor principal del crecimiento urbano, y crearon una primera generación de empresarios industriales y de obreros asalariados. La ciudad atrajo inmigrantes del campo con aspiración de trabajar en las fábricas y almacenes. También llegaron inmigrantes más prósperos, como empresarios de la minería, comerciantes, ganaderos y jóvenes de familias pudientes, con la idea de educarse.
A mediados de siglo, la ciudad comenzó también a desarrollar una arquitectura moderna de la mano de arquitectos como el austriaco Federico Blodek, quien diseñó obras como los edificios de oficinas Suramericana, de Fabricato (que fue el más alto de la ciudad) y Banco de Colombia. El Plan Piloto de Medellín, elaborado en 1950 por los urbanistas Paul Wiener y José Luis Sert, recomendaba: canalizar el río, controlar los asentamientos en las laderas, montar una zona industrial en Guayabal, articular la ciudad en torno al río, construir el estadio Atanasio Girardot y el centro administrativo “La Alpujarra”. Pronto, el Plan Piloto se vio desbordado por la realidad de una población que se triplicó en 20 años, pasando de 358 189 habitantes, en 1951, a 1 071 252, en 1973.
En este periodo la construcción tuvo gran dinamismo y los campesinos, que no tenían acceso a los créditos de vivienda, empezaron a construir en las laderas. Muchas edificaciones antiguas del centro, y aún de principios del siglo XX, fueron demolidas para dar paso a edificios que fueron destinados para oficinas y vivienda, entre ellos el de Coltejer, símbolo de la ciudad. El sector textil se modernizó en este periodo y se consolidó de forma definitiva la vocación industrial de la ciudad.

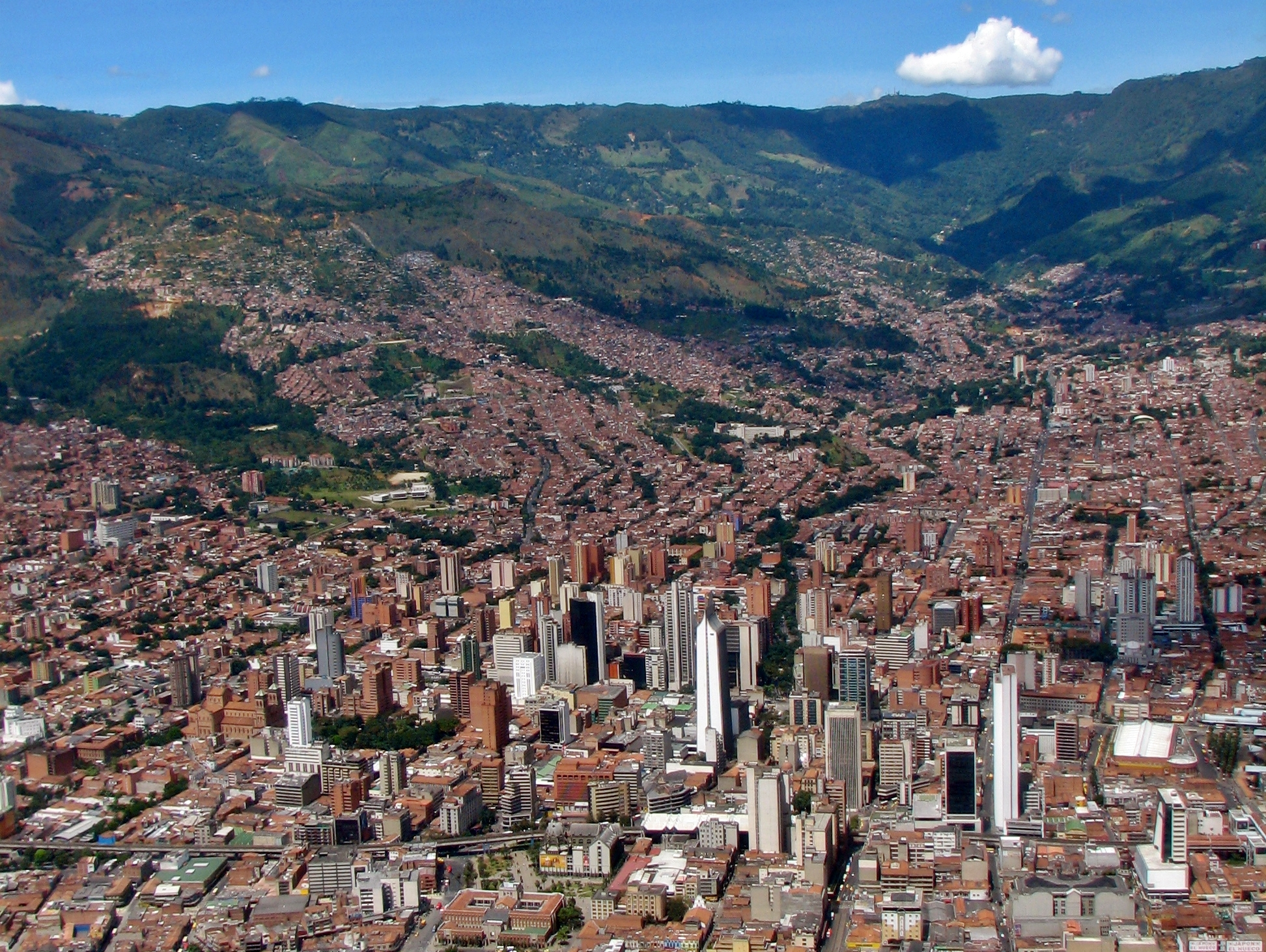
Vista del centro.

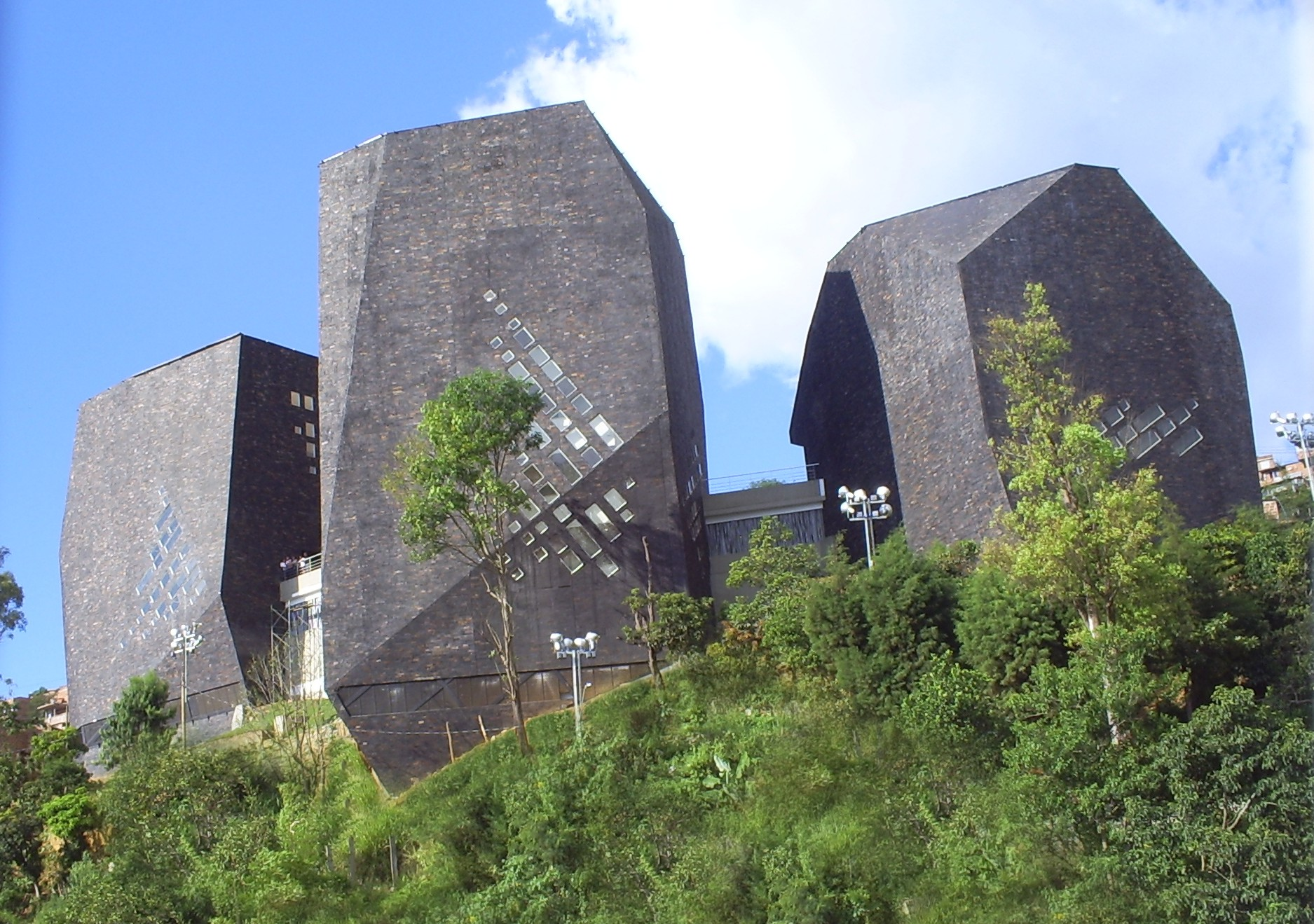
Parque Biblioteca Pública España.

Por primera vez, después de tener Antioquia una economía en ascenso durante 150 años, se presentan en la década de 1970 los síntomas iniciales de lo que fue la mayor crisis económica y social en su historia. Aparecen indicadores de aumento del desempleo, y con él la criminalidad y la inseguridad general. Aunque el país en su conjunto afrontó entre 1970 y 1980 un periodo crítico en su economía, esta crisis tuvo un especial impacto en Medellín, que llegó a tener la tasa de desempleo más alta de la nación.
El sector manufacturero no solo había perdido dinámica, sino que se mostraba incapaz para afrontar la situación creada con los altos índices de desempleo, la recesión económica y la imposición desde el gobierno central de un nuevo modelo de desarrollo fundamentado en las actividades financieras y de la construcción. Es entonces cuando el contrabando, primero, y luego el narcotráfico, aparecen como alternativa para miles de personas que no tenían en el mercado legal ninguna o pocas posibilidades de encontrar empleo o de ejercer una actividad económica rentable.
El Cartel de Medellín fue creado en 1976 y contó, hasta mediados de los años 1980, con relativa libertad y tolerancia como resultado de su directa penetración en todos los sectores de la sociedad. Con la aprobación de las medidas que permitían la extradición de colombianos a los Estados Unidos, tomadas por el presidente Belisario Betancur luego del asesinato de su ministro de Justicia, el cartel de la droga inició un movimiento para desestabilizar al Estado. La ciudad sufrió todo el peso de la lucha entre el narcotráfico y el gobierno central en los últimos años de la década de 1980 y principios de los 1990. Aparecieron el narcoterrorismo, el sicariato, las bandas delincuenciales en los barrios populares, los secuestros, y los asesinatos de jueces y políticos.
La muerte de Pablo Escobar, en 1993, supuso el fin del llamado Cartel de Medellín, pero dejó profundos conflictos sociales en la región. La guerrilla y el paramilitarismo continuaron con su activismo armado que han creado duros impactos no solo en la ciudad sino en el país como el aumento de desplazados por la violencia y el endurecimiento de las políticas de seguridad del Estado como la Operación Orión en San Javier (octubre de 2002).

### SigloXXI
Hasta 2008 en la Región Paisa, de la que Medellín hace parte, operaban por lo menos seis de las principales bandas emergentes provenientes de los restos de los grupos paramilitares que se desmovilizaron durante las conversaciones de paz con el gobierno colombiano en el periodo 2004-2006 como las Autodefensas Gaitanistas de Colombia, Águilas Negras, la Oficina de Envigado, Los Urabeños, Los Rastrojos y Los Paisas; los cuatro últimos activos a 2015.
Estos grupos criminales concentran sus operaciones en las ciudades y pequeños pueblos a lo largo y ancho del país, tratando de controlar los flujos de drogas hacia la costa Caribe y el control de la minería ilegal. Las rutas del narcotráfico se mueven especialmente por los departamentos de Córdoba y Sucre donde venden la droga a las organizaciones que cuentan con infraestructuras más grandes y pueden mover las drogas a nivel internacional.
La preocupación por detener los flujos de violencia urbana ha hecho que se presenten proyectos de inclusión social que incluyen infraestructuras como los parques-bibliotecas en áreas urbanas conflictivas, los sistemas de transporte masivo como el Metro, el Metroplús, y el Tranvía y la participación del sector privado, oficial y las instituciones para unificar un proyecto de ciudad, la proliferación de eventos culturales y artísticos, la construcción de bibliotecas, parques y centros educativos y la creación y renovación del espacio público.

## Geografía

### Localización

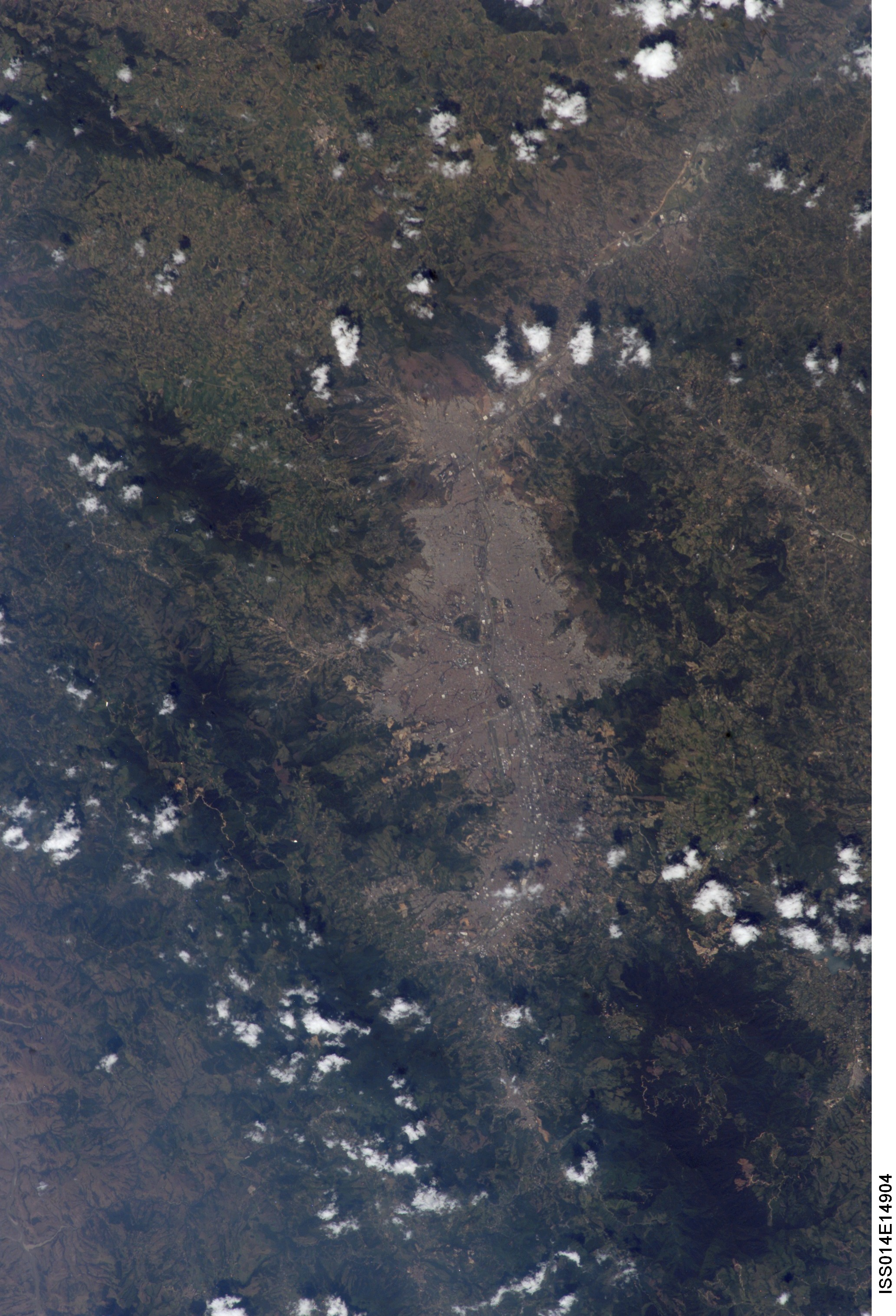
Vista satelital.

Medellín se encuentra ubicada en el centro geográfico del Valle de Aburrá, sobre la cordillera central de los Andes en las coordenadas 6°13′55″N 75°34′05″O / 6.23194, -75.56806. La ciudad cuenta con un área total de 328 km2 de los cuales 110 km2 son suelo urbano y 218 km2 son suelo rural.
El valle de Aburrá posee una extensión de 1152 km2 que forman parte de la cuenca del río Medellín, principal arteria fluvial que cruza la región de sur a norte. La conformación del Valle de Aburrá es el resultado de la unidad geográfica determinada por la cuenca del río Medellín y por una serie de afluentes que caen a lo largo de su recorrido. El Valle tiene una longitud aproximada de 60 kilómetros y una amplitud variable. Está enmarcado por una topografía irregular y pendiente, que oscila entre 1300 y 2800 m s. n. m. (metros sobre el nivel del mar).
Las cordilleras que lo encierran, dan lugar a la formación de diversos microclimas, saltos de agua, bosques y sitios de diverso valor paisajístico y ecológico. El valle tiene una forma alargada y presenta un ensanchamiento en su parte media, el cual mide 10 kilómetros y es donde se localiza Medellín. El Valle de Aburrá está totalmente urbanizado en su parte plana, y muy ocupado en sus laderas.
Topográficamente la ciudad es un plano inclinado que desciende desde 1800 a 1500 m s. n. m., sin embargo, la altura oficial de la ciudad es de 1479 m s. n. m. en la confluencia de las quebradas La Iguaná, Santa Elena y el río Medellín, y se eleva a 3200 m s. n. m. en los altos El Romeral, Padre Amaya y cuchilla Las Baldías.
Dentro del paisaje urbano se destacan los cerros Nutibara y El Volador, que se levantan como manchas verdes en medio de la ciudad. Los altiplanos y montañas que circundan el valle sobrepasan los 2500 m s. n. m. Las principales alturas en el territorio de Medellín son: Alto Padre Amaya (3100 m s. n. m.), Alto Patio Bonito (2750 m s. n. m.), Alto Boquerón (2600 m s. n. m.), Alto Venteadero (2500 m s. n. m.) y el Alto Las Cruces (2400 m s. n. m.), entre otros.
| Noroeste: San Jerónimo Ebéjico    | Norte: Bello         | Nordeste: Copacabana |
| Oeste: Heliconia                  |                      | Este: Guarne         |
| Suroeste: Angelópolis La Estrella | Sur: Envigado Itagüí | Sureste: Rionegro    |

### Hidrografía
El río Medellín es la corriente hidrográfica más importante de la ciudad, la divide en dos partes y es su drenaje natural. Nace en el alto de San Miguel, en el municipio de Caldas, a una altitud de 3000 m s. n. m. (metros sobre el nivel del mar); tiene una extensión aproximada de 100 km desde su nacimiento hasta su desembocadura (donde confluye con el río Grande y le dan nacimiento al Porce) y recibe las aguas de aproximadamente 196 afluentes a lo largo de todo su recorrido.
En lo que respecta al territorio de la ciudad, recibe 57 afluentes directos y más de 700 corrientes de segundo y tercer orden, con 23 corrientes mayores, constituyendo una red hidrográfica de una densidad considerable. Las quebradas Santa Elena y La Iguaná, por su caudal y longitud de recorrido, son las de mayor importancia en el territorio municipal. La quebrada La Iguaná nace en la serranía de Las Baldías y la quebrada Santa Elena nace en el cerro Espíritu Santo Verde. La primera atraviesa la zona centro-occidental, mientras que la segunda atraviesa la zona centro-oriental y está cubierta en su paso por el centro de la ciudad.
Las corrientes mayores de la ciudad además de estas son de sur a norte: Doña María, La Aguacatala, La Jabalcona, La Volcana, La Presidenta, La Poblada, La Guayabala, Altavista, La Picacha, Ana Díaz, La Hueso, Malpaso, El Ahorcado, El Molino, La Quintana, La Bermejala, La Rosa, La Herrera, Cañada Negra y La Madera.

### Clima

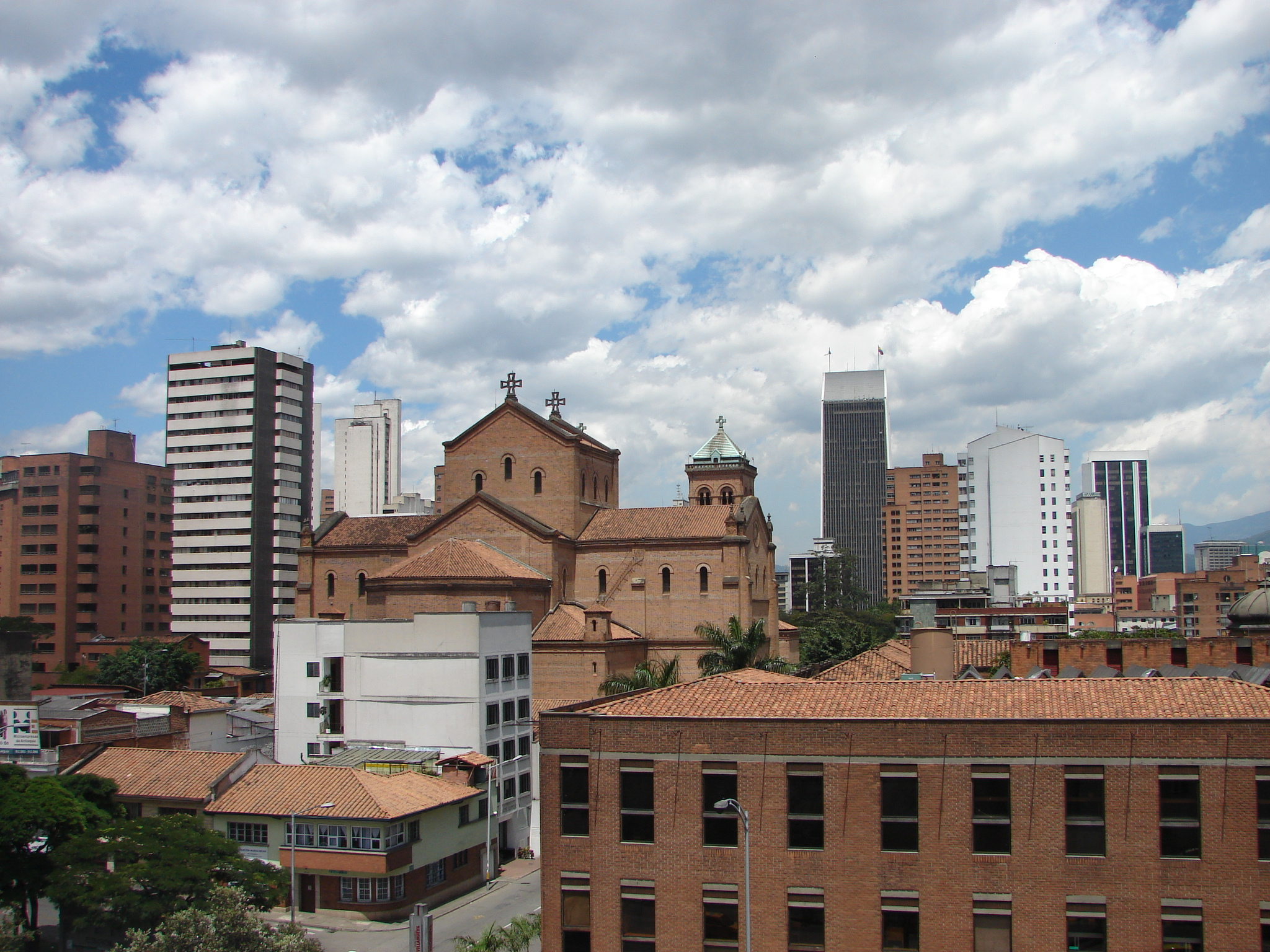
Medellín tiene un clima de transición entre el ecuatorial y el monzónico.

La latitud y altitud de la ciudad dan como resultado un clima ecuatorial (Af), pues todos los meses están por encima de 18 °C y los 60 mm de lluvia, si bien por la altura las temperaturas no son altas. El clima es templado y húmedo, con una temperatura promedio de 21,6 °C. El apelativo «ciudad de la eterna primavera» proviene de la fama de un clima uniforme durante todo el año, con unas pocas variaciones de temperatura entre diciembre y enero y entre junio y julio, las temporadas más secas y cálidas del año. Sin embargo, hay significativas diferencias en cuanto al clima de los barrios de la ciudad.

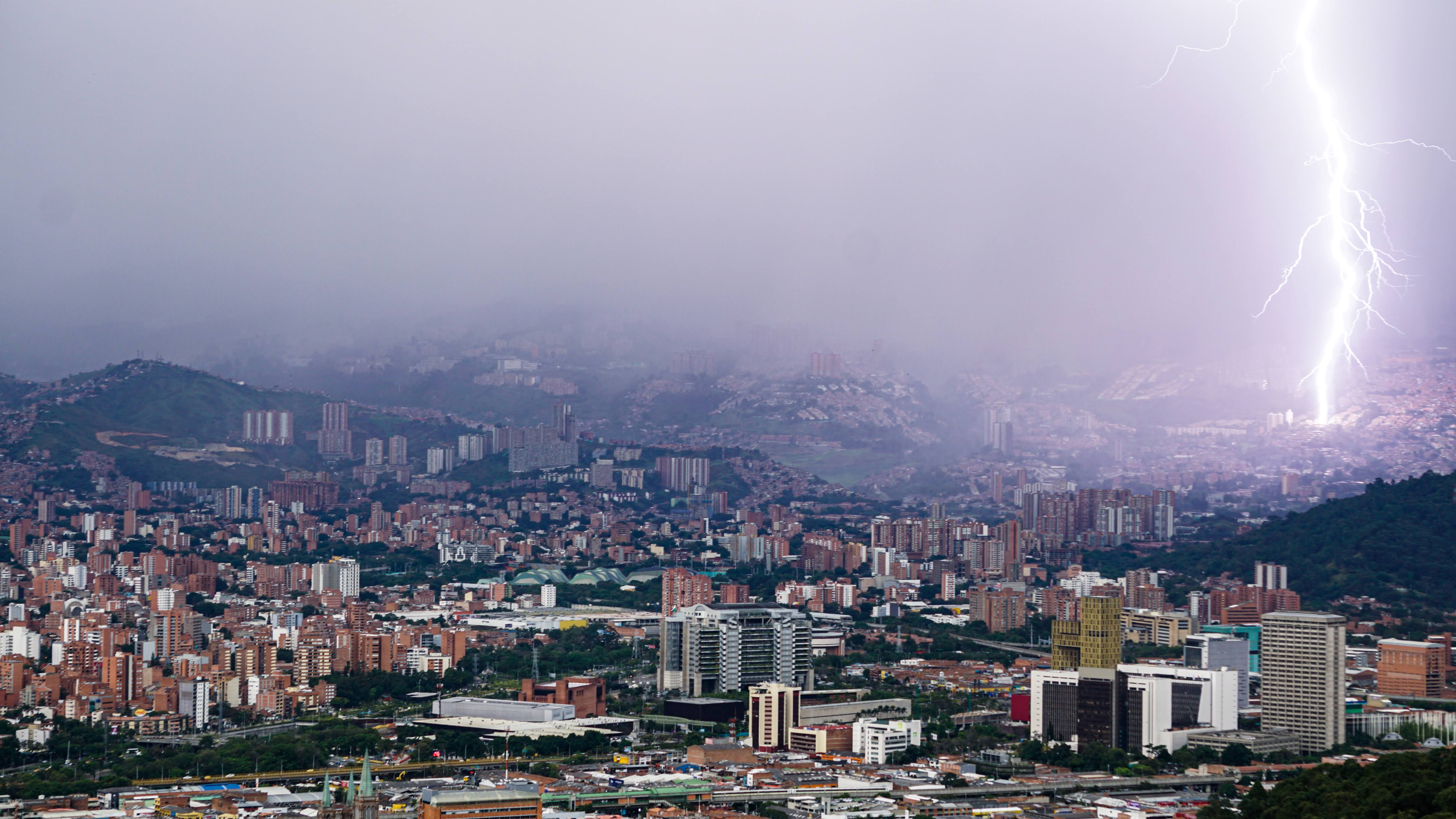
Relámpago sobre Medellín.

Los barrios más calurosos son los que se ubican en el centro de la ciudad (La Candelaria, El Chagualo, San Benito, entre otros) y en la parte norte de la ribera del río Medellín (La Toscana, Boyacá-Las Brisas, Moravia, Santa Cruz), mientras que los barrios más fríos se ubican en las partes altas de las montañas circundantes (Altos del Poblado, San Lucas, La Sierra, 8 de marzo, Oriente, Santo Domingo Savio, San José de la Cima, Carpinelo, Picacho, entre otros).

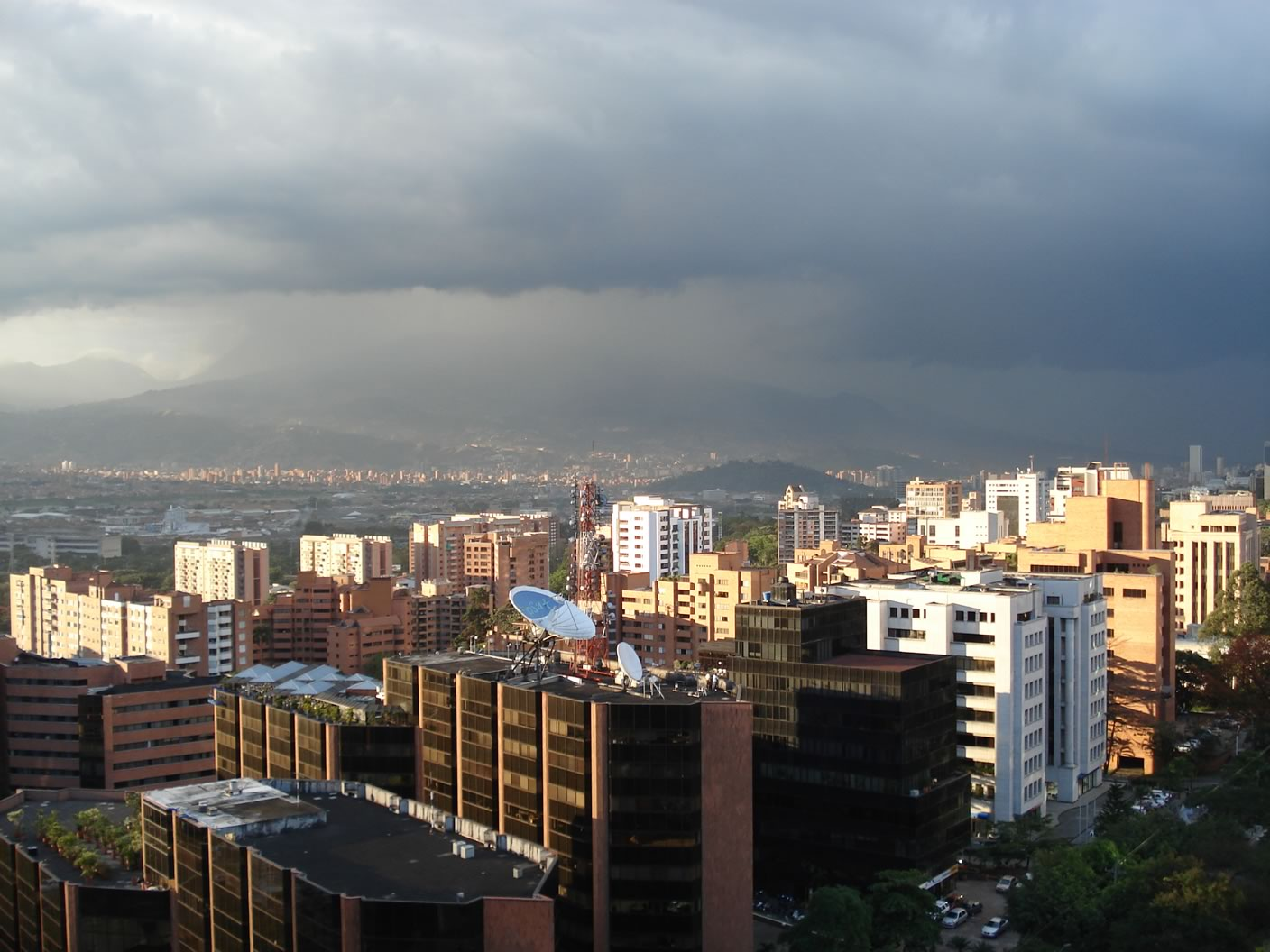
Las tormentas tropicales son frecuentes.

En los días soleados a mediodía las temperaturas pueden llegar hasta los 30 °C. Sin embargo, en Medellín los días completamente despejados son poco comunes, un día normal en Medellín es parcialmente nublado con intervalos de sol y de sombra, lo que genera que la tasa de insolación en Medellín sea relativamente baja (unas 5 o 6 horas de sol al día en promedio) frente a la de ciudades como Barranquilla (que tiene entre 7 y 8 horas de sol al día en promedio). En un día parcialmente nublado las temperaturas suben a los 27 °C al mediodía y en los lluviosos alcanza apenas los 24 °C.
La temperatura de Medellín está determinada por los pisos térmicos que van del páramo (que equivale a 3 km2 del territorio), pasando por el frío (192 km2) hasta llegar al medio (185 km2), en donde está la zona urbana, la cual tiene una temperatura que oscila entre 12 °C y 30 °C. Las temperaturas más altas oscilan entre 27 °C y 31 °C, con máxima absoluta de 33,2 °C, la cual fue registrada en 1993 en el barrio San Javier, en el centroccidente de la ciudad. Las más bajas oscilan alrededor de 13 °C y 15 °C, con mínima absoluta de 10 °C. El comienzo y la mitad del año son estaciones secas, de resto el clima es variable, lluvioso en algunas épocas. La precipitación media anual es moderada: 1656 mm, y no es igual en todo el valle: llueve más al sur que al norte.
Las temperaturas son constantes durante el año, en verano las temperaturas pueden subir arriba de los 30 °C, llueve más en otoño, raras veces hay bajas temperaturas en invierno.
Por su ubicación entre montañas, Medellín es una ciudad de vientos suaves y constantes. El régimen de vientos lo determinan los alisios dominantes del nordeste y las masas de aire cálido que suben desde los valles bajos de los ríos Cauca y Magdalena, con predominio de movimiento en la zona norte del valle, lo que origina que el viento sople en dirección norte-sur. Es de advertir que todas estas condiciones varían de acuerdo con los cambios climáticos originados en el océano Pacífico, llamados fenómeno del Niño y de la Niña. Entonces hay más lluvia o más sequía.
| Parámetros climáticos promedio de Medellín (Aeropuerto Olaya Herrera), normales 1981–2010 | Parámetros climáticos promedio de Medellín (Aeropuerto Olaya Herrera), normales 1981–2010 | Parámetros climáticos promedio de Medellín (Aeropuerto Olaya Herrera), normales 1981–2010 | Parámetros climáticos promedio de Medellín (Aeropuerto Olaya Herrera), normales 1981–2010 | Parámetros climáticos promedio de Medellín (Aeropuerto Olaya Herrera), normales 1981–2010 | Parámetros climáticos promedio de Medellín (Aeropuerto Olaya Herrera), normales 1981–2010 | Parámetros climáticos promedio de Medellín (Aeropuerto Olaya Herrera), normales 1981–2010 | Parámetros climáticos promedio de Medellín (Aeropuerto Olaya Herrera), normales 1981–2010 | Parámetros climáticos promedio de Medellín (Aeropuerto Olaya Herrera), normales 1981–2010 | Parámetros climáticos promedio de Medellín (Aeropuerto Olaya Herrera), normales 1981–2010 | Parámetros climáticos promedio de Medellín (Aeropuerto Olaya Herrera), normales 1981–2010 | Parámetros climáticos promedio de Medellín (Aeropuerto Olaya Herrera), normales 1981–2010 | Parámetros climáticos promedio de Medellín (Aeropuerto Olaya Herrera), normales 1981–2010 | Parámetros climáticos promedio de Medellín (Aeropuerto Olaya Herrera), normales 1981–2010 |
| Mes                                                                                       | Ene.                                                                                      | Feb.                                                                                      | Mar.                                                                                      | Abr.                                                                                      | May.                                                                                      | Jun.                                                                                      | Jul.                                                                                      | Ago.                                                                                      | Sep.                                                                                      | Oct.                                                                                      | Nov.                                                                                      | Dic.                                                                                      | Anual                                                                                     |
| ----------------------------------------------------------------------------------------- | ----------------------------------------------------------------------------------------- | ----------------------------------------------------------------------------------------- | ----------------------------------------------------------------------------------------- | ----------------------------------------------------------------------------------------- | ----------------------------------------------------------------------------------------- | ----------------------------------------------------------------------------------------- | ----------------------------------------------------------------------------------------- | ----------------------------------------------------------------------------------------- | ----------------------------------------------------------------------------------------- | ----------------------------------------------------------------------------------------- | ----------------------------------------------------------------------------------------- | ----------------------------------------------------------------------------------------- | ----------------------------------------------------------------------------------------- |
| Temp. máx. abs. (°C)                                                                      | 33.2                                                                                      | 35.0                                                                                      | 36.0                                                                                      | 35.0                                                                                      | 36.2                                                                                      | 36.5                                                                                      | 35.6                                                                                      | 36.5                                                                                      | 38.0                                                                                      | 36.5                                                                                      | 37.0                                                                                      | 35.0                                                                                      | 38.0                                                                                      |
| Temp. máx. media (°C)                                                                     | 27.8                                                                                      | 28.2                                                                                      | 28.1                                                                                      | 27.6                                                                                      | 27.8                                                                                      | 28.2                                                                                      | 28.4                                                                                      | 28.5                                                                                      | 28.0                                                                                      | 27.2                                                                                      | 27.1                                                                                      | 27.2                                                                                      | 27.8                                                                                      |
| Temp. media (°C)                                                                          | 22.4                                                                                      | 22.7                                                                                      | 22.7                                                                                      | 22.4                                                                                      | 22.6                                                                                      | 22.9                                                                                      | 23.1                                                                                      | 23.1                                                                                      | 22.4                                                                                      | 21.8                                                                                      | 21.8                                                                                      | 21.9                                                                                      | 22.5                                                                                      |
| Temp. mín. media (°C)                                                                     | 17.2                                                                                      | 17.5                                                                                      | 17.7                                                                                      | 17.8                                                                                      | 17.8                                                                                      | 17.4                                                                                      | 17.1                                                                                      | 17.2                                                                                      | 17.0                                                                                      | 17.0                                                                                      | 17.3                                                                                      | 17.2                                                                                      | 17.4                                                                                      |
| Temp. mín. abs. (°C)                                                                      | 9.5                                                                                       | 8.0                                                                                       | 9.0                                                                                       | 9.5                                                                                       | 10.0                                                                                      | 10.0                                                                                      | 8.9                                                                                       | 10.0                                                                                      | 9.6                                                                                       | 9.0                                                                                       | 9.0                                                                                       | 8.2                                                                                       | 8.0                                                                                       |
| Lluvias (mm)                                                                              | 63.2                                                                                      | 81.4                                                                                      | 129.1                                                                                     | 170.7                                                                                     | 213.5                                                                                     | 149.4                                                                                     | 133.1                                                                                     | 139.7                                                                                     | 181.8                                                                                     | 226.7                                                                                     | 158.9                                                                                     | 104.8                                                                                     | 1752.3                                                                                    |
| Días de lluvias (≥ 1 mm)                                                                  | 12                                                                                        | 13                                                                                        | 18                                                                                        | 23                                                                                        | 23                                                                                        | 18                                                                                        | 17                                                                                        | 19                                                                                        | 22                                                                                        | 25                                                                                        | 21                                                                                        | 16                                                                                        | 227                                                                                       |
| Horas de sol                                                                              | 133.3                                                                                     | 135.0                                                                                     | 147                                                                                       | 152.6                                                                                     | 165.0                                                                                     | 186.0                                                                                     | 198.4                                                                                     | 170.5                                                                                     | 151.9                                                                                     | 148.8                                                                                     | 139.5                                                                                     | 123                                                                                       | 1851.0                                                                                    |
| Humedad relativa (%)                                                                      | 66                                                                                        | 65                                                                                        | 67                                                                                        | 70                                                                                        | 70                                                                                        | 66                                                                                        | 63                                                                                        | 65                                                                                        | 67                                                                                        | 71                                                                                        | 72                                                                                        | 70                                                                                        | 67                                                                                        |
| Fuente: Instituto de Hidrologia Meteorología y Estudios Ambientales                       |                                                                                           |                                                                                           |                                                                                           |                                                                                           |                                                                                           |                                                                                           |                                                                                           |                                                                                           |                                                                                           |                                                                                           |                                                                                           |                                                                                           |                                                                                           |

### Recursos naturales
En consecuencia al crecimiento urbano y demográfico de la ciudad se ha presentado una notable alteración de la fauna y flora dentro del valle de Aburrá. Con la contaminación de las aguas desaparecieron casi toda la fauna y flora acuática del río que la atraviesa y sus afluentes. Sin embargo, existen reservas naturales notables dentro del área de la ciudad que se complementan a su vez con todo el sistema ecológico del Valle de Aburrá. Medellín se encuentra entre el grupo de las veinte ciudades más contaminadas de América Latina.
En cuanto a minerales, en los corregimientos de San Cristóbal y Altavista, oeste del área urbana, hay más de 30 minas a cielo abierto que extraen materiales de construcción de tipo arcilloso. Adicionalmente, en la zona conocida como Marmato-Titiribí hay potencial de explotación de pórfidos y vetas con metales como cobre, oro y molibdeno. Estas zonas están dispersas en el área de los corregimientos al oeste del casco urbano.

### Cambio climático y crisis ambiental

#### Calidad del aire
Medellín y el Valle de Aburrá sufren del creciente volumen de emisiones de contaminación atmosféricas lo cual ha generado una disminución en la calidad del aire que está afectando la sostenibilidad de la región, con serias implicaciones para la salud, el ambiente, el bienestar social y desarrollo económico. Esto ha sido el resultado de varios factores: por un lado, el acelerado crecimiento demográfico resultado de la intensificación de las actividades de producción industrial, y por otro lado el incremento del transporte motorizado y la provisión de servicios con combustibles fósiles.

## Demografía
| Evolución demográfica de Medellín desde 1905                                                                         |
| --- |
| Fuente: Datos de 1905 a 1938 Historia de Antioquia - Datos de 1951 a 2016 censos del DANE - 2016 estimación del DANE |

Medellín no escapa a la tendencia colombiana de crecimiento de las áreas urbanas en detrimento de la población rural, este proceso de urbanización acelerado no se debe exclusivamente a la industrialización, ya que existen unas complejas razones políticas y sociales como la pobreza y la violencia: principalmente causadas por el conflicto armado que ha vivido Colombia, las cuales han motivado la migración del campo a la ciudad a lo largo del siglo XX, generando un crecimiento exponencial de la población en las zonas urbanas. Hoy en día el 58 % de la población de Antioquia habita en el área metropolitana. El 67 % de los habitantes de dicha área, corresponden a Medellín, de los cuales el 61,3 % nacieron en la ciudad, el 38,4 % en otro municipio y el 0,3 % son de otro país.
De acuerdo con las cifras del último censo nacional (2005) realizado por el Departamento Administrativo Nacional de Estadística -DANE-, dio como resultado una población de 2 223 078 habitantes para Medellín y 3 312 165 personas para el área metropolitana conformada por otros 9 municipios, con proyecciones al 2014 de 2 541 123 y 3 731 447 respectivamente, siendo esta la segunda aglomeración urbana de Colombia. Además, según el censo, la ciudad cuenta con una densidad poblacional de aprox. 5820 habitantes por kilómetro cuadrado. Solamente 130 031 habitantes se ubican en la zona rural de Medellín. El 46,7 % de la población son varones y el 53,3 % mujeres, y el promedio de personas por hogar es de 4.
La ciudad cuenta con una tasa de analfabetismo del 6,8 % en la población mayor de 5 años de edad. Los servicios públicos tienen una cobertura del 98,8 % de viviendas con servicio de energía eléctrica, mientras que un 97,3 % tiene servicio de acueducto y un 91,0 % de comunicación telefónica.
Actualmente la ciudad enfrenta una ola de migración de extranjeros derivada de su proyección internacional. Estadounidenses, alemanes, suecos y hasta coreanos han encontrado en Medellín un nuevo hogar. Además, se destaca la migración de venezolanos, debido a la crisis interna que vive el país vecino, la cual se estima a 2017 en 57 932 venezolanos viviendo en la entidad.

### Natalidad y mortalidad

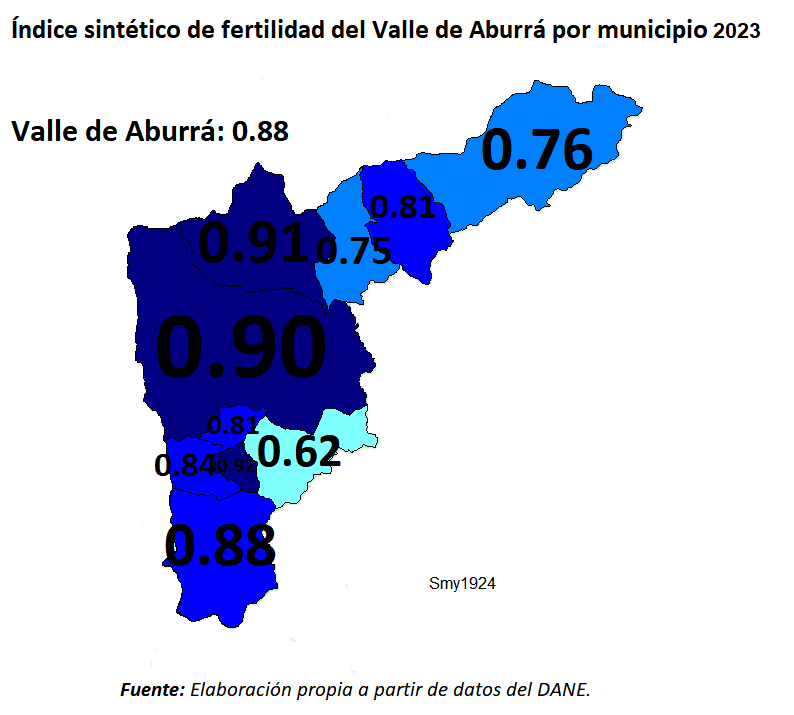
Índice sintético de fertilidad (hijos por mujer) municipios del Valle de Aburrá

En 2015 se registraron 95 335 nacimientos en Medellín (48 858 varones y 56 497 niñas). La longevidad en la ciudad es de 75 años, siendo esta mayor en mujeres que en hombres.
Las defunciones en 2015 fueron 15 430 (8191 varones y 7236 mujeres).
En 2015, más de 99 mujeres fueron asesinadas, de las cuales 88 murieron en crímenes relacionados con conflictos entre pandillas. En 2010, la Alcaldía de Medellín registró 182 homicidios de niños y adolescentes (entre 0 y 17 años), mientras que en cada 100 víctimas de muertes violentas, 9 eran niños o adolescentes.
Sin embargo, la Personería de Medellín en su informe sobre derechos humanos en la ciudad concluyó que durante el 2012 se presentó una reducción del 28 % de homicidios, el 8 % de violencia intrafamiliar y el 7 % de violencia sexual.
Para el 2017 se logró una tasa de mortalidad de 19 homicidios por cada 100 000 habitantes.

### Etnografía
Las estadísticas intercensales proporcionadas por el DANE son:
| Etnia                              | Censo 2005 | Censo 2005 | Censo 2018  | Censo 2018 |
| Etnia                              | Total      | Pct.       | Total       | Pct.       |
| ---------------------------------- | ---------- | ---------- | ----------- | ---------- |
| Sin pertenencia étnica 1           | 1 980 922  | 89,71 %    | 2 279 605   | 96,09 %    |
| Negro (a), mulato, afrocolombiano  | 123,569    | 5,60 %     | 59 064      | 2,49 %     |
| Indígena                           | 3133       | 0,14 %     | 2071        | 0,09 %     |
| Raizal de San Andrés y Providencia | 413        | 0,02 %     | 314         | 0,01 %     |
| Palenquero                         | -          | -          | 63          | 0,00 %     |
| Rom (Gitano)                       | -          | -          | 48          | 0,00 %     |
| No informa                         | 100 040    | 4,53 %     | 31 165      | 1,31 %     |
| Total                              | 2 208 077  | 100,00 %   | 2 372 330 2 | 100,00 %   |

Nota 1: Se agrupa en este valor las respuestas a la pregunta "Ninguna de las anteriores" en el censo 2005 y a la pregunta "Ningún grupo étnico" en el censo 2018. En esta categoría se agrupan las etnias no registradas por el gobierno de Colombia, agrupandose las personas mestizas, caucásicas y otras etnias no reconocidas por el DANE.
Nota 2: El DANE inicialmente entregó esta cifra de la población en la ciudad, aunque posteriormente la actualizó a 2 427 129, sin extrapolar o indicar cambios en las proporciones étnicas de la ciudad.

### Migración
El 4 % de los hogares medellinenses tiene experiencia migratoria internacional siendo los Estados Unidos el primer país de preferencia (55,5 %), seguido por España (17 %), y otros países (12,1 %). Pero hay preferencias de destino significativas hacia Venezuela (5,5 %), Perú, Panamá, México, Ecuador, Costa Rica, Canadá, Bolivia, Reino Unido y Australia. La demanda de fuerza de trabajo poco calificada convierte la búsqueda de oportunidades laborales en uno de los principales motivadores para esta migración, de igual forma, el anhelo de una mejor calidad de vida, la búsqueda de oferta de estudios superiores o la reunificación familiar son también motivos principales.
El 39 % de la población residente en la ciudad nació en otra región del país, siendo en su mayoría desplazados por el conflicto armado interno de Colombia, convirtiendo a Medellín en ciudad de inmigrantes, provenientes principalmente del Chocó e internamente de otras regiones de Antioquia; mientras que el 0,4 % provienen de otra nación.
La crisis política y social en Venezuela provocó la llegada masiva de ciudadanos de ese país que, desde 2017, tienen a Medellín como quinto destino preferido para asentarse. Según cifras de Migración Colombia, en agosto de 2018, 41 128 venezolanos residían en la capital de Antioquia, de los cuales 23 000 lo hicieron de forma legal. Muchos han encontrado oportunidades con empleos informales.

## Gobierno y administración
Medellín está regido por un sistema democrático basado en los procesos de descentralización administrativa generados a partir de la proclamación de la Constitución Política de Colombia de 1991. La ciudad es gobernada por el alcalde (poder ejecutivo) y el Concejo Municipal (poder legislativo).

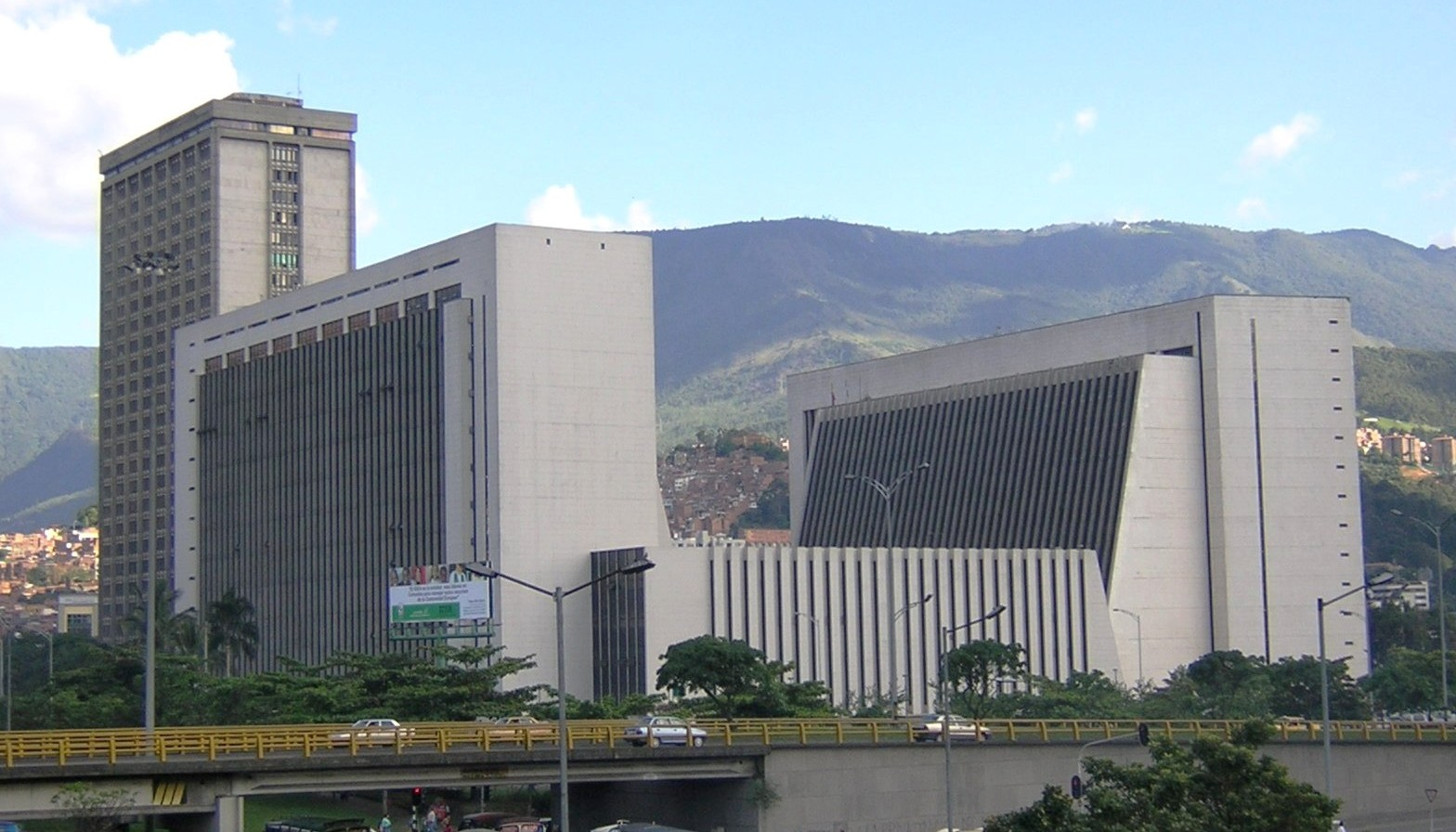
El Centro Administrativo José María Córdova, también llamado La Alpujarra, es la sede de los gobiernos municipal y departamental.

El alcalde de Medellín es el jefe de Gobierno y de la administración municipal, representando legal, judicial y extrajudicialmente al municipio. Es un cargo elegido por voto popular para un periodo de cuatro años. Entre sus funciones principales está la administración de los recursos propios de la municipalidad, velar por el bienestar y los intereses de sus conciudadanos y representarlos ante el Gobierno Nacional, además de impulsar políticas locales para mejorar su calidad de vida, tales como programas de salud, vivienda, educación e infraestructura vial y mantener el orden público.
El Concejo de Medellín es una Corporación Administrativa de elección popular, compuesta por 21 ediles de diferentes tendencias políticas, elegidos democráticamente para un período de cuatro años, y cuyo funcionamiento tiene como eje rector la participación democrática de la comunidad. El concejo es la entidad legislativa de la ciudad, emitiendo acuerdos de obligatorio cumplimiento en su jurisdicción territorial. Entre sus funciones está aprobar los proyectos de los alcaldes, elegir personero y contralor municipal y posesionarlos, dictar las normas orgánicas del presupuesto y expedir anualmente el presupuesto de rentas y gastos.
Administrativamente la Alcaldía de Medellín se divide en dos grupos: La administración central y las entidades descentralizadas. Se entiende por Administración Central, el conjunto de entidades que dependen directamente del alcalde. Estas entidades son denominadas Secretarías o Departamentos Administrativos. Las secretarías son unidades administrativas cuyo principal objetivo es la prestación de servicios a la comunidad o a la Administración Central. Los Departamentos Administrativos son unidades de carácter técnico. Para lo cual, la Alcaldía cuenta con 21 Secretarías, 2 Departamentos Administrativos y 23 entidades descentralizadas.

### División administrativa

División político-administrativa de Medellín.

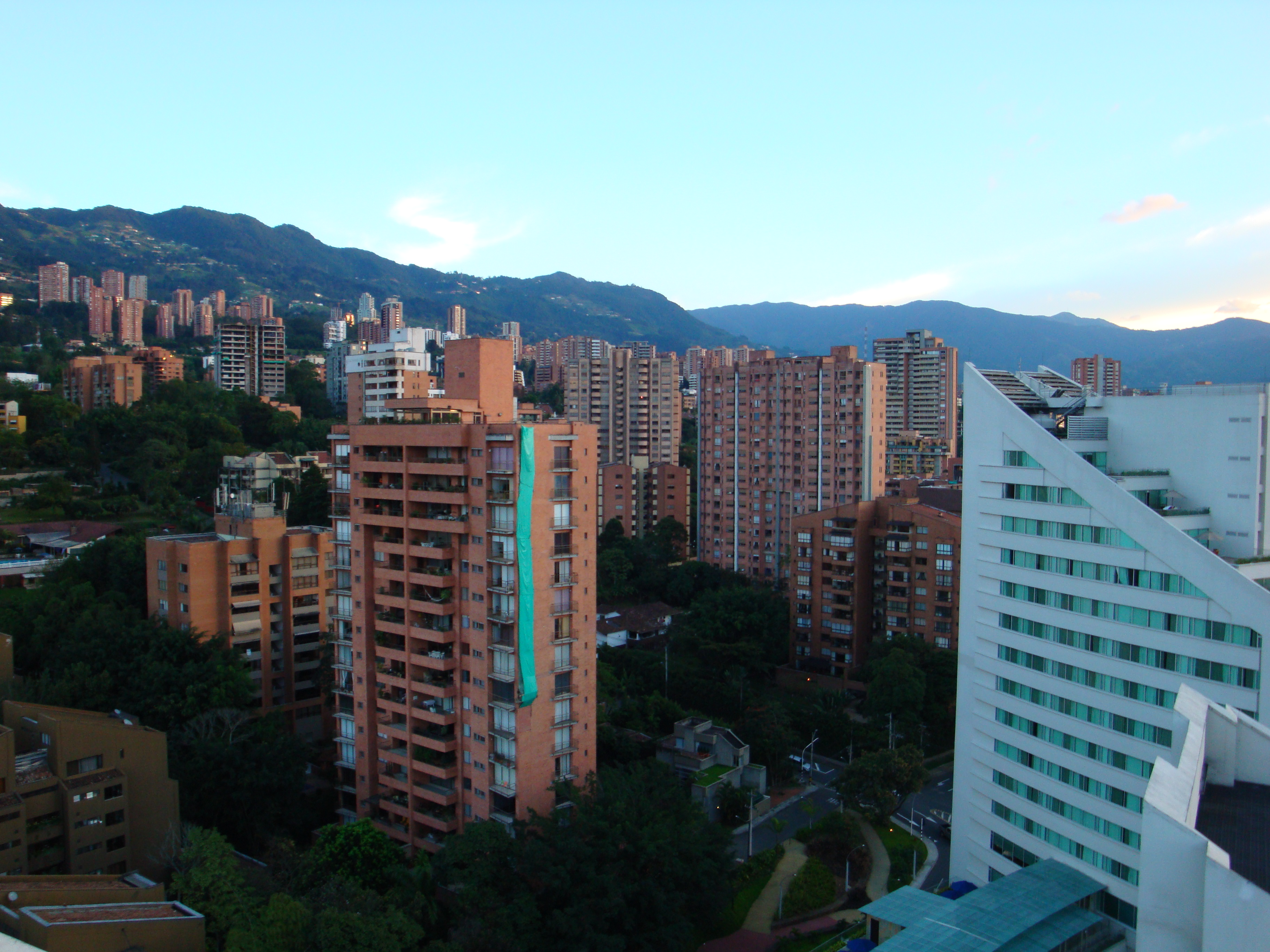
Barrio El Poblado.

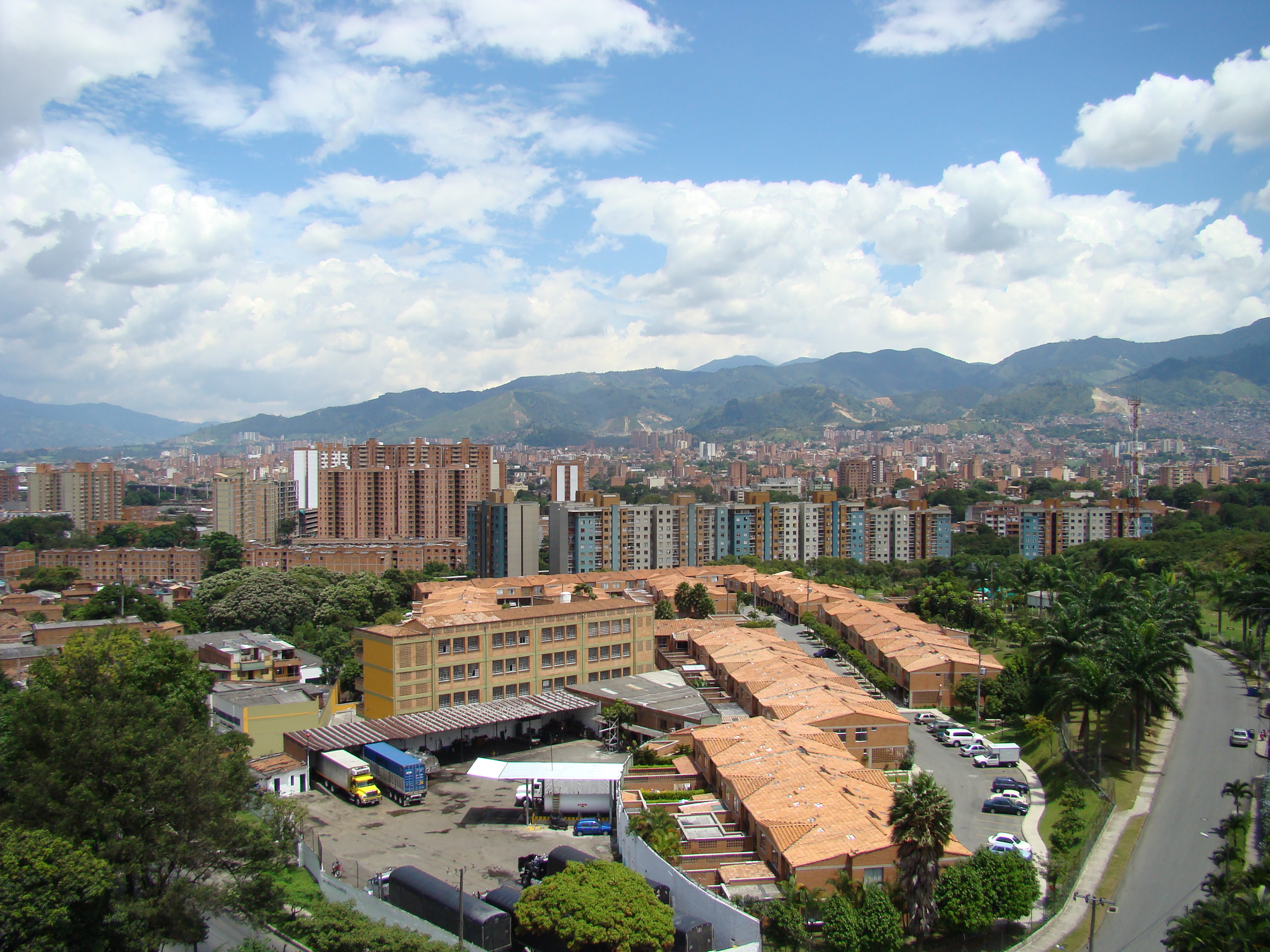
Sector Laureles-Estadio.

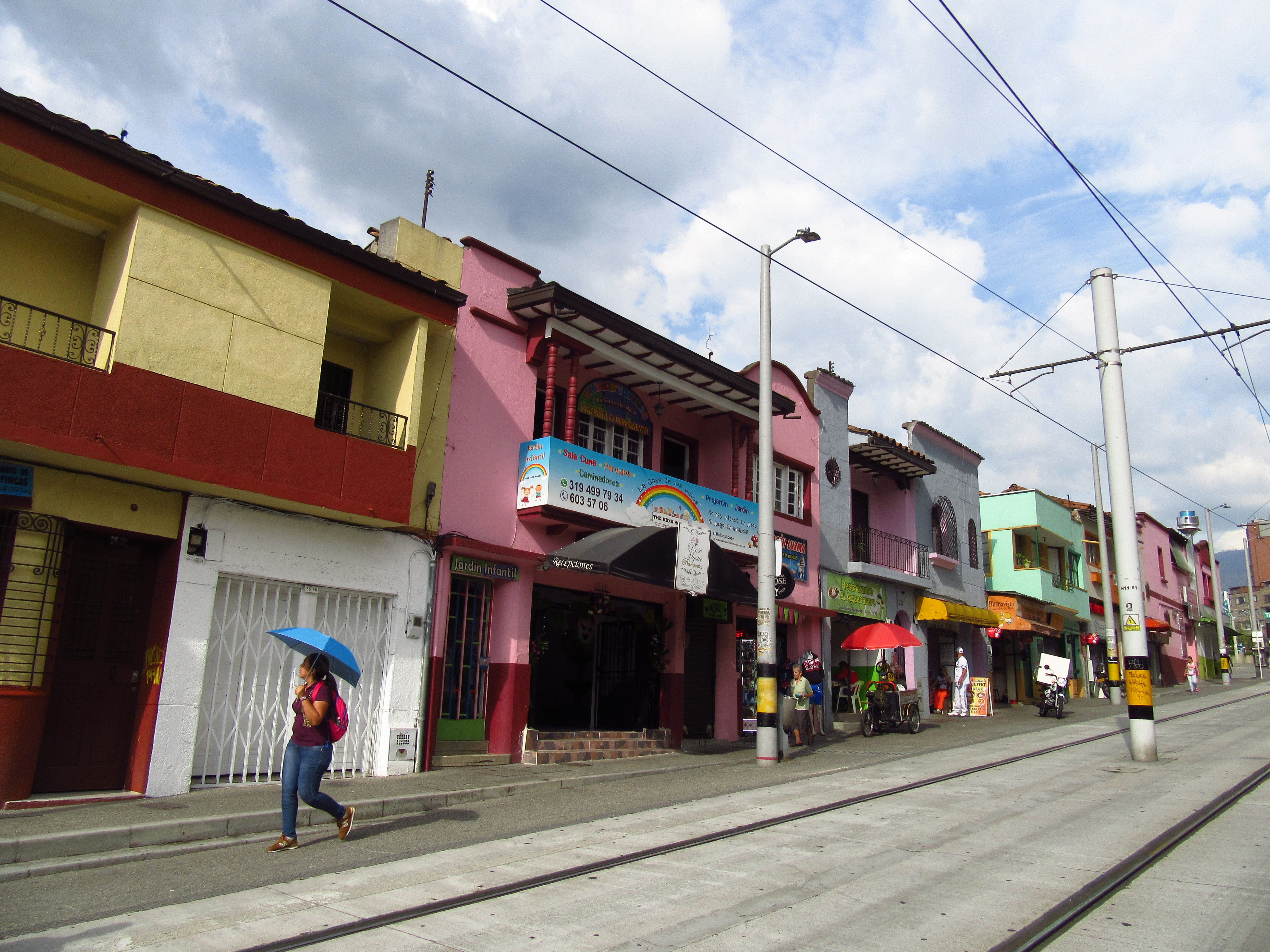
Casas en la avenida Ayacucho.

La cabecera municipal se dividen en 6 zonas, y estas a su vez se dividen en comunas, sumando un total de 16. Las zonas en realidad carecen de valor territorial, y solo son utilizadas para agrupar a las comunas según su ubicación dentro de la ciudad. Las comunas se dividen en barrios y en áreas institucionales. La ciudad tiene 249 barrios oficiales y 20 áreas institucionales. Las áreas institucionales son sectores con algunas características de barrio, pero su población no es permanente y carece de viviendas, ejemplo los campus universitarios. El resto municipal se agrupan en 5 corregimientos, estos a su vez contiene centros poblados y veredas. Los corregimientos San Antonio de Prado y San Cristóbal, son los corregimientos más poblados de Colombia, con más de treinta mil habitantes cada uno. Como se ve en el diagrama, Medellín está estructurada siguiendo el caudal del río que lo cruza, el río Medellín, el cual la recorre de sur a norte.
Cada comuna y corregimiento cuenta con una Junta Administradora Local —JAL—, integrada por no menos de cinco ni más de nueve miembros, elegidos por votación popular para un período de cuatro años que deberán coincidir con el período del Concejo Municipal. Una JAL cumple funciones concernientes con los planes y programas municipales de desarrollo económico y social de obras públicas, vigilancia y control a la prestación de los servicios municipales en su comuna o corregimiento y las inversiones que se realicen con los recursos públicos, además de lo concerniente a la distribución de las partidas globales que les asigne el presupuesto municipal y, en general, velar por el cumplimiento de sus decisiones, recomendar la adopción de determinadas medidas por las autoridades municipales, y promover la participación ciudadana. En Medellín existe una zonificación por estratos en toda la ciudad. Las 16 comunas de Medellín, en su respectivo orden, son:

Comunas.

1. Popular. En los años 1960 aparecen los primeros asentamientos. La trama urbana sigue un cierto orden en algunos sectores.[84]
2. Santa Cruz. El desarrollo urbano de esta comuna se inició en los años 1930. Su conformación fue acomodada a las condiciones del terreno y a los criterios de quienes en ese entonces urbanizaron en forma espontánea y desordenada.[85]
3. Manrique. Su conformación comienza en 1940. Su crecimiento y desarrollo urbano se explica, entre otras razones, por el auge industrial de 1930 y por la emigración de campesinos después del Bogotazo en 1948.[86]
4. Aranjuez. Su desarrollo inició en 1919 y en cuya conformación también influyó la llegada de un tranvía en 1922. La Universidad de Antioquia, el parque Norte y el jardín botánico no son barrios por sí mismos pero pertenecen a la comuna.[87]
5. Castilla. Su conformación comenzó a insinuarse en los años 1930 y su poblamiento se extendió hasta los años 60.[88]
6. Doce de Octubre. En los años 1930 se inició un lento poblamiento en el sector El Picacho, asentamiento caracterizado por viviendas dispersas a las que se accedía desde la carretera al Mar. Solamente a partir de los años 1950 se inició la urbanización masiva.[89]
7. Robledo. Hasta 1938 fue corregimiento de Medellín. En los años 50 se inició su poblamiento por el proceso de expansión de la ciudad. En esta comuna se localiza el cerro El Volador.[90]
8. Villa Hermosa. Su proceso de poblamiento despegó en la década de 1940, siguiendo la tendencia que primaba en la ciudad en aquella época en la cual los urbanizadores subían a comprar grandes terrenos y fincas completas en los sitios cercanos al centro, justo donde comenzaban las montañas a empinarse.
9. Buenos Aires. La comuna se desarrolló en torno a la tradicional calle 49 (Ayacucho).[91]
10. La Candelaria. Es el centro de la ciudad. En esta comuna sobresalen múltiples puntos referenciales con valor de ciudad, que van desde centros religiosos hasta edificaciones de interés general.[92]
11. Laureles - Estadio. Algunas de sus calles y avenidas tienen un trazado radial, diferente al del resto de la ciudad. Es junto a El Poblado una de las zonas donde hay mayor presencia de viviendas catalogadas como estrato 5 y 6 (clase socioeconómica más elevada).[93]
12. La América. Su nombre fue tomado en honor a los 400 años del descubrimiento de América y fue corregimiento de Medellín hasta 1938. Su proceso de urbanización comenzó con la construcción de la iglesia de Nuestra Señora de Los Dolores y la apertura de la carretera a La América (hoy avenida San Juan).[94]
13. San Javier. Es una de las comunas más alejadas del centro de la ciudad. Tiene varios problemas de pobreza, desorganización territorial, inseguridad, entre otras. Cuenta con una estación del metro de Medellín al igual que una línea de Metrocable.
14. El Poblado. Es la comuna más extensa. Antiguamente era una zona conformada por fincas de grandes extensiones con cultivos frutales y de caña de azúcar; algunas de estas fincas continúan como referente espacial importante.[95] Es junto a Laureles - Estadio, una de las zonas donde viven las personas más adineradas de la ciudad, el departamento e incluso del país. Es una importante zona económica.
15. Guayabal. En las décadas de los años 1930 y 40 se presentó una dinámica constructiva para atender las necesidades de vivienda de los nuevos pobladores vinculados a la industria naciente. Proceso que estuvo acompañado por el desarrollo de infraestructuras viales y de servicios. Esta zona fue definida como el sitio para la localización de la industria de la ciudad.[96]
16. Belén. Con la construcción del puente de Guayaquil comenzó el proceso de integración de esta zona con el resto de la ciudad.[97]

Los 5 corregimientos de Medellín, sin orden establecido, son:

Corregimientos.

1. Palmitas. Ubicado al occidente del Valle de Aburrá y fundado en 1742 con el nombre de San Sebastián de la Aldea. Más tarde sería conocido como Palmitas debido a las palmas de cera que pueden encontrarse en su territorio.[98]
2. San Cristóbal. Fundado en 1752. Surgió como población de paso entre Santa Fe de Antioquia y Rionegro, dos poblaciones de importancia durante la colonia.[99]
3. Altavista. Surgió por las actividades generadas en torno al camino de herradura que comunicó a Medellín con los municipios del suroeste del departamento.[100]
4. San Antonio de Prado. Su desarrollo comenzó en la colonia. En 1903 se convirtió en municipio, durando tan solo cuatro años como tal, pasando después a ser corregimiento de Medellín.[101]
5. Santa Elena. Constituyó un puente de comunicación entre Medellín, los municipios del oriente antioqueño, otros lugares del departamento e incluso del país. En 1987, se convirtió en corregimiento de la ciudad.[102]

Área metropolitana del Valle de Aburrá.

### Área metropolitana
El área metropolitana del Valle de Aburrá es una entidad político-administrativa que se asienta a todo lo largo del Valle de Aburrá a una altitud promedio de 1538 m s. n. m. (metros sobre el nivel del mar) El Área está compuesta por los 10 municipios que se asientan en el valle. Envigado ingresó al área metropolitana luego de haberse realizado una consulta popular el día 10 de julio del año 2016.
Fue la primera área metropolitana creada en Colombia en 1980, y es la segunda área en población en el país después del Distrito Capital de Bogotá. La población total, que suma la población urbana y rural de los 10 municipios es de 3 821 797 habitantes. La principal zona urbana del área metropolitana se encuentra en el centro del valle y está conformada por las cuatro ciudades más grandes por número de habitantes, Medellín, Bello, Itagüí y Envigado.

## Infraestructura y equipamiento urbano

### Salud

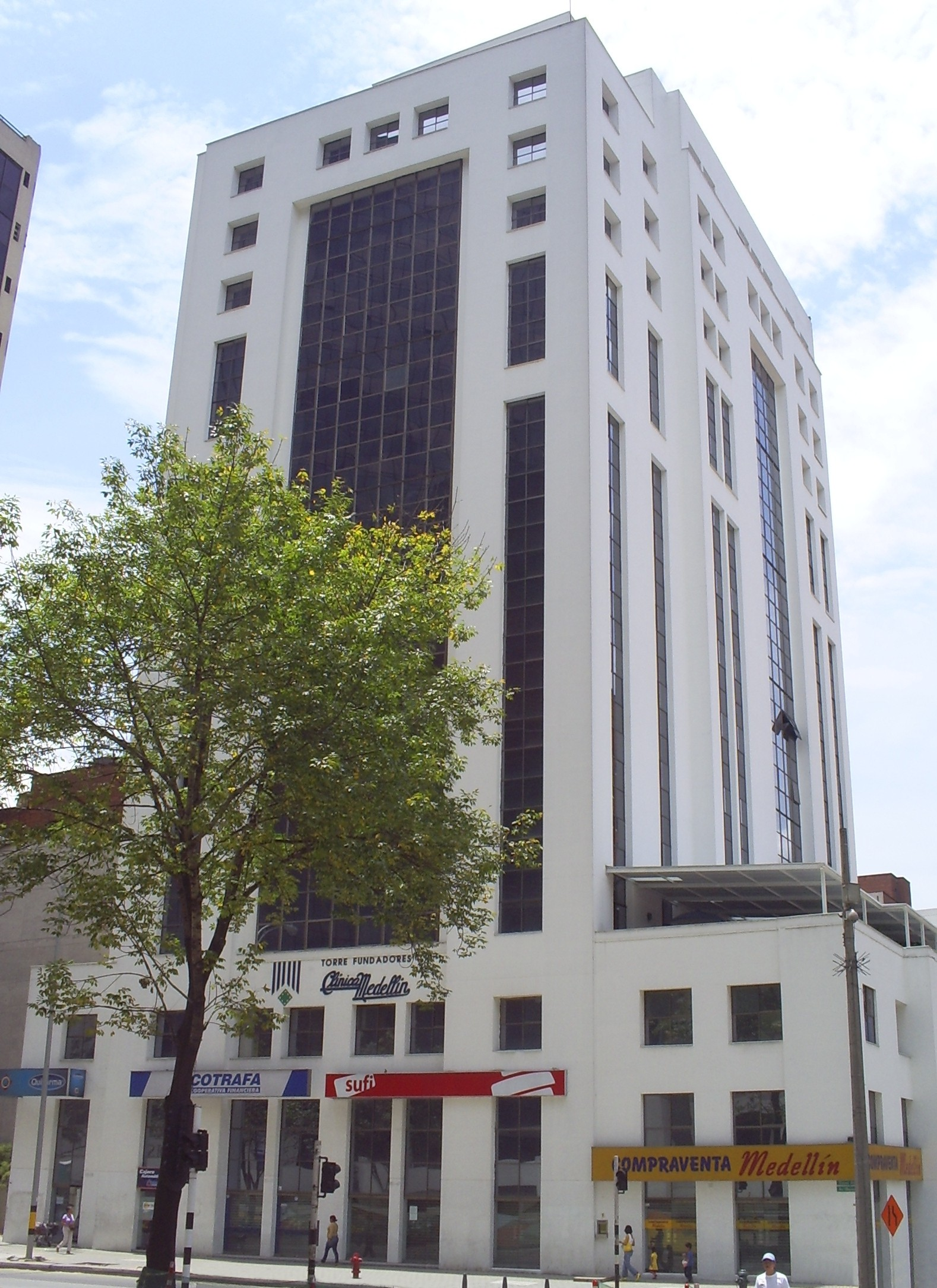
Clínica Fundadores, sede centro.

El Hospital Universitario San Vicente de Paúl, el Hospital Pablo Tobón Uribe y la Clínica Cardiovascular Santa María son pioneras en trasplantes de órganos, méritos que han tenido reconocimiento nacional e internacional. En Medellín se han marcado hitos en la historia de la medicina en Colombia como la creación del primer laboratorio de válvulas y banco de tejidos, los primeros trasplantes de corazón, pulmón, médula ósea, riñón, células madres e intestino. Se realizó el primer trasplante de hígado de América Latina y a nivel mundial, el primero de tráquea y de esófago.

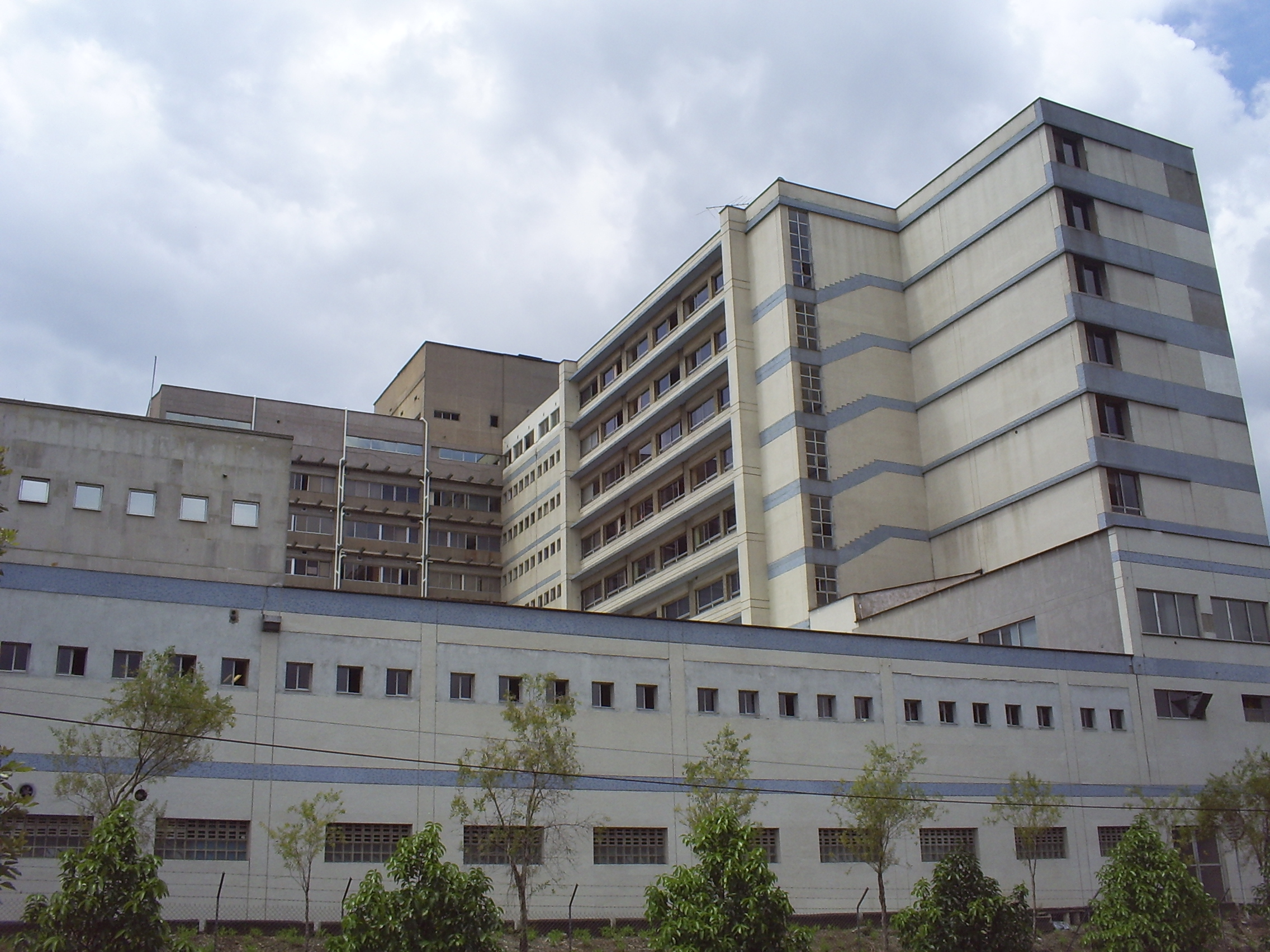
Hospital Pablo Tobón Uribe.

Asimismo, la ciudad ha ganado reconocimiento como destino en el turismo médico, por lo cual ha hecho que la salud se comporte como un sector industrial, buscando oportunidades de crecimiento en utilidades; lo que implica tener en cuenta las exportaciones de servicios médicos como estrategia para aumentar su número de clientes y para obtener mayores márgenes operativos. El distrito ofrece a los pacientes ventajas frente a otros países con desarrollos similares: en cuanto costo-utilidad del tratamiento, tiempos de espera del mismo y hoteles de primera categoría. De esta forma se consolida cada vez más el turismo médico; en los últimos 5 años, más de 4000 extranjeros han visitado a Medellín en busca de alivio.
En cuanto a infraestructura, la ciudad cuenta con 12 hospitales, 43 clínicas, 39 centros de salud y 5 puestos de salud. Además del servicio privado de salud, el servicio público de salud está a cargo de dos instituciones locales, la Secretaría de Salud y Metrosalud. En cada zona y comuna de la ciudad existe un centro médico oficial. No obstante, la demanda de servicios de urgencias en los hospitales públicos casi copa la oferta, por lo cual, si se presentase alguna calamidad masiva, habría que acudir a los servicios privados, situación que está por debajo de los estándares internacionales, que recomiendan mantener un 20 % de extra-oferta de camas de urgencias sobre el funcionamiento normal del sistema hospitalario público para atender posibles casos de calamidades masivas. Algunos de los principales centros hospitalarios de la ciudad son: Hospital Universitario San Vicente de Paúl, Hospital Pablo Tobón Uribe, Hospital General de Medellín, Clínica Cardiovascular Santa María, Clínica Las Américas, Clínica El Rosario, Clínica Universitaria Bolivariana, Clínica Medellín, Clínica León XIII, Clínica Las Vegas, Clínica Soma, Fundación Instituto Neurológico de Colombia entre varios más.

### Educación
La red de escuelas y colegios públicos de educación básica y bachillerato depende de la Secretaría de Educación. El 78 % de los alumnos estudian en escuelas y colegios públicos, mientras el 22 % lo realizan en el sector privado.
Entre las instituciones de educación pública más destacadas en los exámenes de Estado (ICFES) se encuentran el Instituto Técnico Industrial Pascual Bravo, Institución Educativa INEM José Félix de Restrepo, Institución Educativa Santo Ángel, Institución Educativa San Juan Bosco, Institución Educativa Centro Formativo de Antioquia "CEFA", colegio La Salle de Campoamor, Liceo Municipal Concejo de Medellín, Institución Educativa Cristo Rey y la Institución Educativa Ana de Castrillón, entre otros.

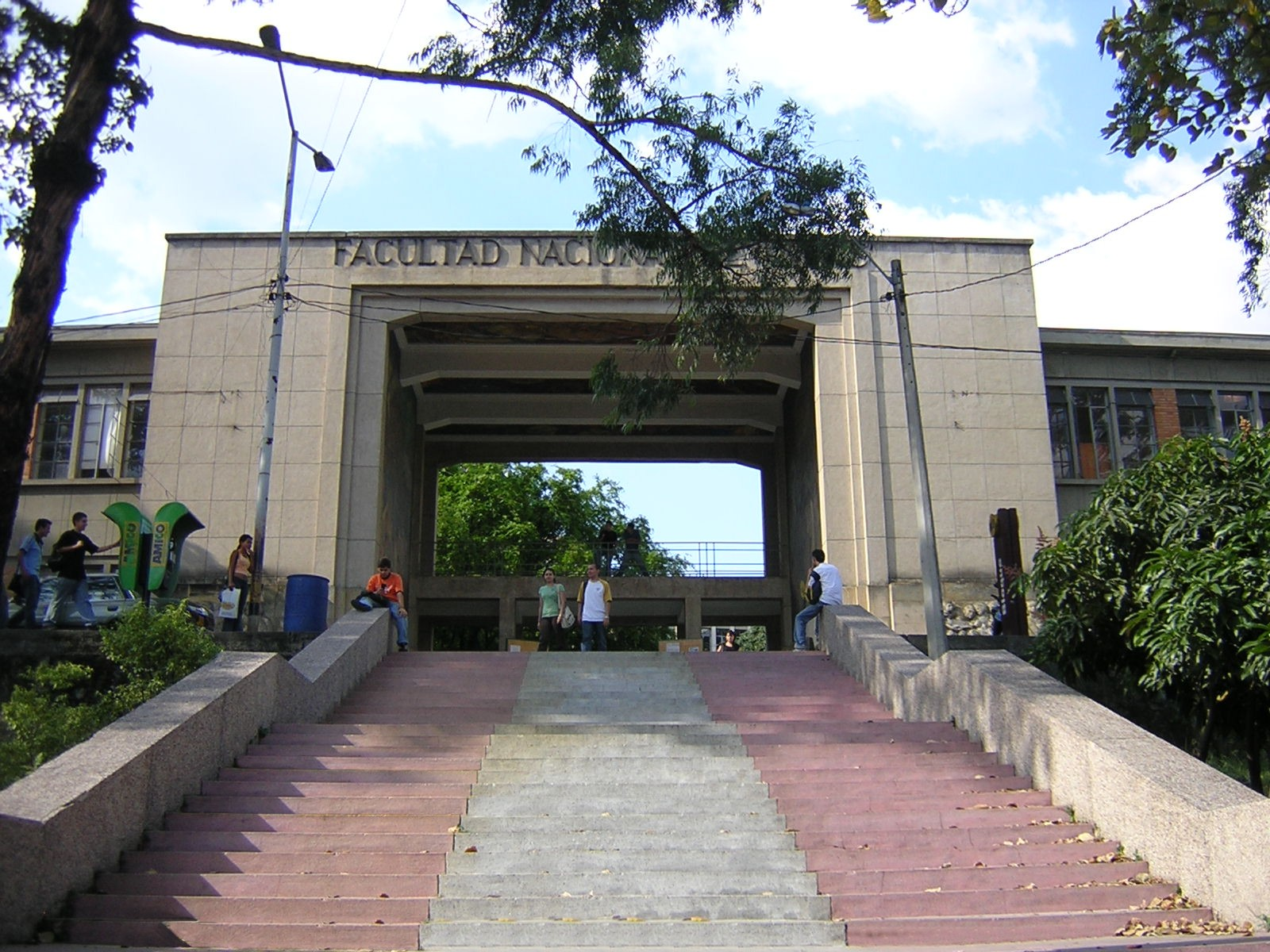
Facultad de Minas, Universidad Nacional.

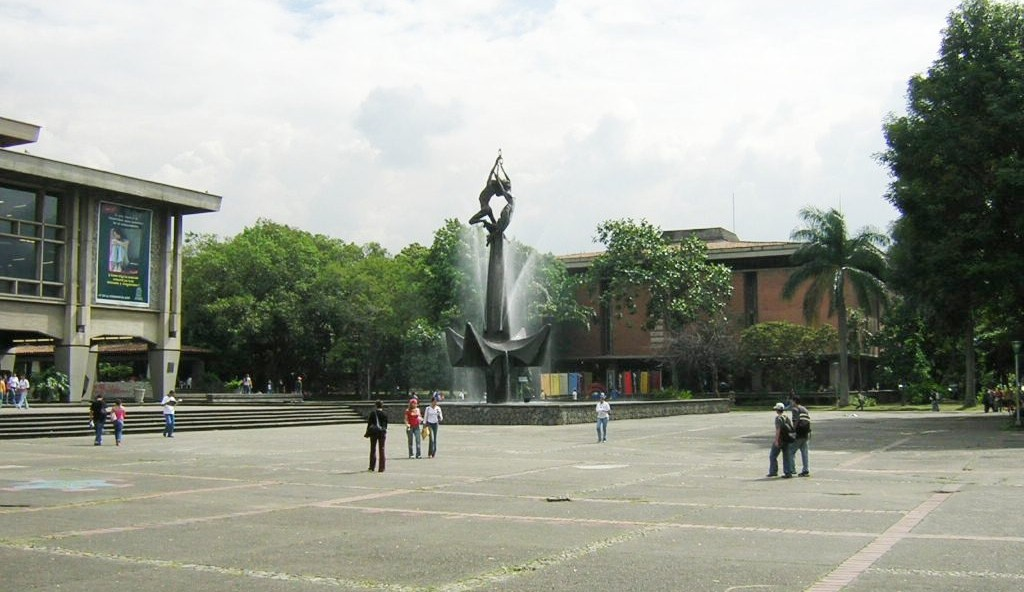
Ciudad Universitaria, Universidad de Antioquia.

Hay numerosos centros educativos privados con nivel certificado como el colegio San José de La Salle, la comunidad colegio Jesús María, el colegio de la Compañía de María La Enseñanza, el colegio Salesiano el Sufragio, el colegio parroquial Emaús, colegio San Ignacio de Loyola, colegio gimnasio Los Pinares, Instituto Musical Diego Echavarría, colegio Fontán, colegio militar José María Córdoba, colegio Calasanz, colegio de la Presentación, Instituto San Carlos de Lasalle, colegio San José de las Vegas, colegio Padre Manyanet, colegio Corazonista, colegio Sagrada Familia Aldea Pablo VI, colegio de la UPB, el colegio Liceo Salazar y Herrera y el Instituto Educativo Salesiano Pedro Justo Berrío. Muchos de estos centros educativos cuentan con la titulación de Bachiller-Técnico.
Medellín tiene 130 000 estudiantes en alrededor de 35 instituciones de educación superior, entre públicas y privadas. Algunas de las universidades públicas más destacadas son el Politécnico Jaime Isaza Cadavid, la Universidad de Antioquia y la Universidad Nacional de Colombia sede Medellín. Entre las privadas están la Universidad EAFIT, la Escuela de Ingenieros de Antioquia, el CES y la Universidad Pontificia Bolivariana.

#### Ciencia e investigación
En Antioquia existen 511 grupos de investigación registrados, 95 % de los cuales se encuentran en Medellín, que se ubica como la segunda ciudad de Colombia más representativa en materia de investigación y desarrollo en cuanto se refiere a la cantidad de trabajos producidos.

### Seguridad
Durante las décadas de 1980 y 1990, Medellín fue notoria debido a las altas tasas de violencia, entre ellas el alto índice de homicidios. En 2002, la tasa de muertes violentas por cada 100 000 habitantes fue de 229; pero, gracias a los programas sociales y culturales en contra de la violencia, en 2005 esta cifra fue de 66,1 por cada 100 000 habitantes, una de las cifras más bajas de los últimos años. También para 2002, la tasa de homicidios era alta: 183,3 por cada 100 000 habitantes; este dato también se redujo notoriamente, pues en 2005 pasó de 183,3 a 33,2 por cada 100 000 habitantes.
En 2010, la guerra entre pandillas aumentó de nuevo la tasa de homicidios, llevándola hasta 87,2 por cada 100 000 habitantes; en el transcurso de ese año se presentaron serios problemas de orden público que motivaron al gobierno nacional a intervenir en varias ocasiones por medio de consejos de seguridad y aumento en la fuerza pública; esta situación fue originada por bandas delincuenciales que se disputan el control de los centros de expendio de drogas.
Los datos presentados por el gobierno Municipal contrastan con los estudios internacionales. Según el ranquin de Seguridad, Justicia y Paz presentado por el Consejo Ciudadano para la Seguridad Pública y Justicia Penal A.C, Medellín presentó una tasa de 38,06 homicidios por cada 100 000 habitantes en 2013, colocándose entre las 50 ciudades más violentas del mundo, según el mismo estudio.
Para 2014, se hizo entrega de 150 motos, 160 patrullas y 10 CAI móviles a la policía de la ciudad por un valor de 16 490 millones; políticas que incidieron para que la ciudad presentara la tasa de homicidios más baja en 30 años, con 26,7 homicidios por cada 100 000 habitantes (inferior a la media de Colombia). En 2015, según el escalafón anual del Consejo Ciudadano para la Seguridad Pública y la Justicia Penal de México, el número se redujo a 19 homicidios por cada 100 000 habitantes.

### Servicios públicos
Están a cargo de Empresas Públicas de Medellín (EPM), la cual fue creada el 6 de agosto de 1955. El consejo administrativo de Medellín, mediante el acuerdo n.º 58, fusionó las cuatro entidades independientes que hasta ese momento prestaban los servicios públicos en la ciudad (energía, acueducto, alcantarillado y teléfonos), en un solo establecimiento autónomo. El 18 de noviembre de 1955 la alcaldía reglamentó la existencia de EPM; una semana después, el 25 de noviembre, el gobernador sancionó el decreto en que se expedían los estatutos, y a partir de enero de 1956 se inició su vida administrativa.
En 1989 se incluyó el manejo y mejoramiento del medio ambiente como parte de sus estatutos y se cambió el nombre de servicio telefónico por el de telecomunicaciones. Este servicio fue escindido en 2007 para crear la filial UNE. En 1998, EPM fue transformada en Empresa Industrial y Comercial del Estado y por eso hoy se encuentra sometida a las disposiciones de la ley comercial para el ejercicio de sus actividades. Fue elegida como la mejor empresa del siglo XX en Colombia tanto por sus ejecutorias en el campo de los servicios públicos, así como por su sólida proyección nacional e internacional.

### Transporte

#### Transporte aéreo

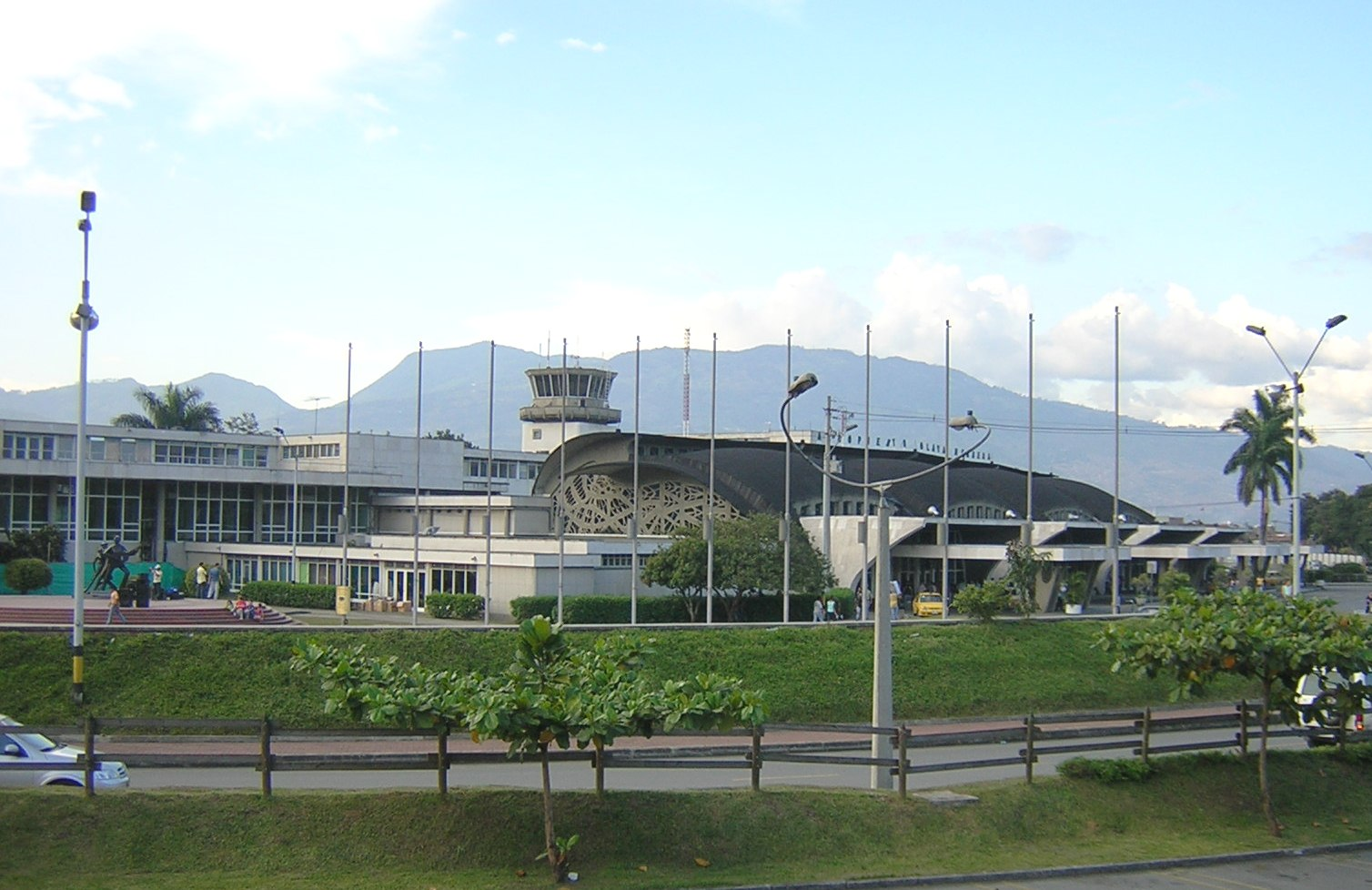
Aeropuerto Olaya Herrera.

La principal puerta de acceso a Medellín para viajeros internacionales y nacionales es el Aeropuerto Internacional José María Córdova, ubicado en jurisdicción del municipio de Rionegro, a 35 kilómetros de la ciudad en dirección oriente. Fue inaugurado en 1985 y posteriormente amplió su muelle nacional con la construcción de 4200 metros cuadrados nuevos de área. Dentro del perímetro urbano del municipio de Medellín, al suroccidente, está ubicado el Aeropuerto Olaya Herrera, que presta servicios de vuelos nacionales y regionales (departamentales).

#### Metro y Metrocable
Es el primer sistema de transporte masivo que se construyó en Colombia. Inició operaciones el 30 de noviembre de 1995 y desde entonces ha movilizado a más de mil millones de pasajeros. El metro atraviesa el área metropolitana de sur a norte, entre los municipios de Bello y La Estrella; también se extiende desde el centro de la ciudad hacia el oeste. El Metro combina un sistema férreo con un sistema de cable aéreo denominado metrocable (no confundir con el sistema teleférico, aunque son similares), el cual ha sido usado por primera vez en el mundo en Medellín como transporte masivo permanente. El Metro cuenta con varios tipos de niveles (nivel de tierra, viaductos elevados y cables aéreos), y no tiene tramos subterráneos. La Red del Metro posee una longitud de 33 km y comprende 5 líneas: la línea A (férrea) con 19 estaciones, la línea B (férrea) con 7 estaciones, la línea C (férrea) con 11 estaciones, la línea L (cable) que comunica el área metropolitana con el parque natural de Arví desde la estación Santo Domingo Sabio hasta el corregimiento de Santa Elena, la línea K y la línea J cada una con 3 estaciones (estas tres últimas son del sistema cable aéreo).

#### Tranvía

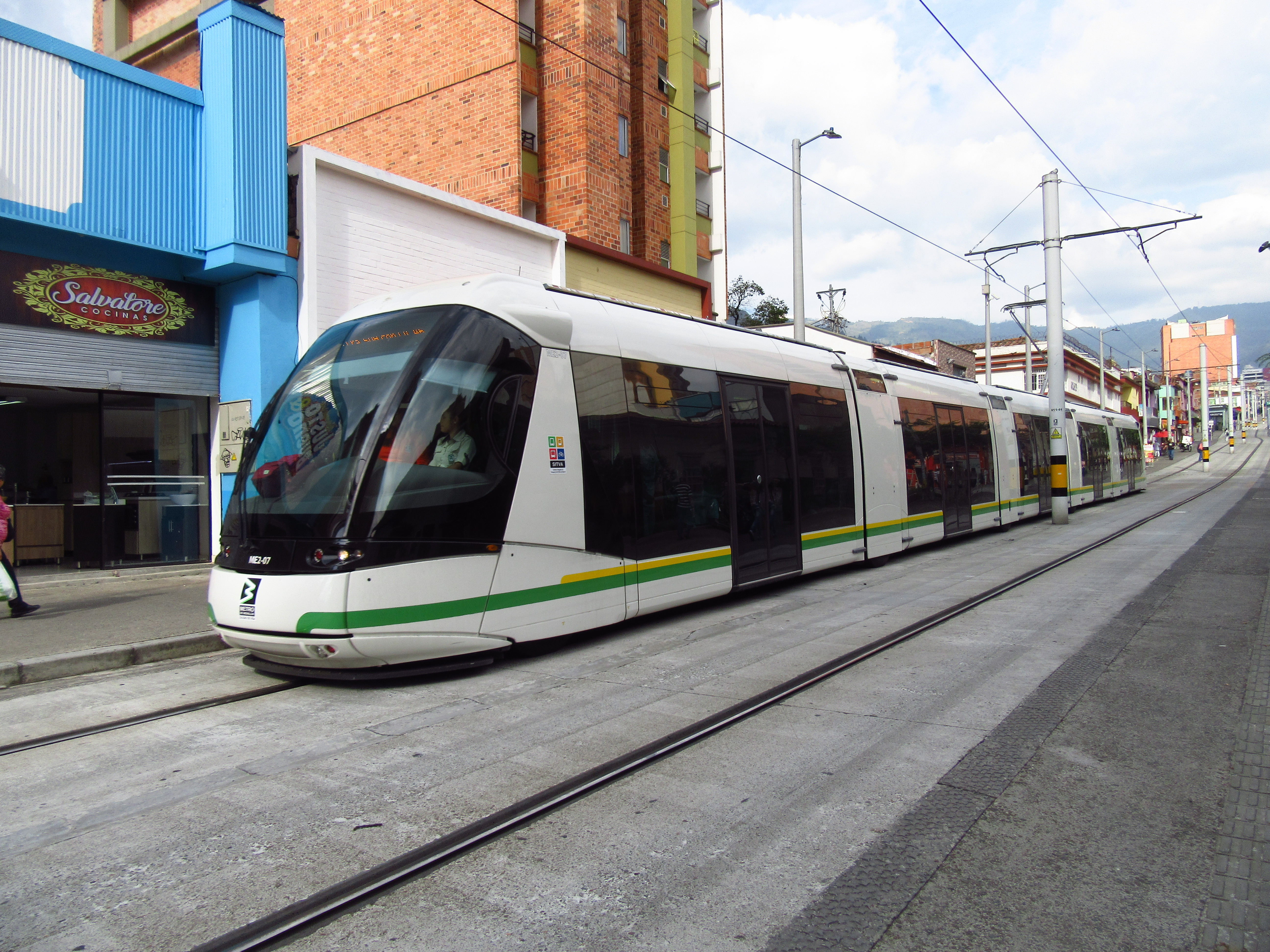
Tranvía por la avenida Ayacucho (calle 49).

Es una línea de tren ligero o tranvía, compuesta por seis paradas y tres estaciones: San Antonio, Miraflores y Oriente. Junto a dos nuevas líneas del Metrocable, H y M, conectan los barrios centro-orientales con el centro de la ciudad. El tranvía va por la calle 49 (Ayacucho), tiene 4,3 kilómetros de largo y su entrada en operación total ocurrió en noviembre de 2015. Entretanto, también se tiene proyectada la entrada de un Monorriel, o 'Metro pequeño' que atraviese las comunas 1, 3, 8, 9 y 14 en la zona nororiental de la ciudad.

#### Metroplús
Es un sistema de buses articulados para transporte masivo. Está integrado físicamente con el Metro de Medellín en las estaciones Hospital, Industriales y Cisneros; además cuenta con una segunda línea pretroncal, Aranjuez-Universidad de Medellín, que atraviesa el centro de la ciudad por la avenida Oriental. Tiene estaciones cada 500 metros y los vehículos están unidos por una articulación que les confiere movilidad, con una capacidad de 160 personas cada uno; vienen equipados con tres puertas de acceso, caja automática y suspensión neumática. Actualmente está en construcción la pretroncal Envigado a Itagüí. Aunque Metroplús está integrado física y tarifariamente con el Metro de Medellín, es en realidad una empresa aparte, que cuenta entre sus accionistas con el mismo Metro de Medellín (25,64 % de partición accionaria).

#### Metrocables

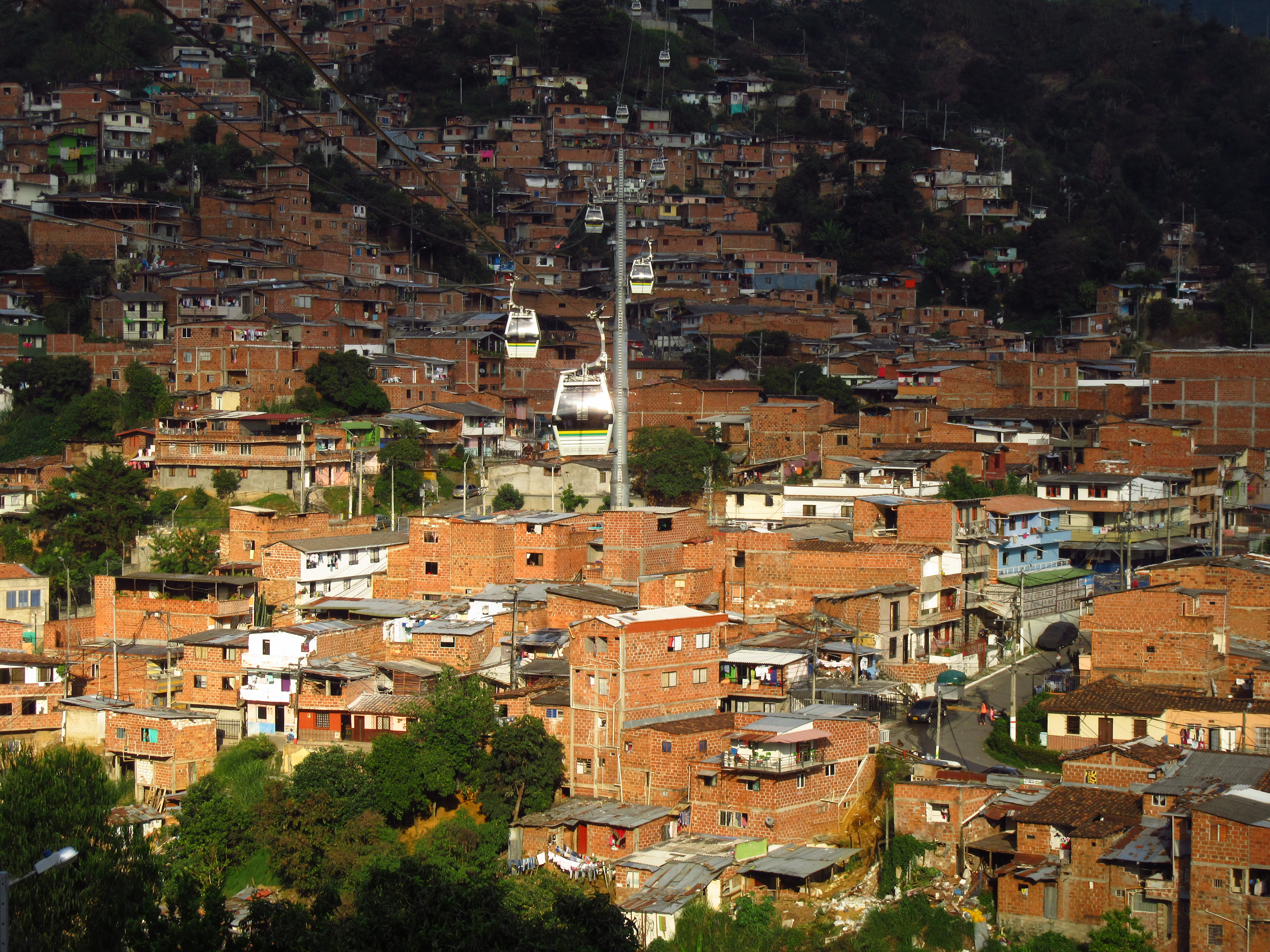
La línea H del Metrocable atraviesa la comuna Villa Hermosa, en el nororiente de la ciudad.

Medellín cuenta con un sistema de transporte público mediante cables aéreos denominado Metrocable, el primero de su tipo en el mundo. El sistema, ideado completamente en esta ciudad, consta actualmente de varias líneas, tales como la línea J y la línea K, que se complementan y se enlazan con las líneas férreas A y B. Es así que los Metrocables sirven también como fuente alimentadora del Metro. Actualmente, varias ciudades de Colombia quieren implementarlo, como Ibagué, Bucaramanga y Pereira.
Los actuales y futuros proyectos y sus inversiones tienen y tendrán un importante carácter social y de beneficio común, ya que están dirigidos al mejoramiento de las condiciones de vida de las poblaciones de menores ingresos, usuarias de los sistemas de transporte público.
La Línea K se ejecutó con recursos propios de la Alcaldía de Medellín (55 %) y de la empresa Metro de Medellín Ltda. (45 %), bajo la premisa de aportar al desarrollo social de los habitantes de una de las zonas más deprimidas de la ciudad. La Línea J se construyó con aportes de la Alcaldía de Medellín (73 %) y de la empresa Metro de Medellín Ltda. (27 %).

#### Buses y taxis

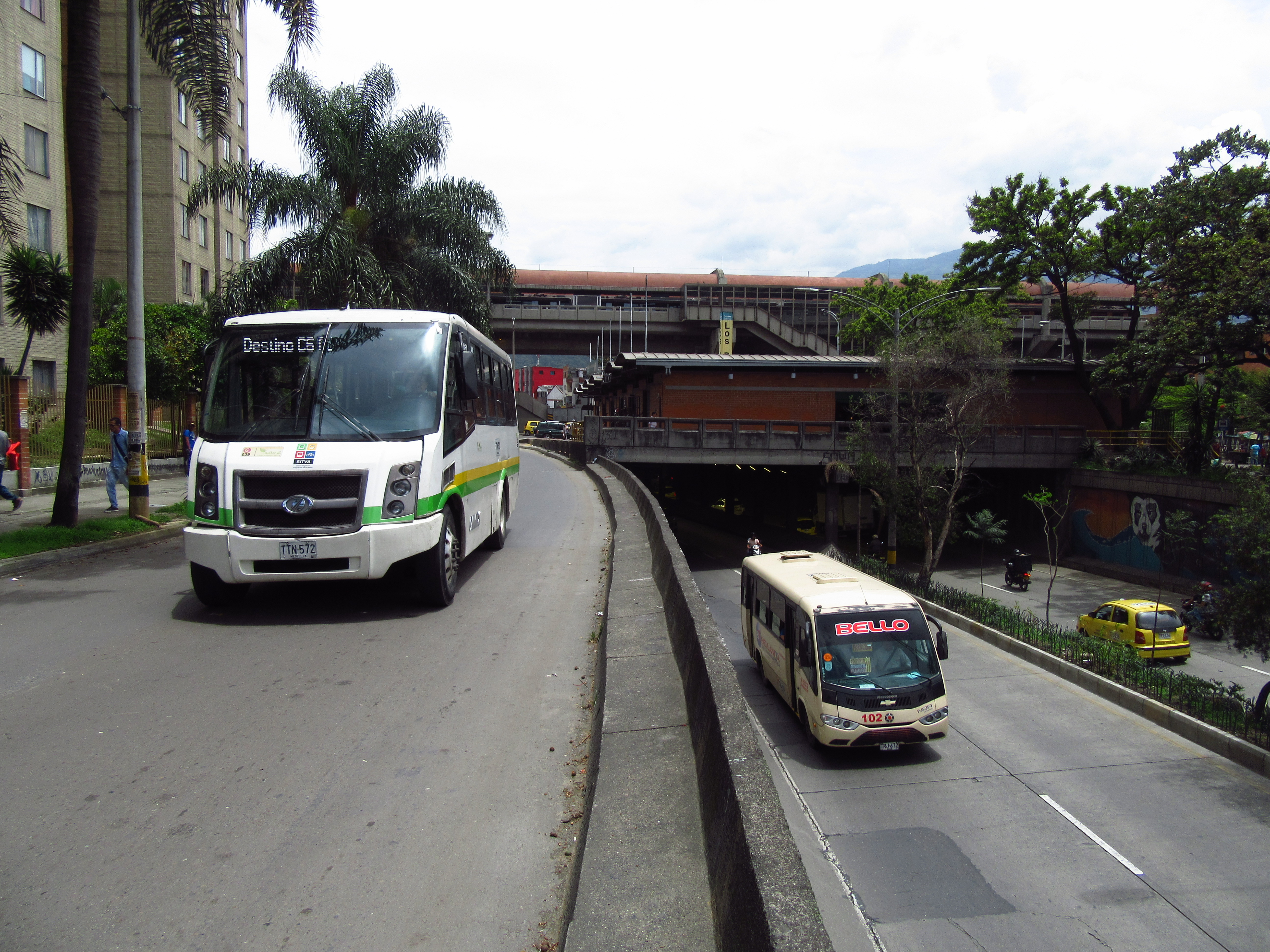
Avenida Oriental.

Existe en la ciudad un sistema privado de buses urbanos que atiende todos los distritos o zonas de la urbe, el cual se está estructurando en 2007 en el llamado SIT, Sistema Integrado de Transporte, un proyecto ya en marcha que integrará el servicio de buses urbanos con el Metro y el nuevo sistema Metroplús.
Después del inicio de la unificación del transporte masivo en el Área Metropolitana del valle de aburrá en 2018, el sistema de buses públicos que funcionan de manera opuesta al Sistema Integrado de Transporte del Valle de Aburrá, en la jurisdicción del Municipio de Medellín pasaron a operar bajo la supervisión del TPC (Transporte Público Colectivo) que a su vez es supervisado por el AMVA.
De igual manera, hay numerosas empresas de taxis que cubren toda el área metropolitana, y entre ellas hay algunas con servicios bilingües en inglés-español. El servicio de pedido de taxi por teléfono es el más usual y seguro. Algunas empresas prestan servicios intermunicipales. Es usual además el servicio de taxi colectivo; algunos de estos colectivos pueden ser cómodos y rápidos, aunque suelen estar supeditados al cupo completo. El uso del GPS se implementó en todos los taxis de la ciudad el 31 de marzo de 2012.[cita requerida]

#### Terminales de Transporte Intermunicipal
En Medellín hay dos terminales de transporte intermunicipal: Terminal de Transporte Intermunicipal del Norte y Terminal de Transporte Intermunicipal del Sur. Las terminales de transporte son además centros comerciales con servicios bancarios, de comercio y de telecomunicaciones. Debido a sus proyectos en transporte sostenible, la ciudad obtuvo, junto a San Francisco (California), el premio Transporte Sostenible 2012, otorgado por el Instituto de Políticas de Transporte y Desarrollo.

## Economía

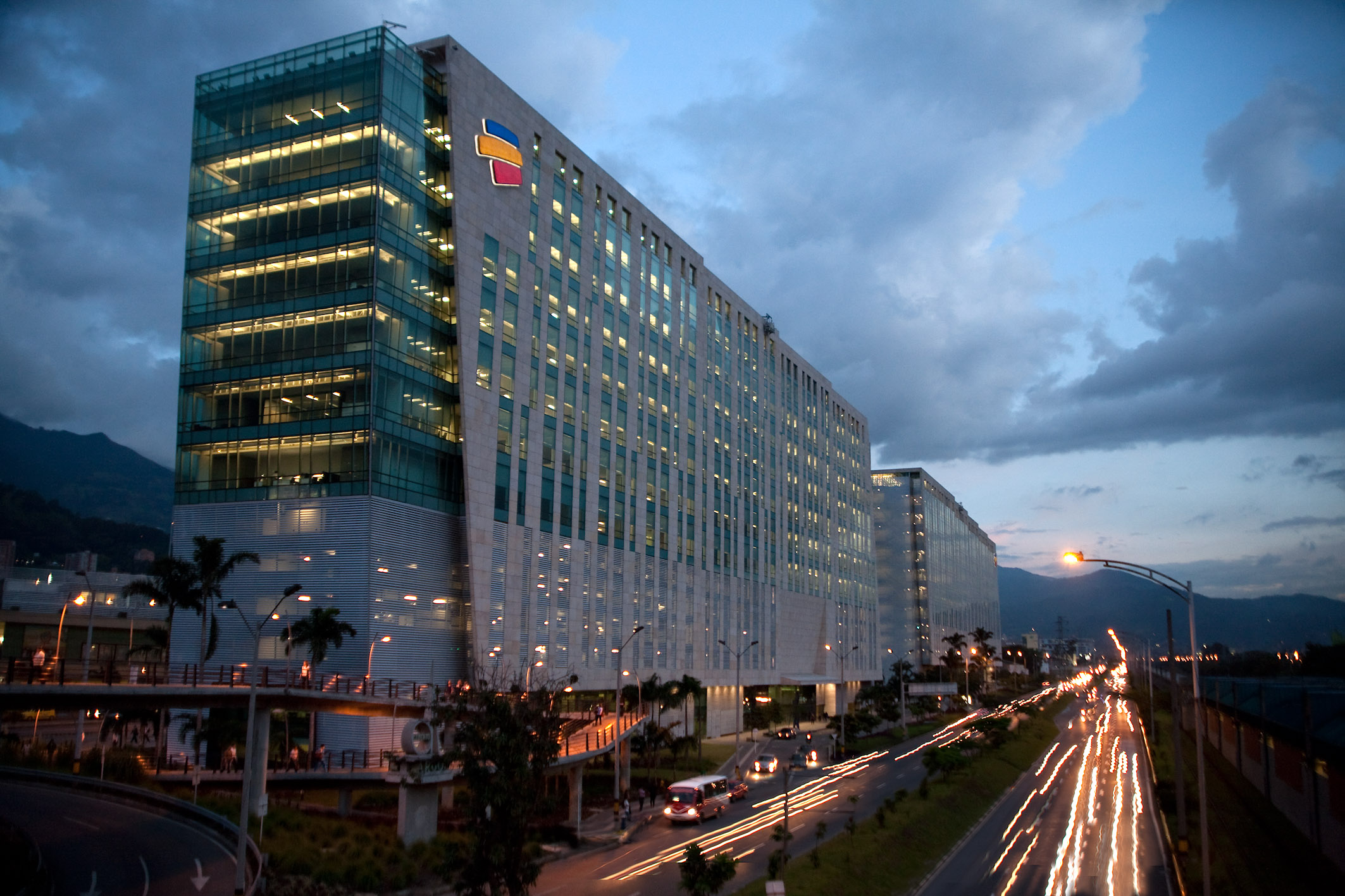
Sede central de Bancolombia.

Medellín es el segundo centro económico más importante de Colombia, después de Bogotá. La ciudad representa más del 8 % del PIB Nacional y en conjunto con el Valle de Aburrá aporta cerca del 11 % del mismo, siendo una de las regiones más productivas del país.

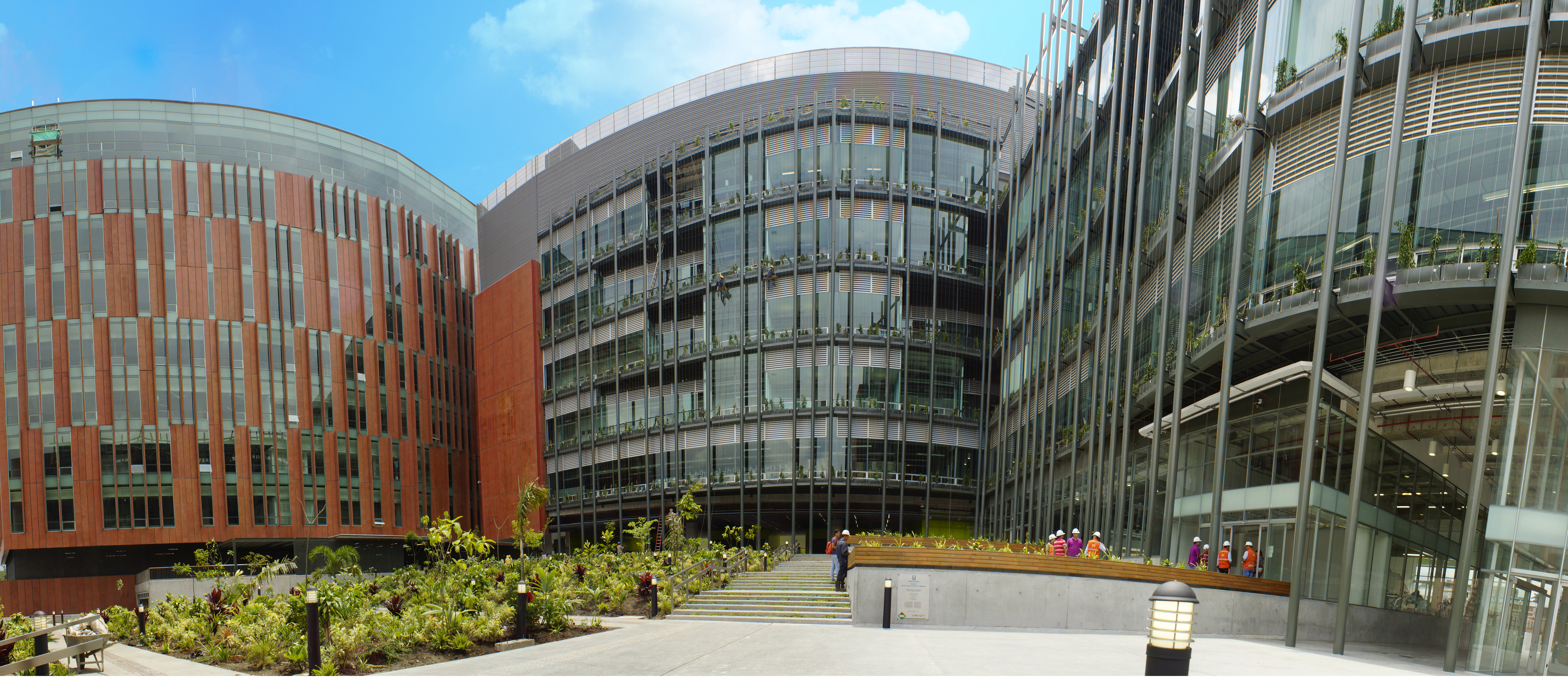
Sede de incubadora de empresas de innovación tecnológica Ruta N.

Tiene un PIB per cápita para el 2014 (con PPA) de US$11 466 y una densidad empresarial de 25 empresas por cada 1000 habitantes, lo que la posiciona como la segunda más alta de Colombia tras la misma. La industria representa el 43,6 % del producto interno bruto del Valle de Aburrá, los servicios el 39,7 % y el comercio el 7 %. Los sectores industriales con mayor participación en el valor agregado generado en el área metropolitana son las empresas textiles, con 20 %; sustancias y productos químicos, con el 14,5 %; alimentos, con el 10 %, y bebidas con el 11 %.
El 10 % restante comprende sectores como el metalmecánico, eléctrico y electrónico, entre otros. La industria textil y de confecciones es hoy una de las grandes exportadoras de productos hacia los mercados internacionales; el desarrollo en estos sectores ha convertido a la ciudad en un centro de la moda latinoamericana. En las últimas tres décadas se ha venido registrando una diversificación de la estructura económica de la ciudad, con el desarrollo de otros subsectores, como el de bienes intermedios y bienes de capital.
En el sector del turismo, Medellín ha avanzado hasta convertirse en el tercer destino turístico para los visitantes extranjeros que visitan Colombia. Entre 2005 y 2006, el número de extranjeros que tuvo como destino final Medellín creció un 33,4 %, al pasar de 71 213 a 95 026 visitantes. A julio de 2007, ese número fue de 62 003, lo que representa un incremento de 20,7 % en relación con lo registrado en igual periodo de 2006. Estos avances son principalmente generados por el turismo de negocios, ferias y convenciones, y por el turismo médico, gracias al excelente nivel de la medicina con que cuenta la ciudad, en particular en el ámbito de los trasplantes de órganos. La ciudad hace parte del sistema integral económico del departamento de Antioquia, el cual aporta el 15 % del PIB nacional.
En la actualidad, Medellín es la principal ciudad exportadora de Colombia en tejido plano y punto, con un 53 % del total de las exportaciones en prendas terminadas a países como Estados Unidos, Venezuela, Ecuador, México, Costa Rica y la Comunidad Europea. La industria textil genera para la ciudad un 30 % del total del empleo, lo que equivale a 45 000 empleos directos y 135 000 indirectos.
En Medellín están ubicadas las sedes de las compañías discográficas Discos Fuentes y Codiscos, cada una con estudios de grabación.

### Comunidad Cluster
Con el crecimiento de la economía y de las exportaciones, varios retos surgieron para la industria de Antioquia y Medellín: diversificar la base exportadora, desarrollar un recurso humano avanzado, mejorar las condiciones internas para inversión extranjera. Antioquia fue el departamento más exportador de Colombia en 2007, por lo cual se incluyeron cerca de 500 nuevas posiciones arancelarias en el portafolio exportador y se pasó de 990 a 1750 empresas exportadoras en el último quinquenio. Una buena proporción de estas empresas pertenece a la primera Comunidad Cluster de Colombia, creada con el apoyo de la Cámara de Comercio de Medellín para Antioquia y la Alcaldía de Medellín, y a la que pertenecen cerca de 21 000 empresas con una participación del 40 % de las exportaciones totales, el 25 % del PIB regional y el 40 % del empleo del área metropolitana.
Los clusters son entendidos como una concentración geográfica de empresas e instituciones que interactúan entre sí y que al hacerlo crean un clima de negocios para mejorar su desempeño, competitividad y rentabilidad. Los clusters que ya están constituidos son Energía eléctrica, Textil/Confección, Diseño y Moda, Construcción, Turismo de Negocios, Ferias y Convenciones.

### Desempleo y pobreza

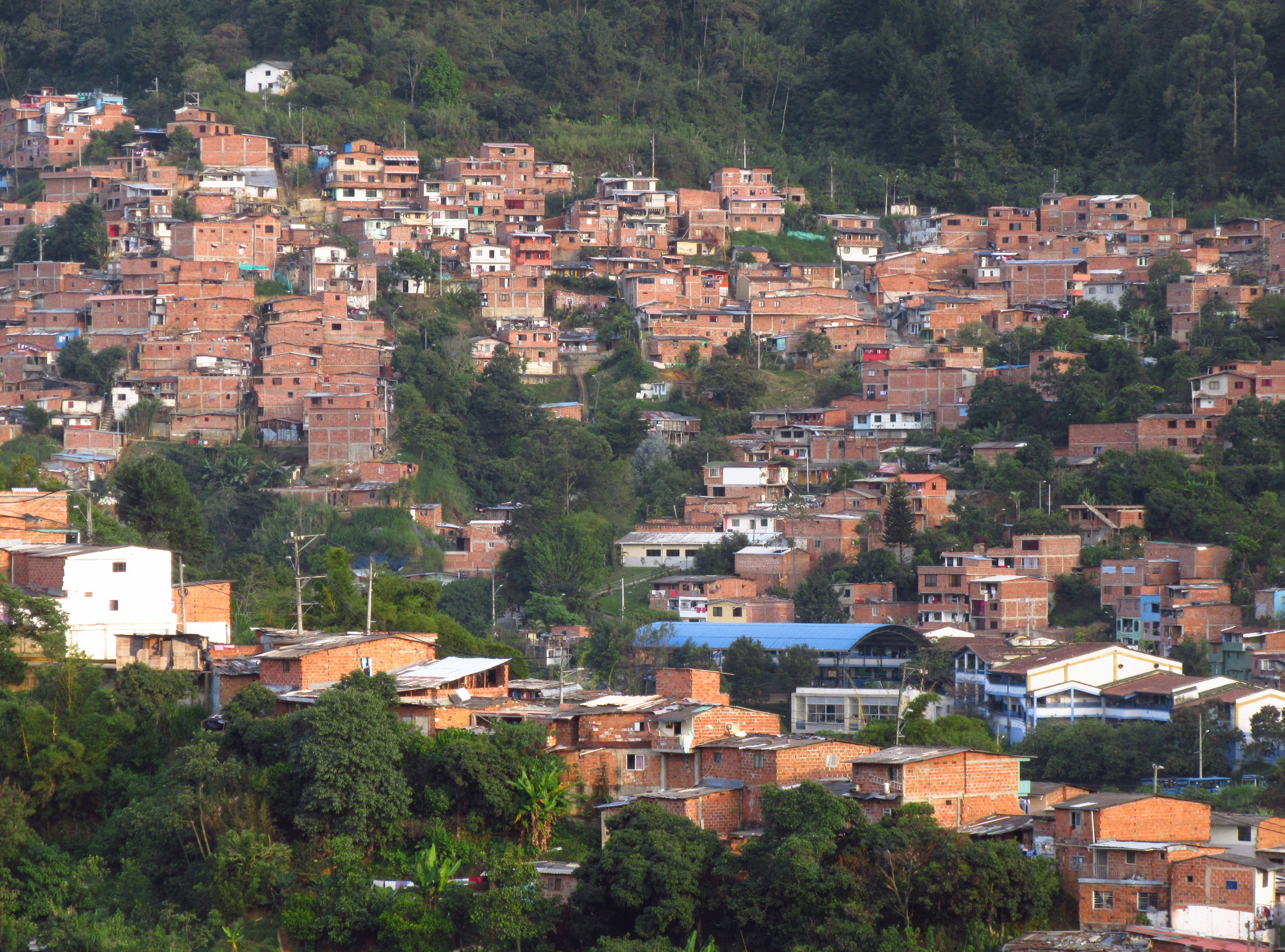
Comuna 8, nororiente de Medellín.

Según los datos publicados por la Misión para el Empalme de las Series de Empleo, Pobreza y Desigualdad -MESEP- de noviembre de 2009, en Medellín y su área metropolitana el índice de pobreza en el periodo 2002-2008 se redujo en un 22,5 %, pasando de 49,7 % al 38,5 %. Igualmente, el índice de indigencia disminuyó en un 25,2 % pasando del 12,3 % al 9,2 %. Estos resultados están en sintonía con la mayor cobertura de servicios básicos como la salud, la educación y los servicios públicos en la ciudad. Sin embargo, la pobreza y la indigencia en Medellín y su área metropolitana continúa estando por encima del promedio de las 13 principales áreas metropolitanas de Colombia. En 2008 dicho promedio fue del 30,7 % para la pobreza y del 5,5 % para la indigencia.
Por otro lado, la tasa de desempleo en Medellín ha presentado una tendencia decreciente. En 2000, el desempleo en la ciudad estaba situado en el 17,7 %, y según datos del DANE, en Medellín y su área metropolitana el desempleo en el trimestre junio-agosto de 2010 fue del 14,3 %, aunque todavía ubicándose por encima de la media nacional, que para agosto de 2010 era del 11,2 %. El DANE situó en sus resultados de 2012 a Medellín como la ciudad más desigual de Colombia, al revelar que su coeficiente de Gini es de 0.54 por factores como el índice de pobreza, en relación con el total de la población, situado en el 22 %.

### Turismo

#### Sitios de interés

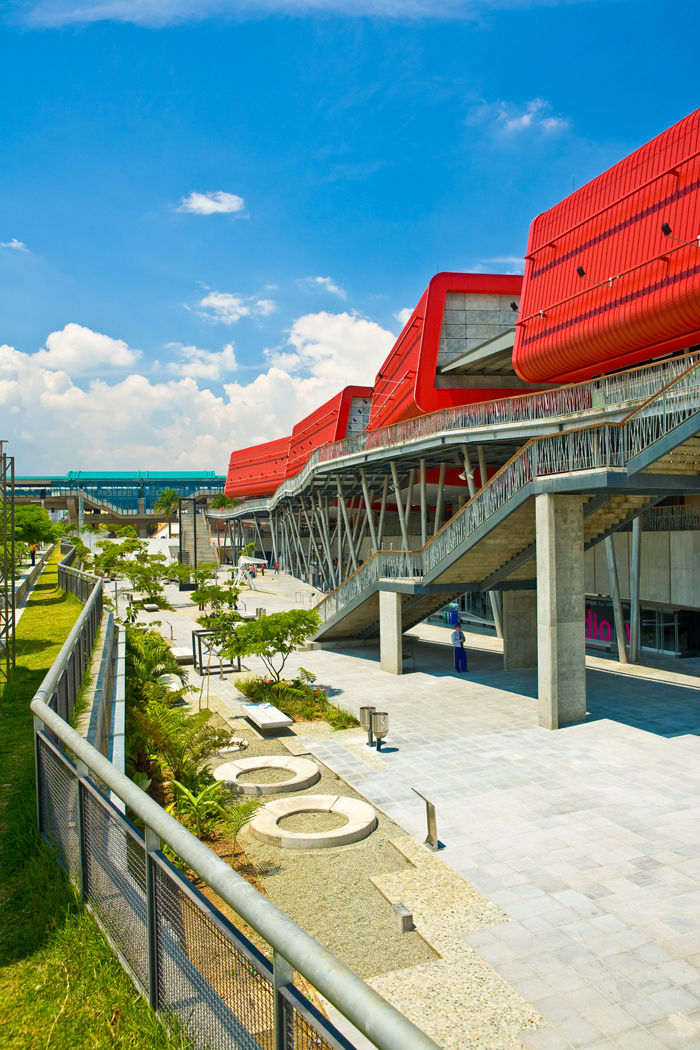
Parque Explora

Entre los principales destinos se destacan el Museo de Antioquia, la plaza de Botero, el Pueblito Paisa, el Centro Internacional de Convenciones y Exposiciones Plaza Mayor, el Pasaje Peatonal Carabobo, el parque de los Pies Descalzos, la Catedral Metropolitana, la Basílica Nuestra Señora de la Candelaria, el Teatro Pablo Tobón Uribe, el Teatro Metropolitano, el Centro Comercial Oviedo, el parque Explora, el jardín botánico, el parque Lleras, el Museo El Castillo y más recientemente, la Comuna 13.
Con respecto a sitios naturales, los más concurridos son el cerro El Volador y el cerro Nutibara. Un nuevo espacio natural inaugurado hace pocos años es el parque regional Arví, el cual cuenta con un área cercana a las 20,000 hectáreas, comprende prácticamente todo el territorio del corregimiento de Santa Elena y se extiende entre los municipios de Bello, Copacabana, Guarne y Envigado. 
Por su parte, en diciembre, la ciudad se cubre de miles de bombillas de colores, creando el alumbrado navideño, considerado por la National Geographic uno de los diez más bellos del mundo, y que puede apreciarse principalmente en el parque Norte, cerca del jardín botánico, en la avenida de la Playa y en el parque del río Medellín, entre la avenida 33 y la avenida San Juan.

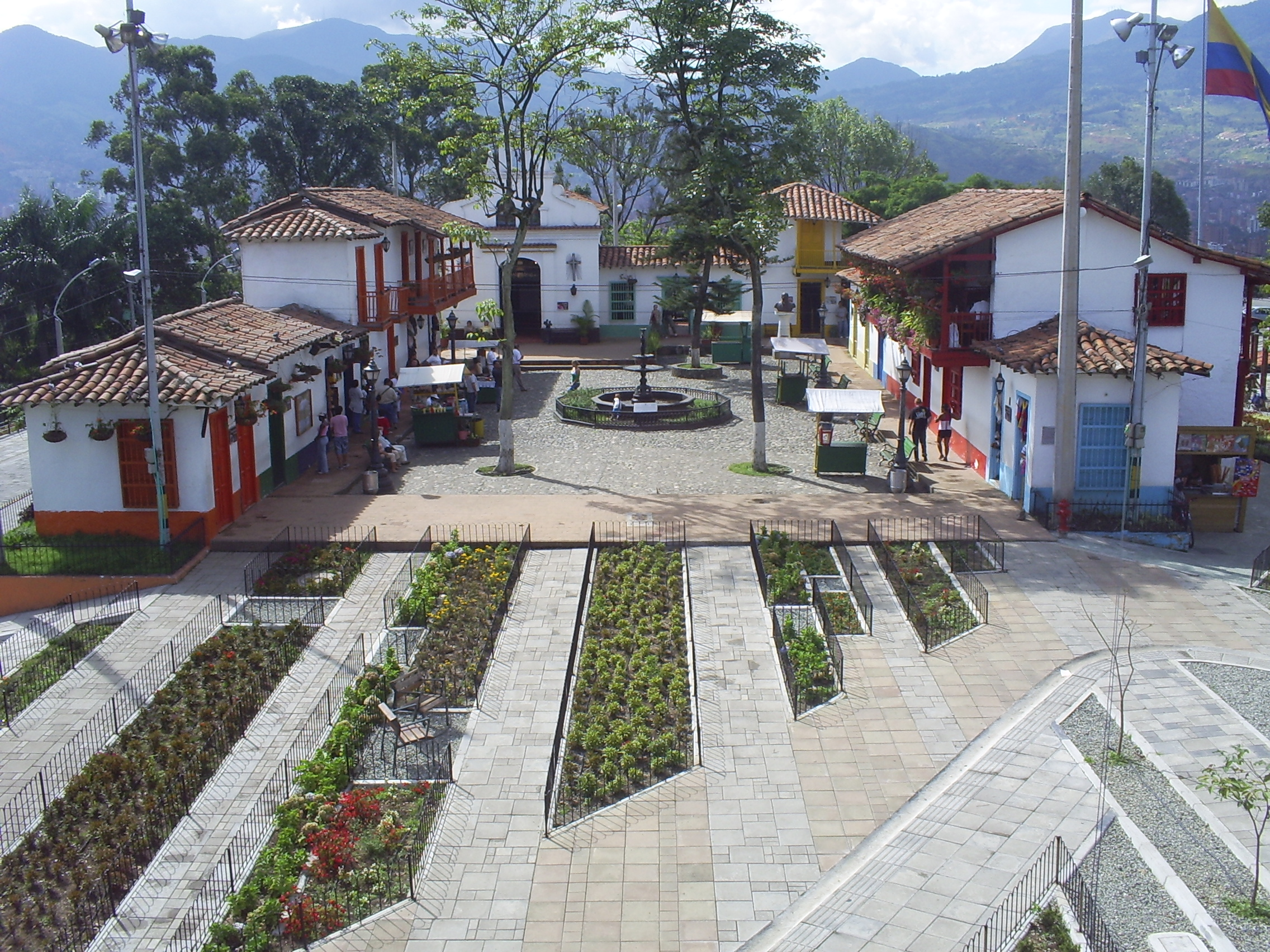
Pueblito paisa.
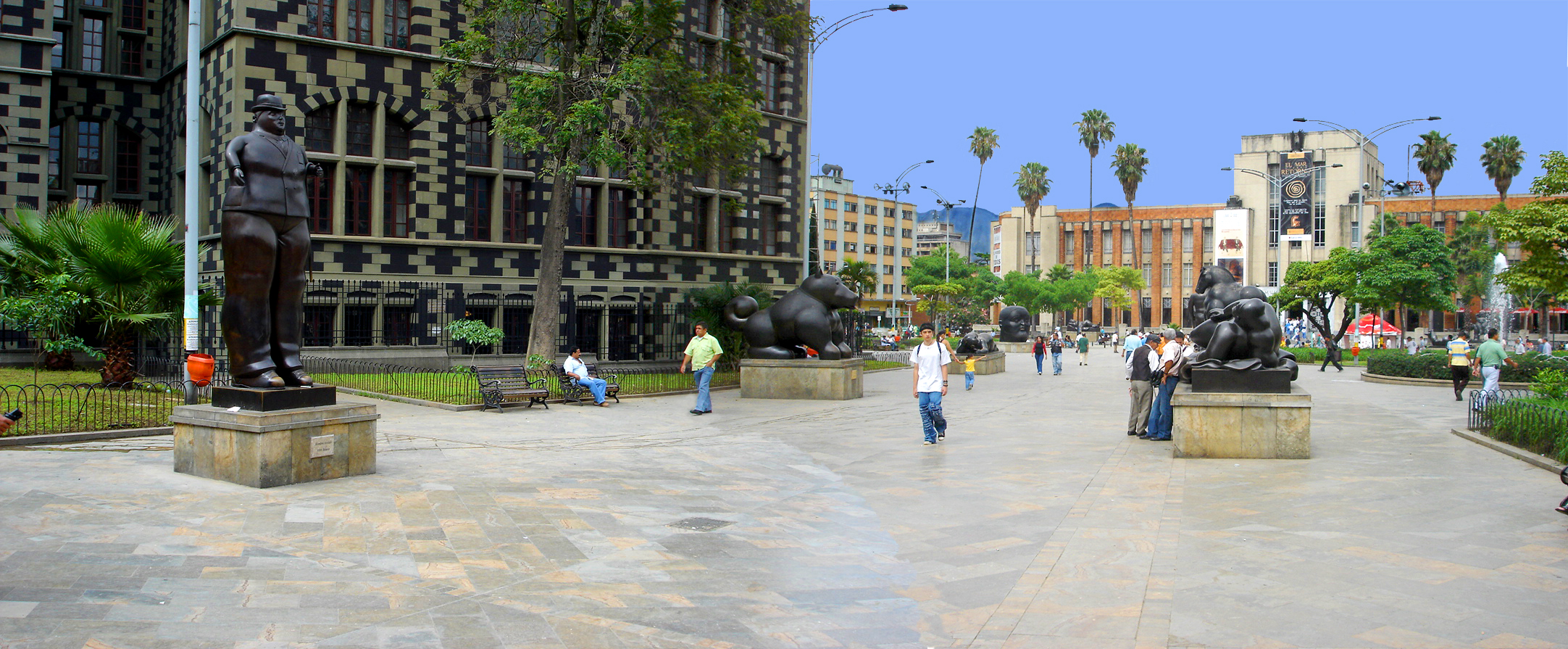
Plaza Botero; al fondo, el Museo de Antioquia.
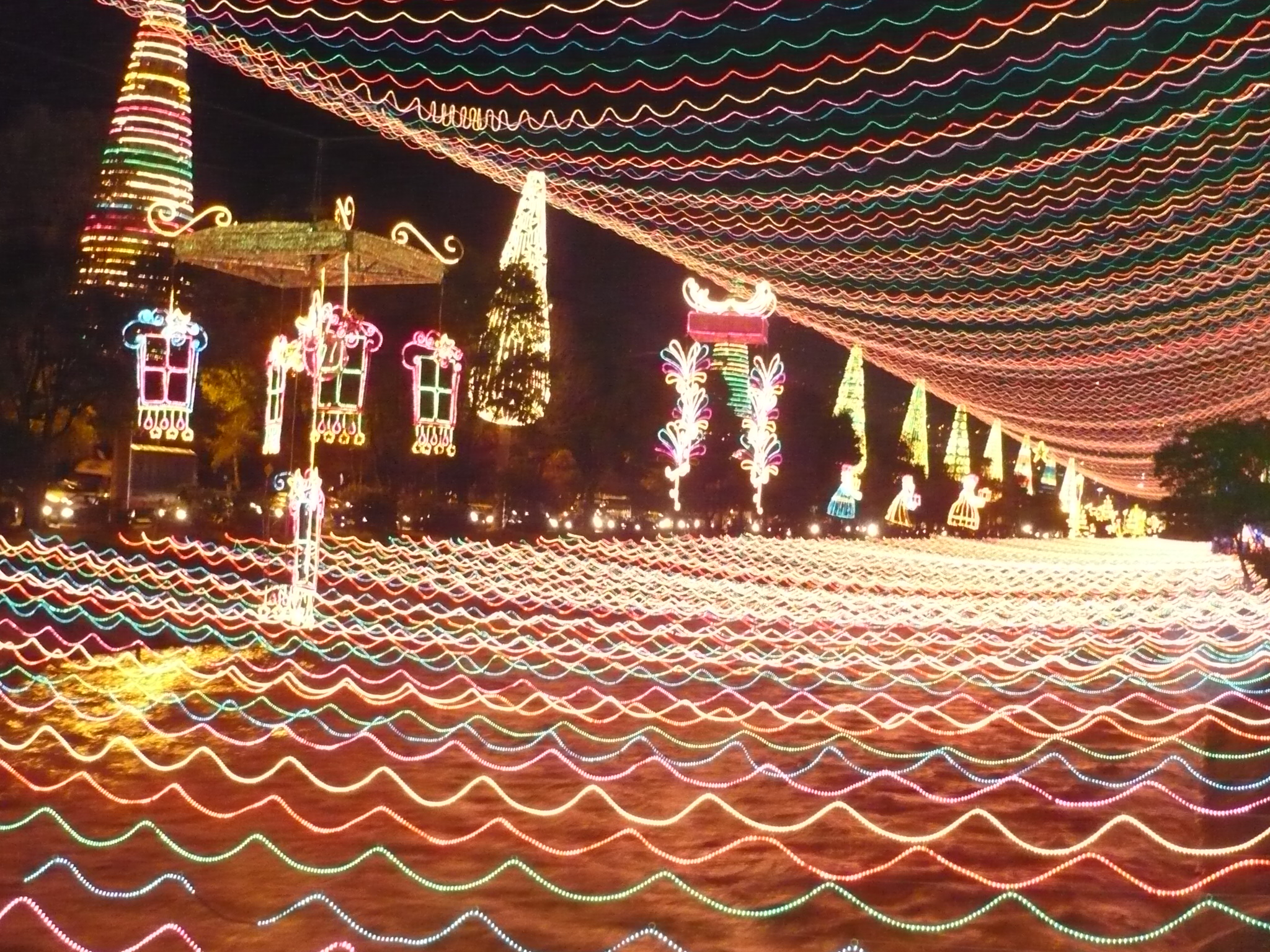
Alumbrado navideño de Medellín.
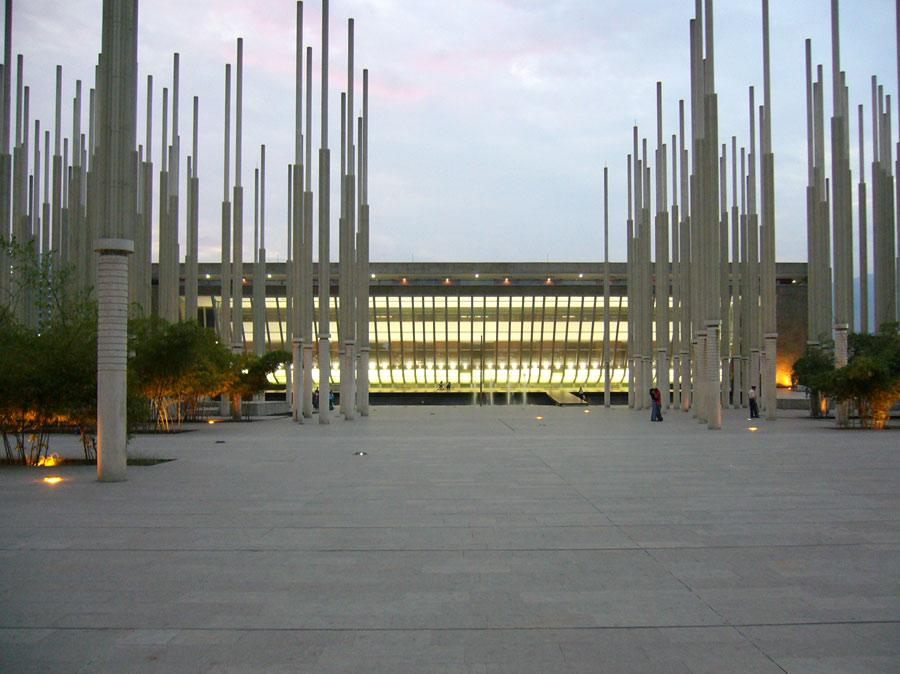
Plaza de Cisneros.
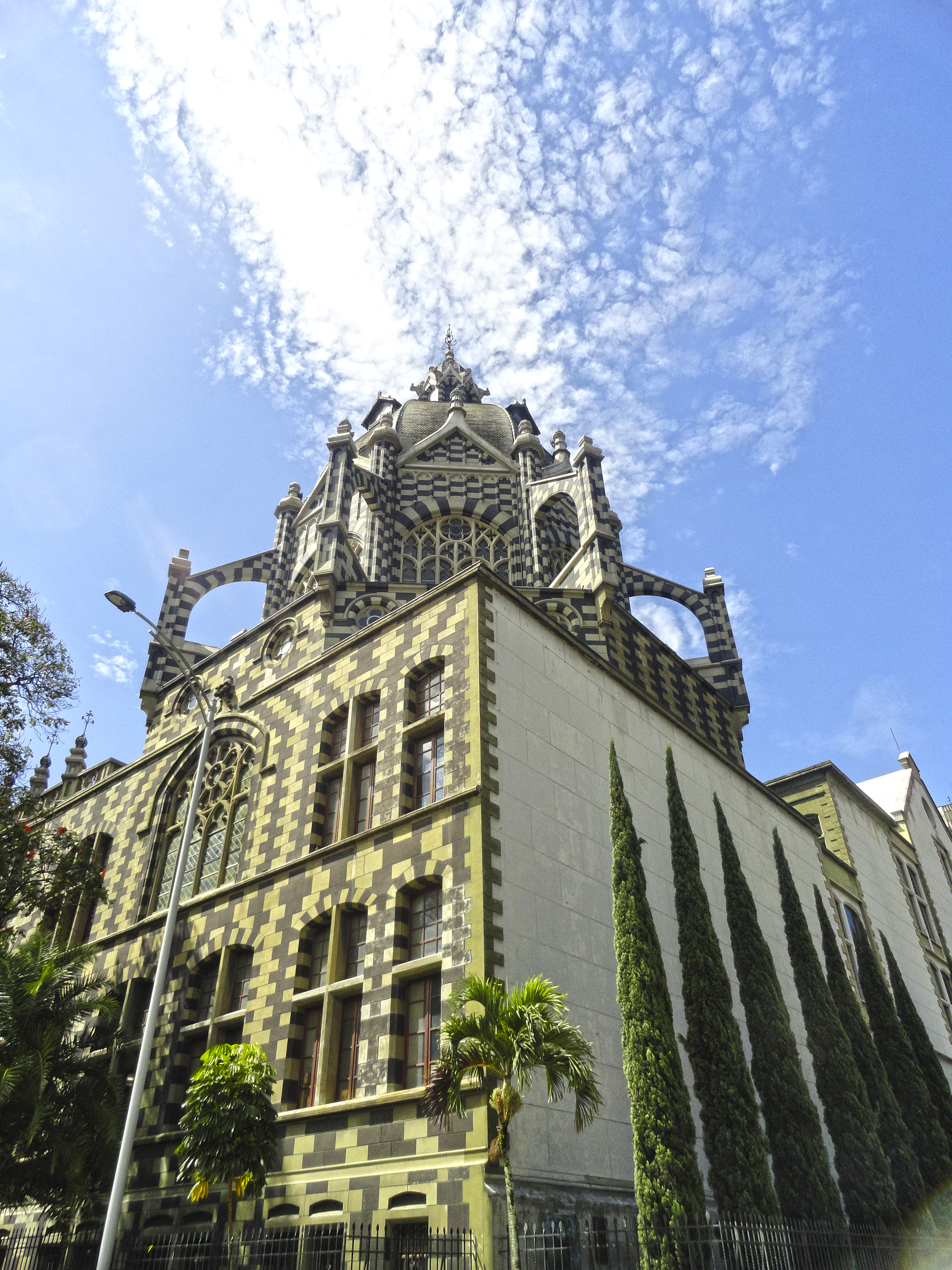
Palacio de la cultura Rafael Uribe Uribe.
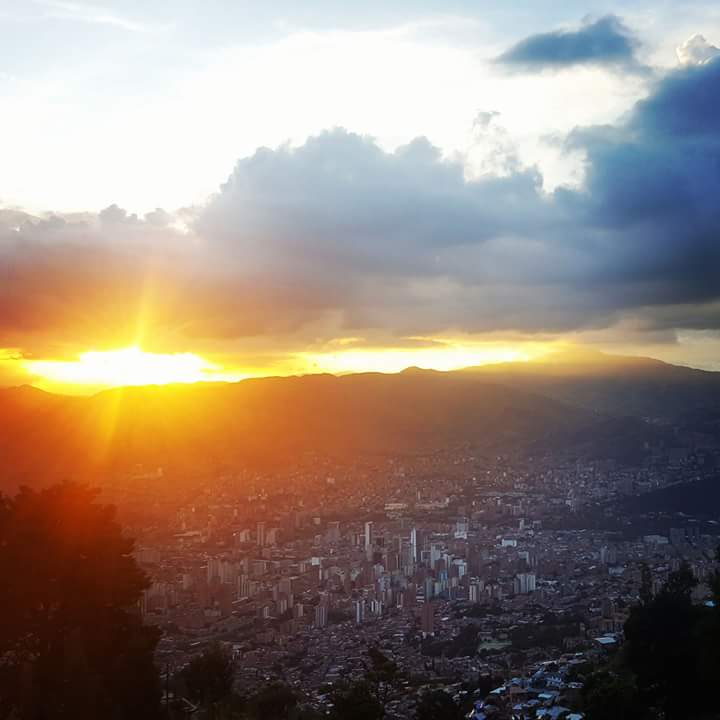
Vista de Medellín desde el cerro Pan de Azucar.

#### Hotelería

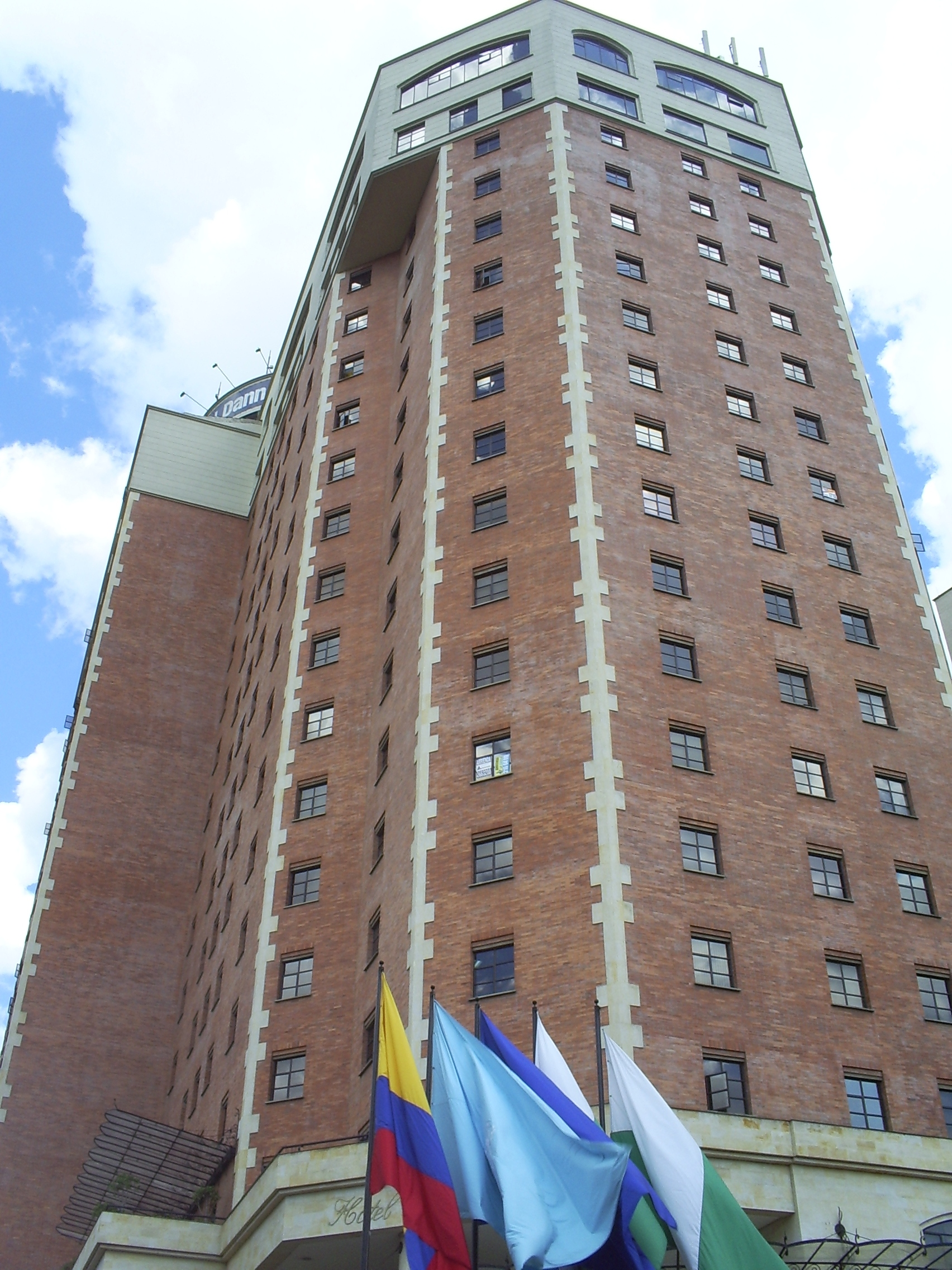
Hotel Dann Carlton.

Existen diferentes sectores donde se concentra la oferta hotelera. Los hoteles de El Poblado están en capacidad de alojar 8200 personas. En la zona de Laureles-Estadio existen 73 hoteles con capacidad de alojamiento para 2100 personas y, en el centro de la ciudad, 34 hoteles que tienen a su disposición 1400 camas.
Además, Medellín ofrece a los visitantes diferentes opciones de alojamiento en fincas tradicionales, casas campestres y casas urbanas tipo familiar y hoteles boutique.

## Urbanismo
En los inicios del siglo XXI la ciudad ha vivido un proceso de intensa transformación urbanística que le ha conferido importantes reconocimientos nacionales e internacionales. Dicha transformación se basa en el urbanismo social, una política pública consistente en otorgarle prioridad a los pobladores y territorios más pobres, así como a las víctimas de la violencia, mediante obras y programas que buscan reparar el herido tejido físico y social. Un ejemplo de estas políticas son unas novedosas escaleras eléctricas instaladas en un barrio de la comuna 13, zona que se caracteriza no solo por los problemas mencionados anteriormente, sino también por su ubicación en las laderas de montaña, lo que hace un tanto difícil la comunicación y la calidad de vida de esa parte de la población.

### Configuración actual de la ciudad

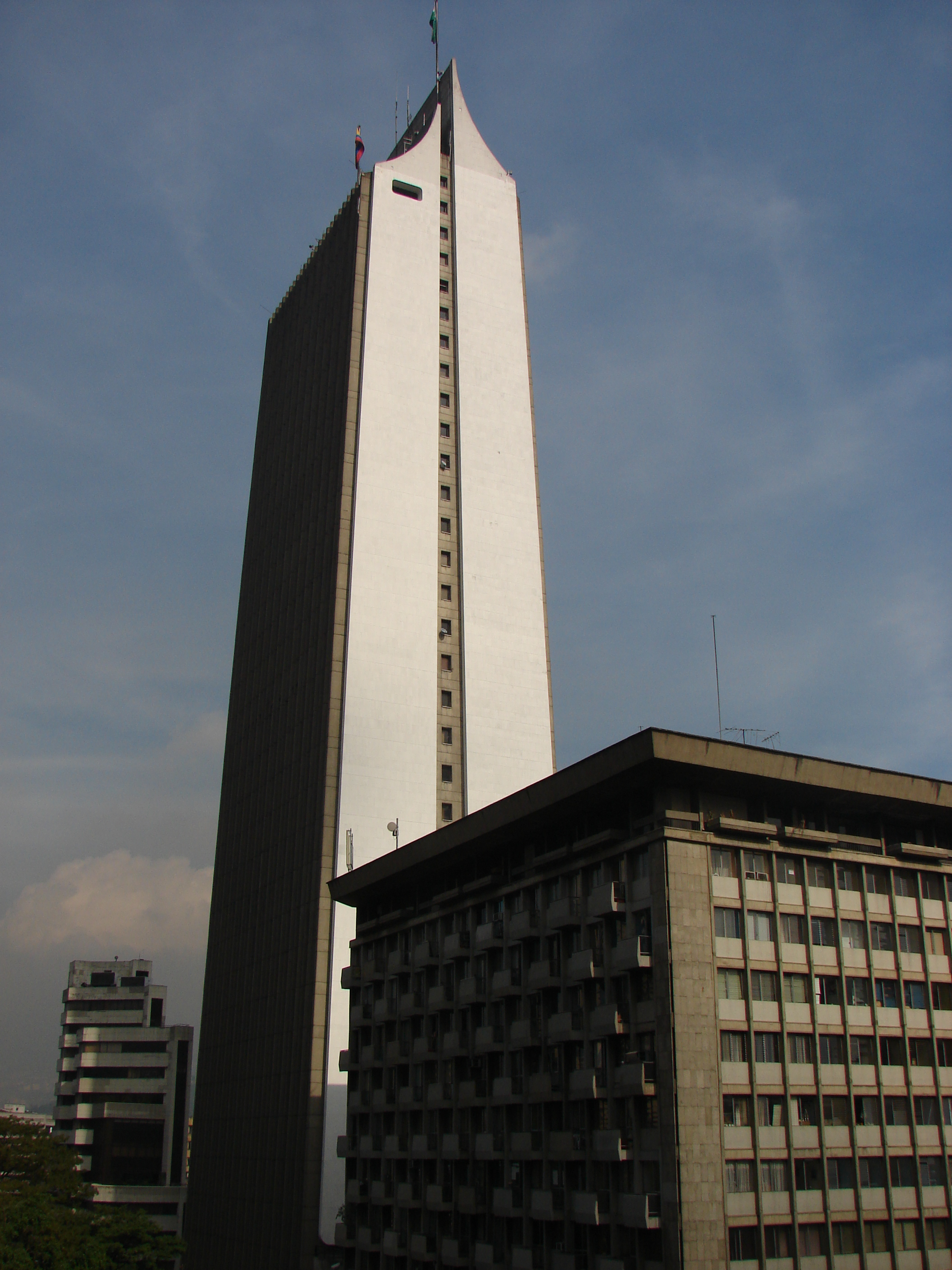
Edificio Coltejer, edificio representativo de Medellín.

El Concejo municipal de la ciudad expidió en 1890 un acuerdo mediante el cual se ordenaba trazar el plano para el ensanchamiento futuro de la ciudad, en el cual se reglamentaban además aspectos como la construcción de edificios, la apertura y pavimentación de vías, el acueducto, el alcantarillado, y hasta la forma de las ventanas para que estas no obstruyeran el paso de los transeúntes. En una reforma posterior se contempló la rectificación y canalización del río Medellín, que recorría en forma sinuosa todo el Valle de Aburrá, con el fin de ganar terreno para la construcción y el crecimiento de la ciudad. Dicho plano, llamado Medellín Futuro, solo pudo cumplirse parcialmente, pero sirvió para guiar el avance de la ciudad en la primera mitad del siglo.
Algunas fechas cronológicas importantes en esta etapa fueron las siguientes: en 1900, la quebrada Santa Elena se consolida como el centro de la ciudad y se comienza a trazar como paseo urbano. En 1905, se inaugura un tranvía tirado por mulas. En 1914, llega el Ferrocarril de Antioquia a la ciudad. En 1920, se inician los trazados de las vías. En 1921, comienzan a funcionar los tranvías eléctricos. En 1928, tiene lugar la cobertura de la quebrada Santa Elena. En 1931, se construye el aeropuerto Olaya Herrera. En 1940, comienzan las obras de canalización y rectificación del río Medellín. En 1941, el arquitecto Pedro Nel Gómez es el encargado de diseñar urbanísticamente el sector de Laureles. Y, en 1945, se construye el hotel Nutibara.
Una vez se llevaron a cabo las obras en el río, y debido a la expansión urbana hacia el occidente (la Otrabanda), a finales de la década del cuarenta se vio la necesidad de trazar un nuevo plano para organizar la ciudad. Fue así como los urbanistas Paul L. Wiener y José L. Sert se encargaron de proyectar entre 1948 y 1950 el Plan Piloto, que sugería, entre otras cosas, la construcción de diversas avenidas y el diseño de un nuevo centro de gobierno. Debido a esto, obras tan representativas en Medellín como la avenida Oriental, construida en los años setenta, y el Centro Administrativo La Alpujarra, en los ochenta, si bien no estuvieron directamente contempladas en el Plan de Wiener y Sert, sí se puede considerar que estuvieron basadas en este.
Entre los años 1950 y 1980 se agudiza el fenómeno de invasión territorial dificultando el cumplimiento de los planes que trataban de ordenar el crecimiento de la ciudad. El Plan Piloto se vio desbordado por la realidad de una población que se triplicó en 20 años, pasando de 358 189 habitantes, en 1951, a 1 071 252, en 1973. La construcción tuvo gran dinamismo en ese periodo y buena parte de las laderas de la ciudad empezaron a ser ocupadas por los habitantes que, llegados del campo, no tenían la posibilidad de acceder a créditos para vivienda. 
El sector textil se modernizó en este periodo y se consolidó de forma definitiva la vocación industrial de la ciudad. Algunas fechas importantes durante este periodo fueron las siguientes: en 1962 se empieza a construir la Unidad Deportiva Atanasio Girardot en los alrededores del estadio; desde finales de los años 1960 hasta principios de los setenta se construye el edificio Coltejer, un complejo de edificaciones que aún hoy es el símbolo urbano más representativo de Medellín. En 1980 se construye el plan vial del río; en 1987 se inaugura La Alpujarra. A partir de 1995 comienza a funcionar el Metro, una obra que desde el punto de vista urbanístico ha tenido detractores debido a su paso elevado por el centro de la ciudad.

### Arquitectura

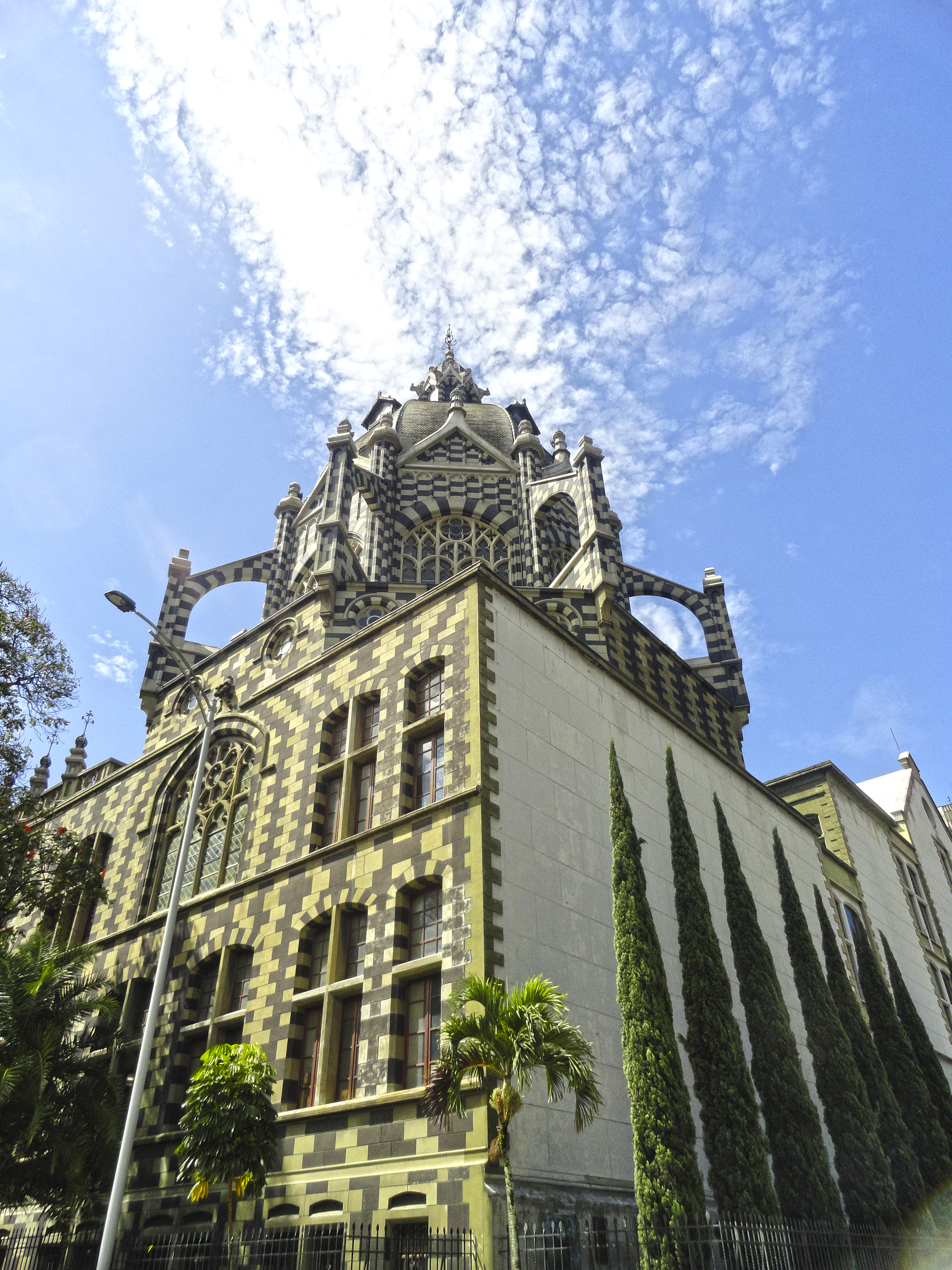
Palacio de la Cultura.

En 2013, Medellín ganó el Premio Verde Verónica Rudge en diseño urbano, otorgado por la Universidad de Harvard, debido al proyecto Urbano Integral PUI de la zona Nororiental, diseñada y ejecutada por la Empresa de Desarrollo Urbano. Medellín conserva poca memoria urbanística colonial y del siglo XIX. Aunque el Valle de Aburrá fue una zona activa en agricultura y ganadería a lo largo del periodo colonial, su relativa riqueza no se expresó en una arquitectura civil y religiosa sobresaliente como en Cartagena, Tunja, Popayán o Bogotá. Esto puede explicarse por el hecho de que la Villa de Medellín no fue un centro político-administrativo y sí un lugar aislado geográficamente cuya élite invirtió poco en el desarrollo de una arquitectura monumental. De los finales de la colonia quedan, pero con transformaciones, las iglesias de la Candelaria y de la Veracruz.

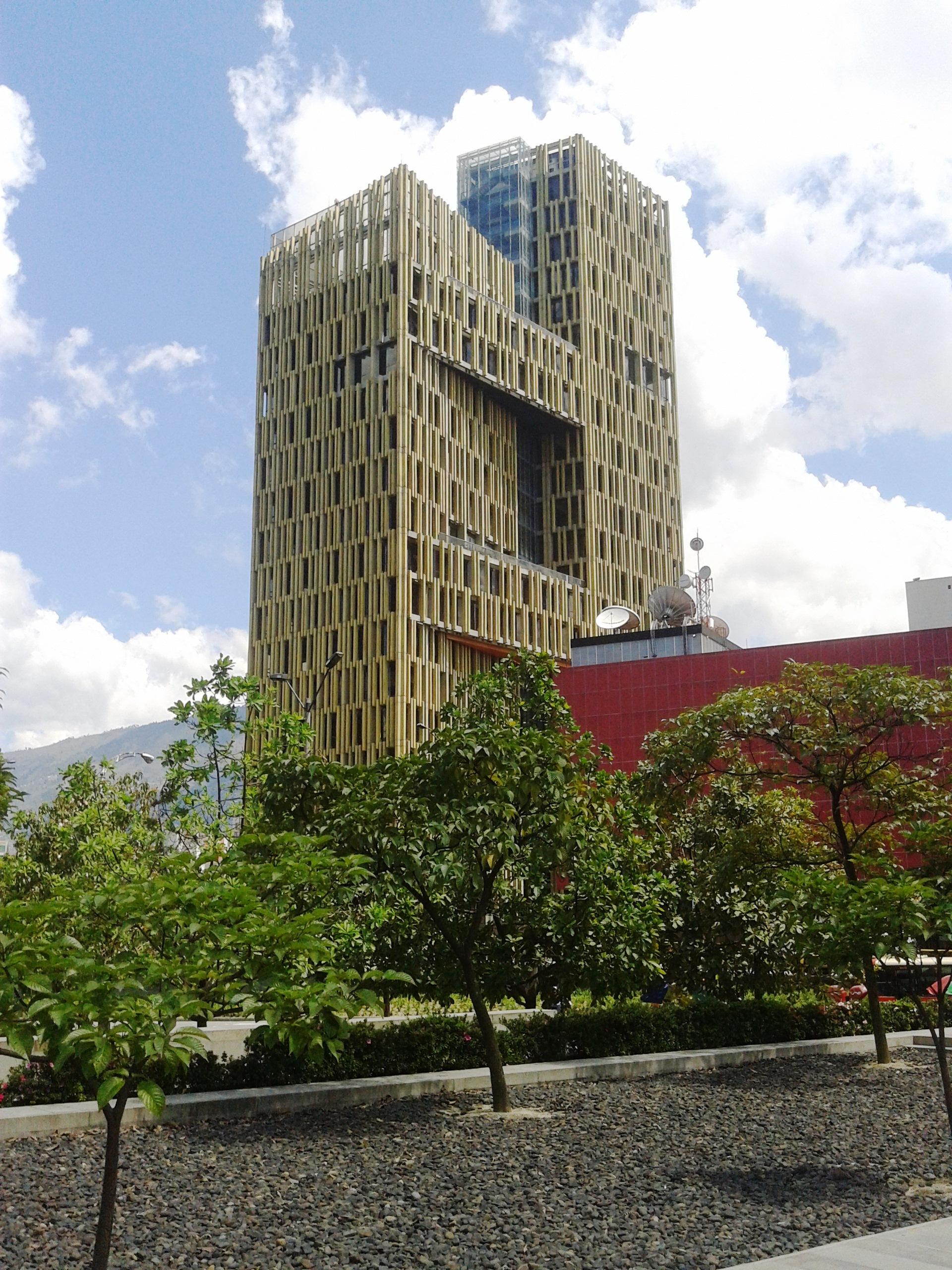
Torres de la plaza de La Libertad, ejemplo de arquitectura contemporánea.

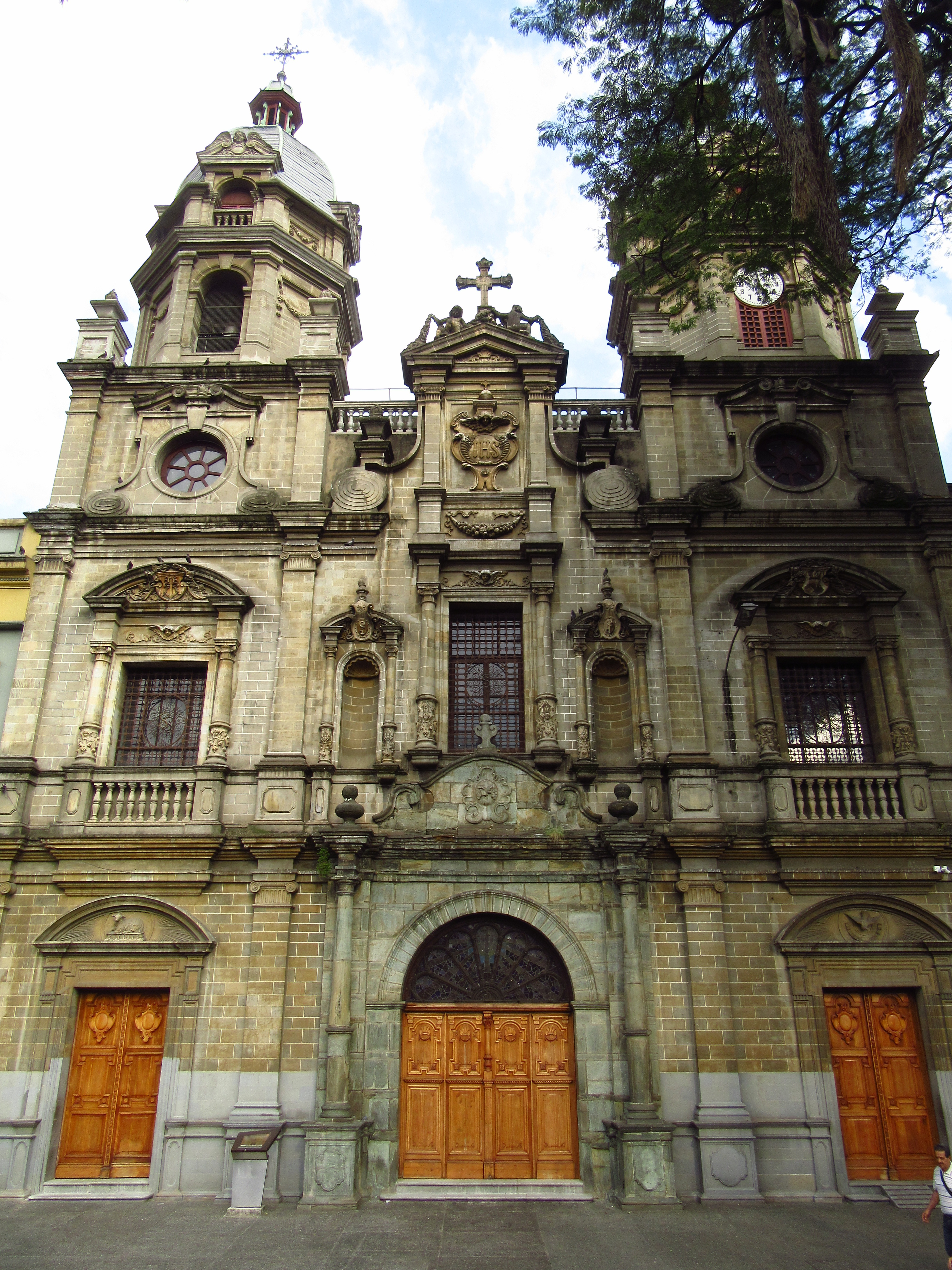
Iglesia de San Ignacio, construida a principios del.

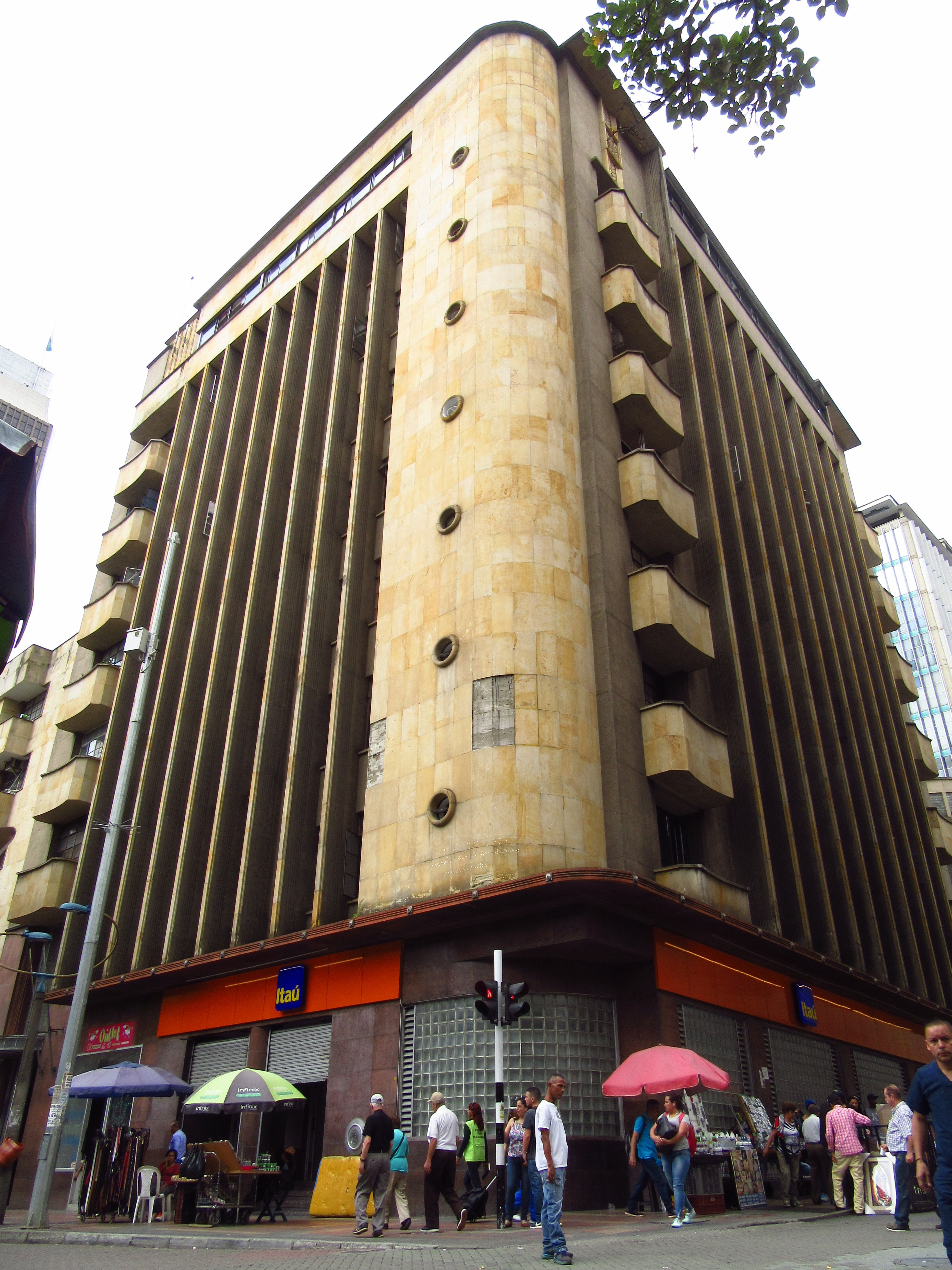
Edificio Gran Colombia, inaugurado en 1947.

Se denomina "republicana" a la arquitectura producida en Colombia entre 1850 y 1930. El uso del ladrillo y la aplicación de estilos históricos europeos fueron la principal novedad. El alemán Enrique Haeusler fue el autor del puente de Guayaquil (1879). Pero fue el arquitecto francés Carlos Carré la principal figura de la arquitectura republicana del siglo XIX en Medellín; Carré llegó a la ciudad en 1889, habiendo sido contratado para diseñar y edificar la nueva catedral episcopal y varios edificios comerciales y residenciales que se tenían proyectados para diferentes lugares de la ciudad, sobre todo en el nuevo barrio de Guayaquil.
La Catedral Metropolitana fue terminada en 1931; igualmente son de su autoría los edificios Vásquez y Carré, que se encuentran ubicados junto a la plaza de Cisneros. La estación Medellín del Ferrocarril de Antioquia fue obra de Enrique Olarte, una obra que permitió la consolidación urbana definitiva del sector de Guayaquil.
En los años 1920 la arquitectura republicana llegó a su fase culminante. De este periodo sobresalen el antiguo Palacio Municipal (hoy Museo de Antioquia) en 1928, y los edificios del Palacio Nacional y el Palacio de Gobierno Departamental (hoy Palacio de la Cultura) entre 1925 y 1928. Estas dos últimas obras fueron diseñadas por el belga Agustín Goovaerts, ambas inspiradas en la corriente modernista belga, en las cuales aplicó los estilos románico y neogótico respectivamente. Otras obras de Goovaerts fueron la iglesia del Sagrado Corazón (sector de Guayaquil), y la iglesia de San Ignacio, entre otras. De los años 1930 se destacan algunas construcciones del barrio Prado como la casa egipcia y el actual Teatro Prado.
La expansión económica del Estado, la industria, la banca y la población enmarcaron la aparición de los rascacielos. Al ubicarse en el centro histórico-cívico de la ciudad, la construcción de rascacielos para oficinas, comercio y vivienda trajo consigo la destrucción de una buena parte del ya escaso patrimonio urbanístico antiguo de Medellín. Vivir en edificios en el centro fue por entonces un signo análogo de prestigio y estatus social. Los edificios Furatena (1966) con sus treinta pisos y Coltabaco (1967), este último ubicado en el parque de Berrío, inauguraron esta tendencia.
En la década siguiente vendría la ya mencionada torre Coltejer (1968-1972), la cual sigue siendo el edificio más alto de la ciudad; fue diseñada por los mismos proyectistas del edificio Avianca en Bogotá. Para su construcción se demolió el Teatro Junín, uno de los hitos de la ingeniería y de la arquitectura colombianas y el único exponente del art nouveau en la ciudad. De 1974 a 1978 tuvo lugar la construcción de la Torre del Café, la segunda más alta. De esta época se destacan edificios de mediana altura como el de Camacol (1972-1974) cerca del puente de Colombia, y el del Banco de la República (1969-1974) en el parque de Berrío.

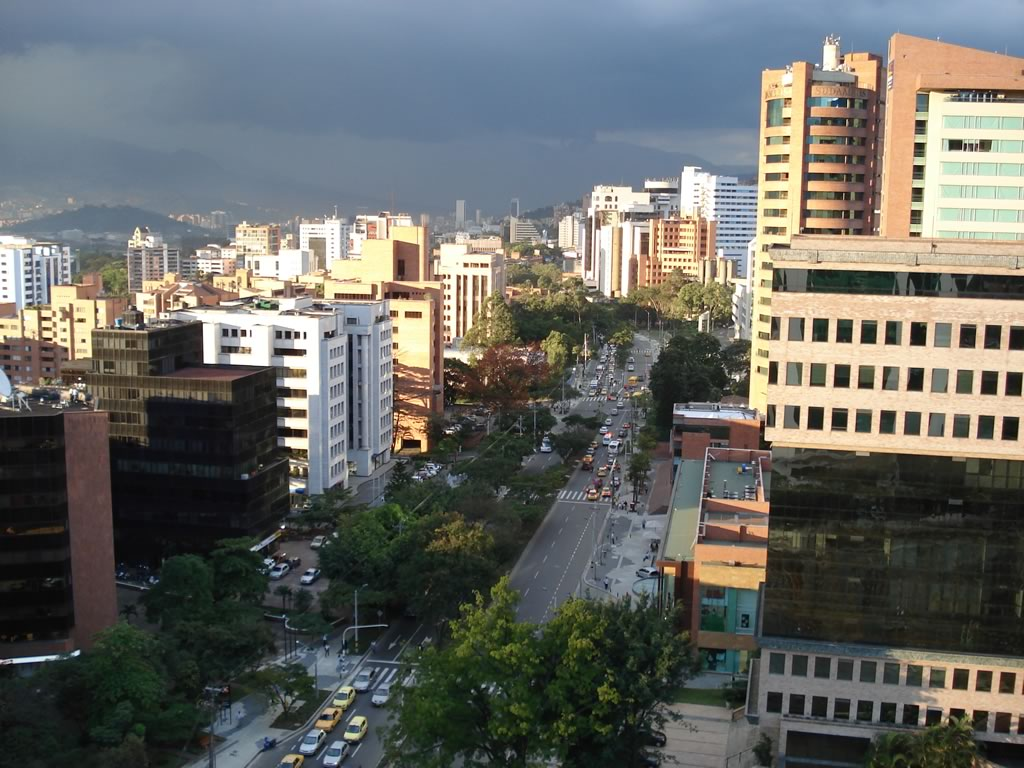
Avenida El Poblado.

El primer edificio inteligente del país se inauguró en 1997. Se trata del edificio de EPM, cuyo diseño se constituyó en una innovación arquitectónica al proyectar luces de 36 metros de altura y disponer de mayor amplitud en sus áreas de oficinas. Una de sus ventajas es la flexibilidad de su interior ya que permite ajustarse cuando se requiera, sin necesidad de romper paredes o destrozar los pisos.
El cambio de siglo trajo una nueva arquitectura expresada en obras de impacto urbanístico entre las que se destacan la plaza de Cisneros (2002-2006), el parque de Los Deseos (2003), el Centro Internacional de Convenciones y Exposiciones Plaza Mayor (2003-2005), la Biblioteca de las Empresas Públicas de Medellín (2004), el orquideorama del jardín botánico (2005-2006), los Parques Biblioteca (2005-2012), el parque Explora (2005-2008) y la plaza de La Libertad (2009-2011).

### Parques
Uno de los parques más importantes con que cuenta la ciudad es el «Central Park», el cual, si bien está ubicado en territorio municipal de Bello, es propiedad del municipio de Medellín.
Con una extensión de un millón de metros cuadrados, el «Central Park», en el costado norte de Medellín, es un amplio terreno destinado a actividades recreativas, lúdicas y deportivas, además de conciertos, con una capacidad para 100.000 asistentes, y que se puede utilizar también para concentraciones de otra índole, por ejemplo políticas o religiosas. En su interior se localiza el Autódromo de Medellín, una pista para competencias de motor de 300.000 metros cuadrados de extensión. El autódromo está diseñado para practicar carreras de carros, motos y karts, pero además ciclismo, patinaje y atletismo, entre otros deportes.
Otros parques tradicionales principales de la urbe son: el parque de Berrío, ubicado en el corazón de la ciudad; el parque de Bolívar, ubicado un poco más al norte del anterior y enmarcado por la Catedral Metropolitana, el edificio más grande del mundo construido en ladrillo cocido; otros parques están situados en zonas más residenciales como el parque de Belén, el parque de El Poblado o los parques de Laureles. Los parques construidos más recientemente son más interactivos, y han tenido acogida por parte de los habitantes, ya que algunos no solo son lugares de esparcimiento sino que también permiten el aprendizaje por medio de experiencias directas y personales de los visitantes; entre ellos se destacan el parque de los Pies Descalzos, el parque de Los Deseos, el parque Explora y el parque Bicentenario, este último inaugurado con motivo del Bicentenario de Colombia.
De igual manera se pueden encontrar parques recreativos que llevan tiempo abiertos al público y se han convertido en referentes para la ciudad; entre ellos se destacan: el parque Norte, el parque Juan Pablo II, el jardín botánico, el cerro El Volador, el cerro Nutibara (en cuya cima se encuentra el Pueblito Paisa), y el parque Arví ofrece una temática singular para caminantes, observadores de aves y excursionistas. Es un parque exótico digno de explorar para propios y visitantes. El Zoológico Santa Fe fue fundado en 1960 y alberga a fecha de 2020 cerca de 1000 animales procedentes de Asia, África y otros lugares de América.

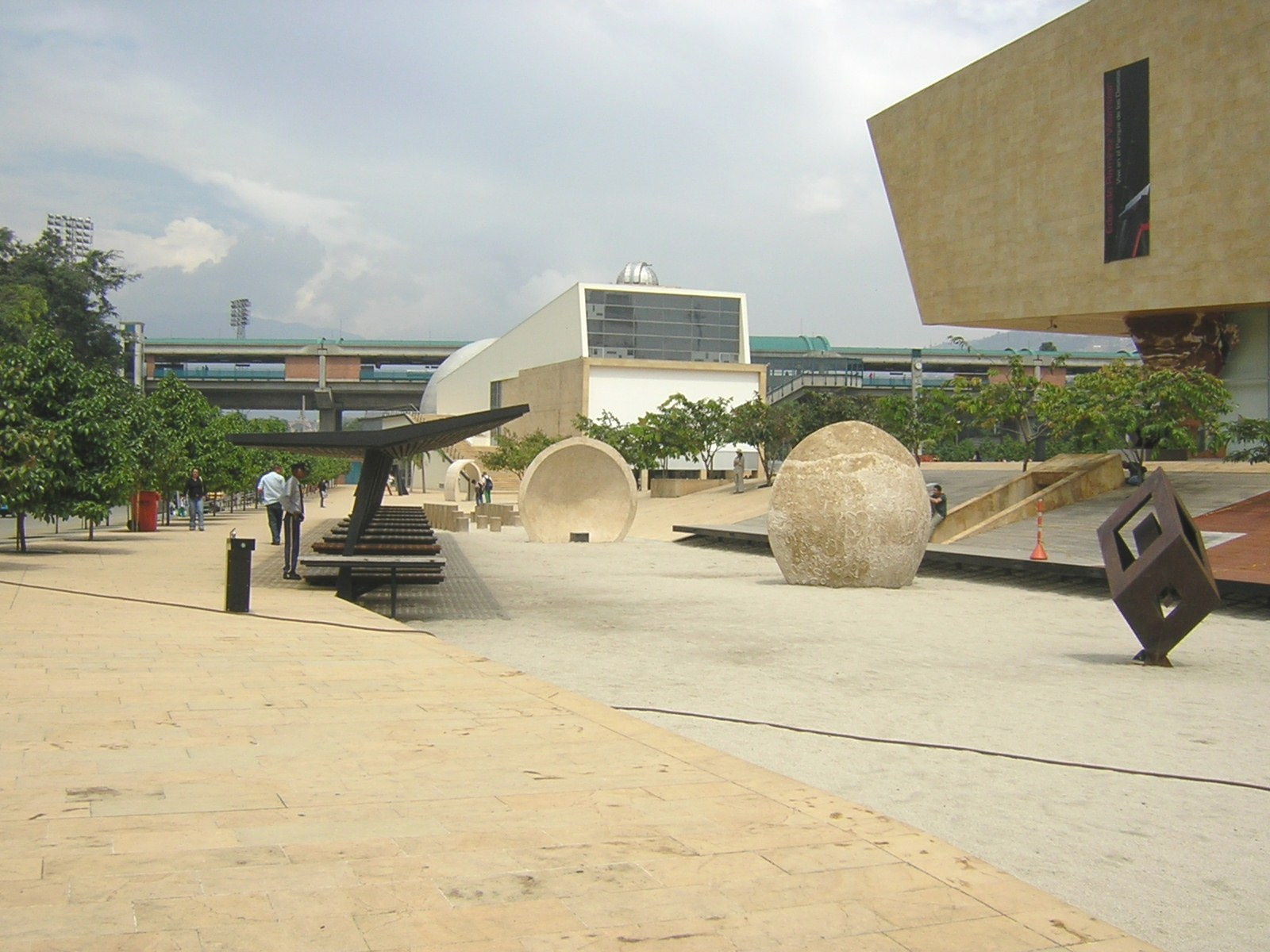
Parque de Los Deseos.
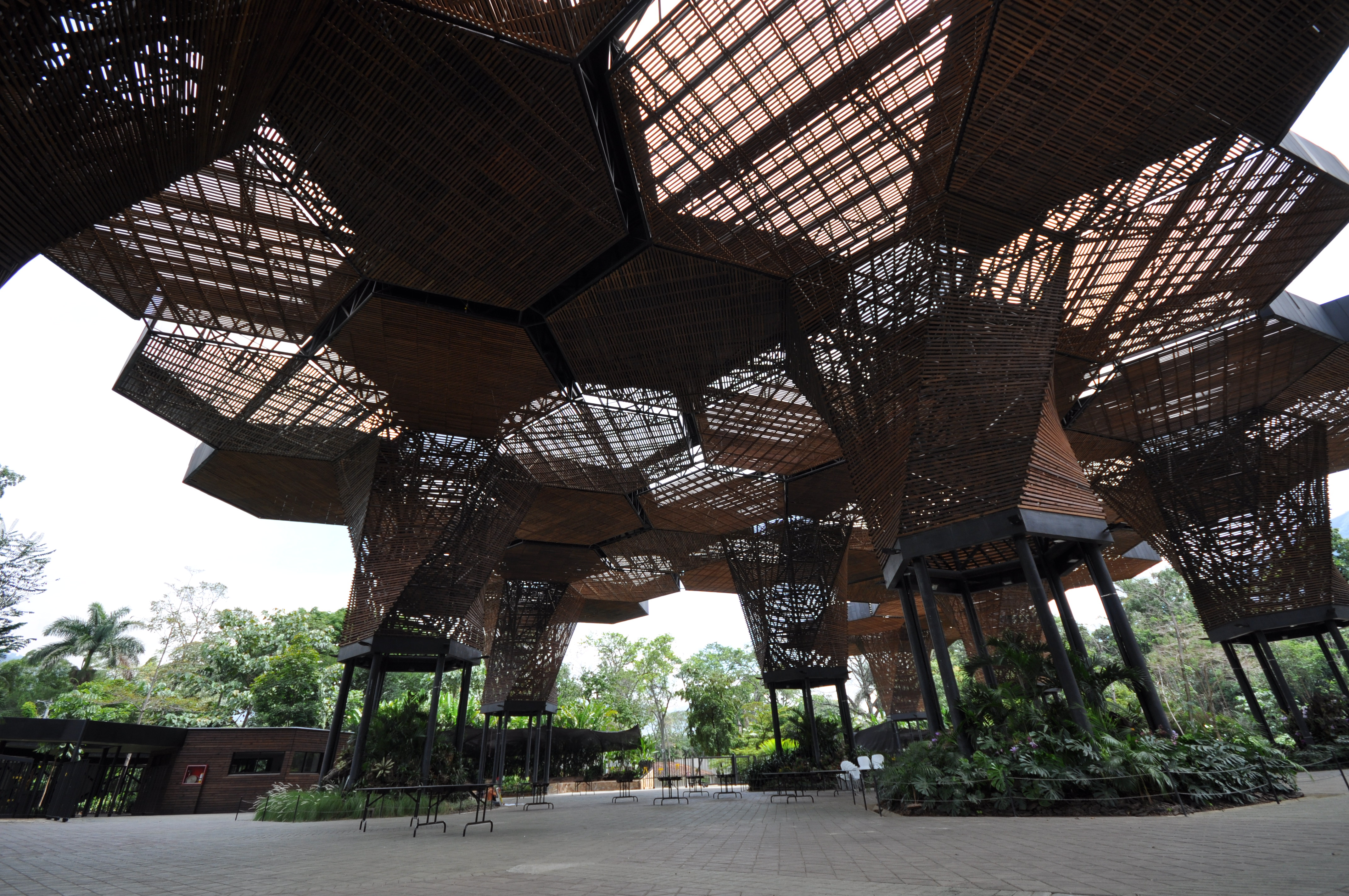
Jardín botánico de Medellín.
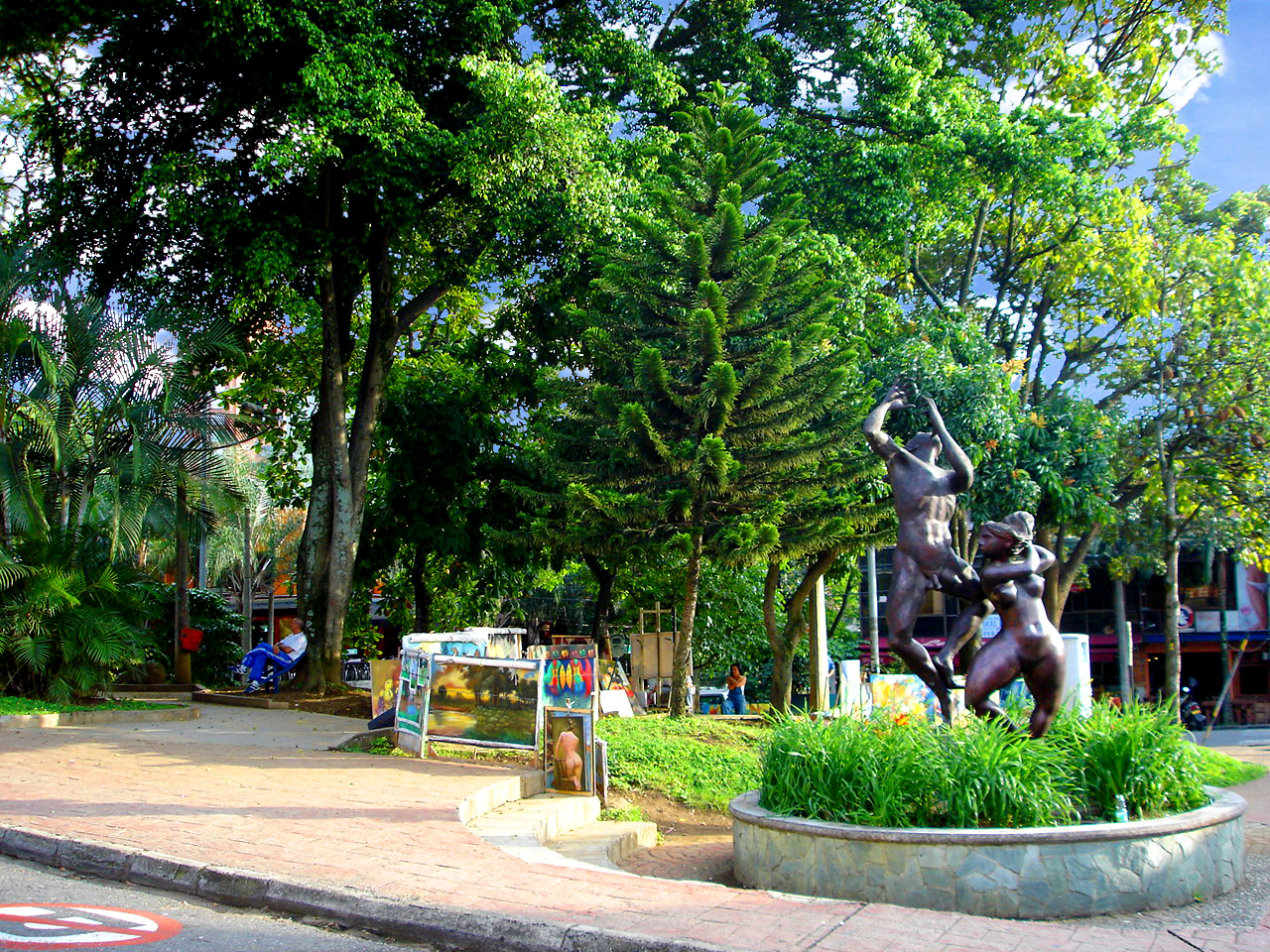
Parque Lleras.
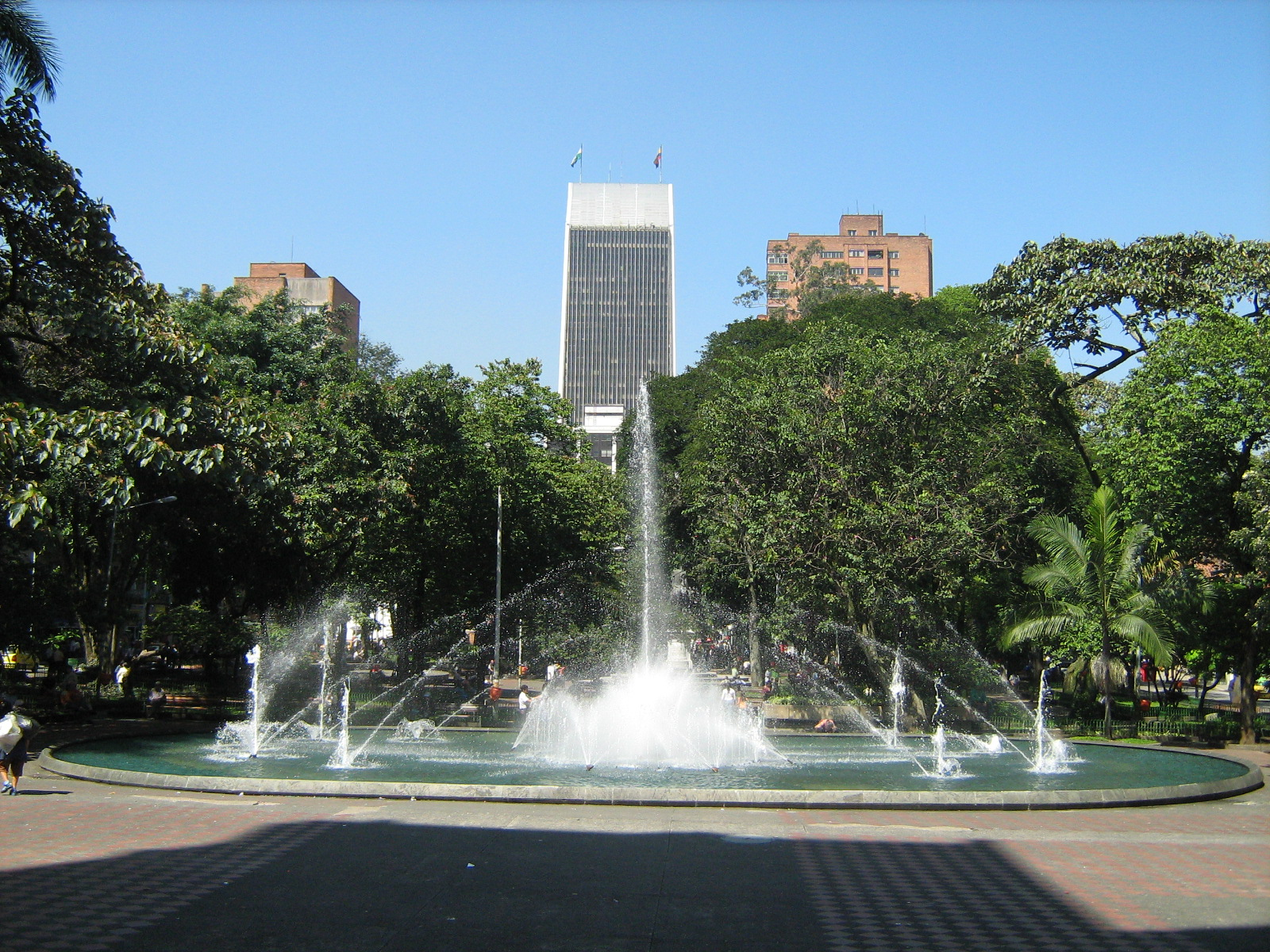
Parque de Bolívar.
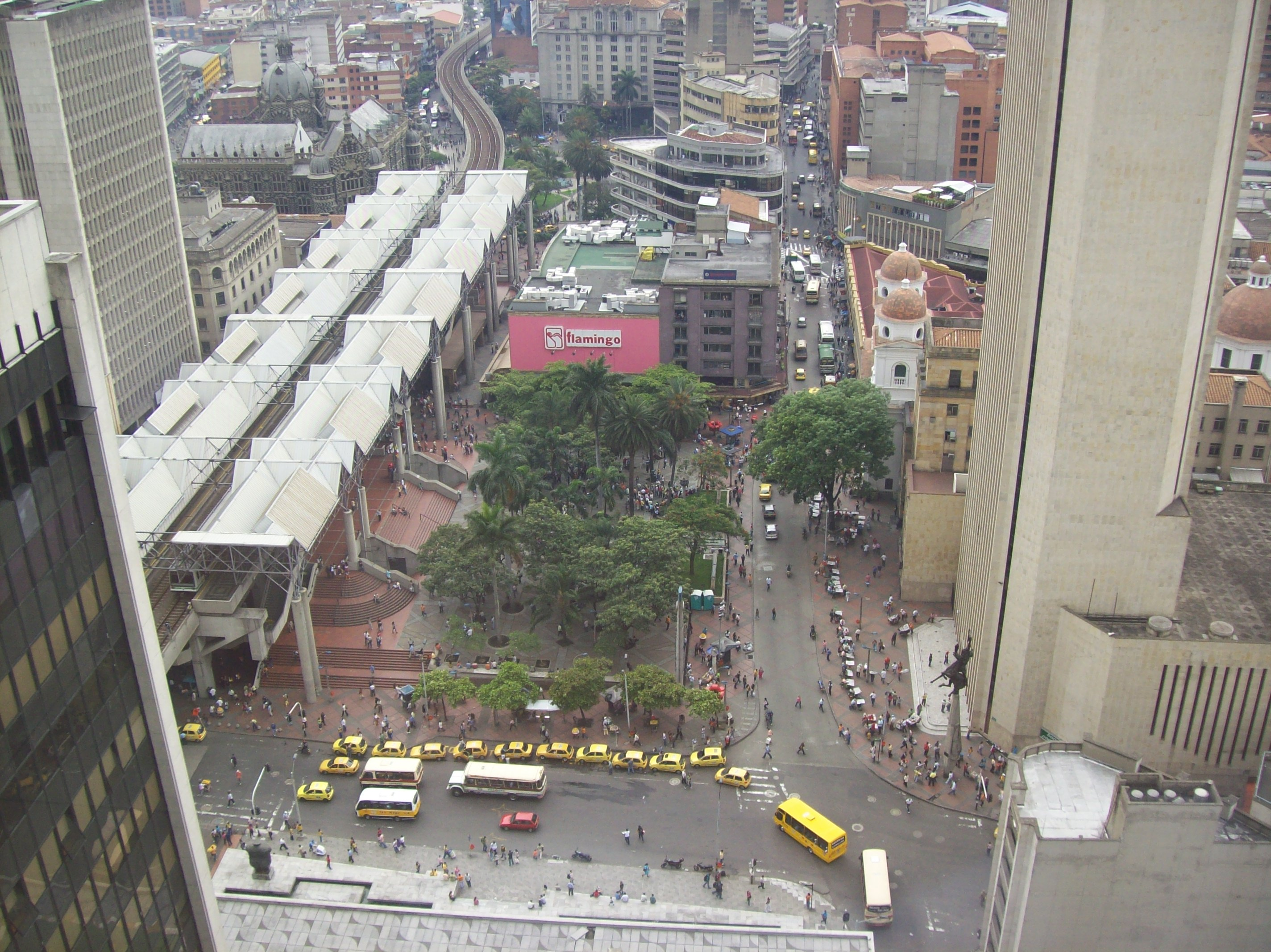
Parque de Berrío.

#### Plazas y plazuelas
- Plaza de San Antonio: construida en 1994, es la plaza de mayor extensión del centro de Medellín: tiene aproximadamente 33 000 m2. Es un lugar para el encuentro ciudadano y para la programación de eventos públicos. Tiene tres esculturas monumentales de Fernando Botero y otra escultura, El Portón de San Antonio, obra de Ronny Vayda. Generalmente, la gente la llama parque San Antonio.

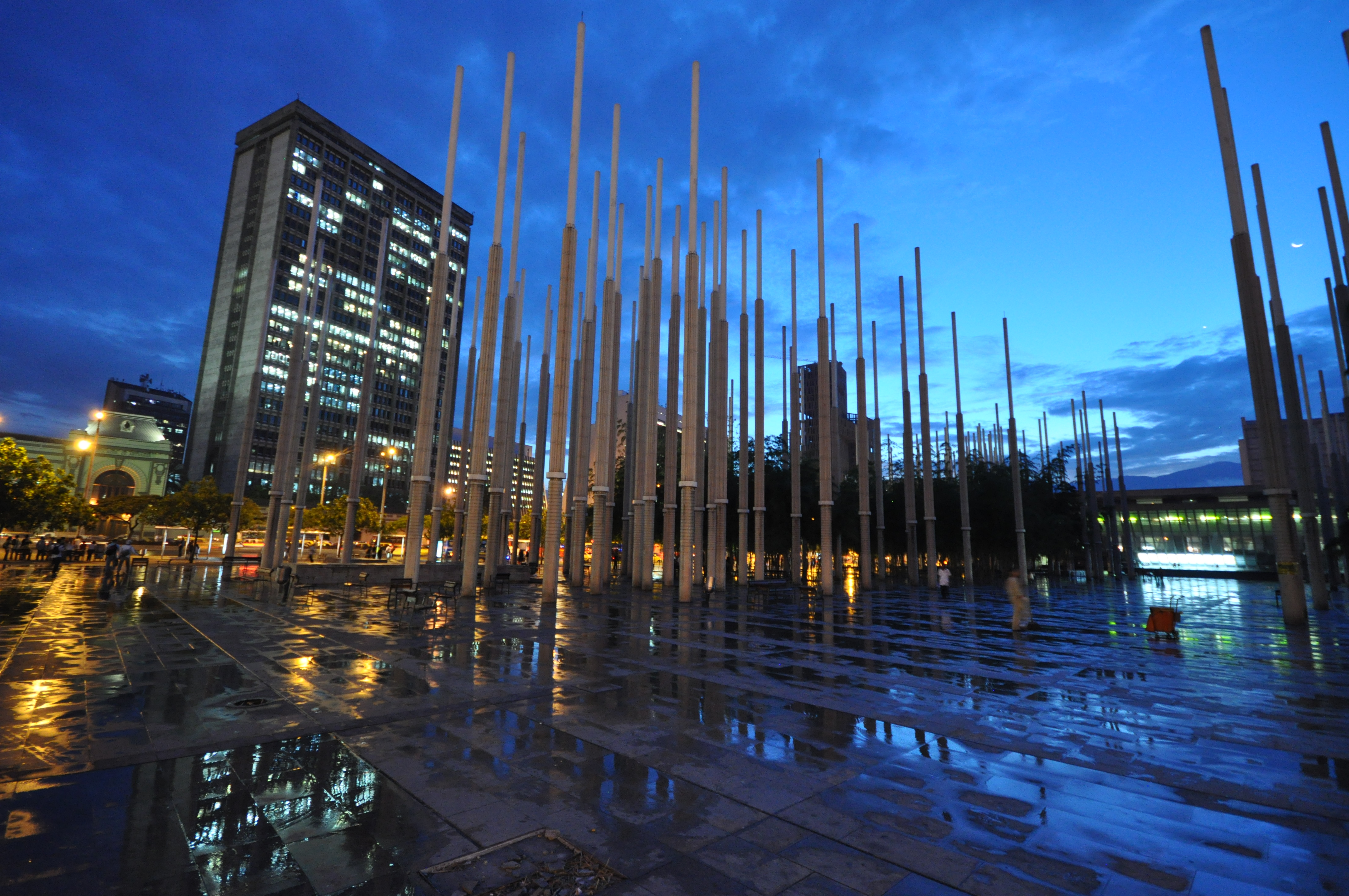
Plaza Cisneros.

- Plaza de Cisneros: ubicada entre la Biblioteca EPM y los Edificios Vásquez y Carre. Cuenta con un bosque de postes luminosos, de 24 metros de altura. Son 300 postes con 2100 reflectores (siete por torre), y 170 lámparas de piso. Estos elementos se mezclan, a su vez, con bambú, y fuentes de agua. Es una especie de bosque artificial, con espacios claros para el encuentro y concentraciones masivas.
- Plaza Botero: inaugurada en 2002, está ubicada al frente de la fachada principal del Museo de Antioquia. Cuenta con 7000 m2, en los cuales se exhiben de manera permanente en el espacio público, 23 esculturas monumentales realizadas por Fernando Botero. Recibió el premio Atila, que otorgó la revista Documentos de Arquitectura Nacional y Americana (Dana), de Argentina, y dio como ganadores de su Premio Atila 2003 al alcalde de Medellín, Luis Pérez, y al exdirector de patrimonio del Ministerio de Cultura, Konrad Brunner.
- Placita de Zea: data de finales del siglo XIX y aún tiene algunas casas con la arquitectura original; es también llamada plazoleta de Francisco Antonio Zea, pues en 1932, el escultor Marco Tobón Mejía elaboró la escultura de Francisco Antonio Zea. Solo hasta la década de 1950 el lugar adquirió características modernas.
- Plaza de la Libertad: ubicada en la zona de La Alpujarra, tiene unos 70 000 m2; cuenta con dependencias gubernamentales y privadas. Está diseñada como una plaza pública abierta al esparcimiento; es un centro de convergencia y articulación de las principales actividades y flujos peatonales que se desarrollan en el sector administrativo y cultural de la ciudad.
- Plazuela Nutibara: lugar histórico y representativo de la ciudad; en sus alrededores se encuentran ubicados edificios tradicionales que han sido catalogados como patrimonios de la ciudad: El Palacio de la Cultura, una de las edificaciones de mayor valor arquitectónico, antigua sede de la Gobernación de Antioquia, y el Hotel Nutibara; también está situada allí la fuente Cacique Nutibara, obra de Pedro Nel Gómez. Es vecina de la plaza Botero.

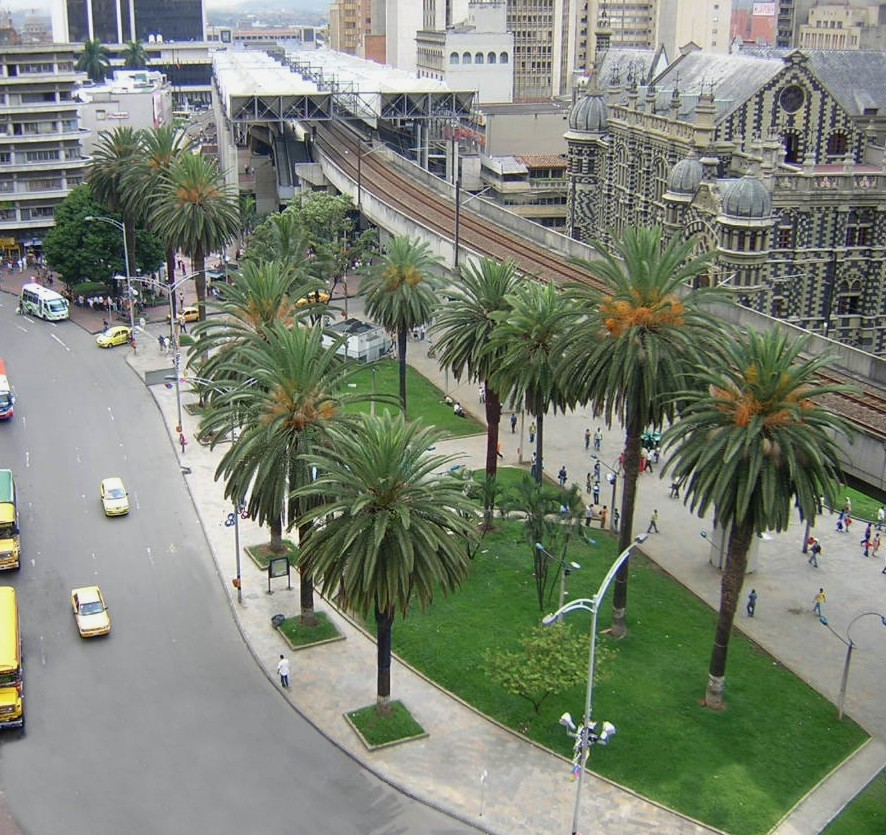
Plazuela Nutibara.

- Plazuela San Ignacio: lugar tradicional de la ciudad, en su costado oriental se ubican tres edificios históricos: el edificio San Ignacio, sede histórica de la Universidad de Antioquia; la iglesia San Ignacio, joya del barroco, y el Claustro San Ignacio, de estilo neoclásico del peridodo republicano en su parte exterior y con elementos góticos en el interior. En la plazuela se encuentran la estatua del general Francisco de Paula Santander, el busto de Marceliano Vélez y el monumento al primer centenario de la Universidad de Antioquia.
- Plazuela de La Veracruz: la iglesia de La Veracruz le da su nombre. Tiene una fuente de bronce y un monumento de mármol, homenaje al prócer de la independencia Atanasio Girardot.

### Vías de comunicación terrestre
La principal vía terrestre de la ciudad es el sistema vial del río, que cruza todo el Valle de Aburrá de sur a norte por ambos costados del río Medellín. Esta vía se conoce como "La Autopista Sur" en el costado occidental del río, y como "Avenida Regional" en el costado oriental del mismo. En el oriente de la ciudad, el Túnel de Oriente, el más largo de Suramérica (8,2 km), la comunica con el Aeropuerto Internacional José María Córdova y en el occidente, el Túnel de Occidente (5 km), la comunica con la ciudad colonial de Santa Fe de Antioquia. Adicionalmente están la "Autopista Medellín-Villeta-Bogotá" que va directo a la calle 80 al noroccidente de Bogotá, la "Carretera Las Palmas" y la antigua "Carretera al Mar" o Ruta Nacional 25.

## Nomenclatura
La nomenclatura en el distrito de Medellín está profundamente conectada con su estructura física, que se organiza en gran medida en un diseño de retícula, con vías numeradas de manera consecutiva. En este sistema, las vías que se orientan de norte a sur son clasificadas como calles, mientras que las que se extienden de oriente a occidente son conocidas como carreras. Además, en el paisaje urbano medellinense se encuentran otras denominaciones, como circulares, diagonales, transversales, entre otras; que se detallarán más adelante. 
Para mejorar la localización de las personas dentro de la ciudad, se utiliza la nomenclatura urbana, que se entiende como el mecanismo de identificación de calles y propiedades que integran el área de una ciudad o población, mediante signos numéricos y alfanuméricos. Este sistema tiene como finalidad referenciar la ubicación de edificaciones y lotes en relación con las vías adyacentes, señalando sus accesos. La nomenclatura se divide en dos categorías: nomenclatura vial y nomenclatura predial. En este apartado, se examinará la diferencia entre la nomenclatura vial, la nomenclatura domiciliaria y los componentes de esta última.

### Nomenclatura vial
La nomenclatura de las vías se refiere a la forma en que se designan las diferentes calzadas. En diversas naciones, esta designación puede estar asociada a nombres de figuras históricas, mientras que en Colombia se utiliza un sistema de numeración secuencial para identificar calles y carreras, como por ejemplo: calle 1, calle 2, calle 3; carrera 1, carrera 2 carrera 3, y así sucesivamente. Además de la identificación alfanumérica de las vías, se contempla la posibilidad de asignar nombres que representen a personas, países, ciudades, apellidos o elementos del ámbito urbano.
Habitualmente, los cruces de vías cuentan con dos placas, ubicadas en dos de los terrenos esquineros de cada cruce, donde cada placa se coloca directamente en la parte superior del primer piso o en la parte inferior del segundo piso del inmueble. Los propietarios de la edificación donde se instalen dichas placas de señalización urbana están obligados a realizar una vigilancia y mantenimiento continuos. En caso de que las mismas se deterioren, será su responsabilidad restaurarlas, y si han sido retiradas, deberán ser repuestas de acuerdo con las especificaciones que se detallan en este en el Plan de ordenamiento territorial.
A continuación, se detallan los términos clave que son relevantes para las vías en Medellín: 
Vía
Es el área, ya sea de acceso público o privado, que se utiliza para el tránsito de vehículos o personas o ambos.
Vía principal
La vía que da acceso principal al predio se compone de tres partes: la categoría de la vía, una identificación alfanumérica y el sector geográfico correspondiente, en caso de que la vía pertenezca a uno.
Vía privada
Es el espacio asignado al movimiento de vehículos o individuos o ambos, que se encuentra dentro de un terreno privado y que se utiliza de manera exclusiva.
Vía generadora
Esta vía es la de menor denominación numérica que se cruza con la vía principal y se utiliza para la formulación de nomenclatura predial, la cual varía en función de la localización de cada predio.

### Nomenclatura predial o domiciliaria
El acuerdo municipal número 253, promulgado el 1 de diciembre de 1934, permite a la ciudad de Medellín adoptar un plan general de nomenclatura que establece las bases del sistema de nomenclatura vigente. En este acuerdo se determina que la nomenclatura de la ciudad pasará de ser descriptiva a un sistema exclusivamente numérico y secuencial. La carrera 50 Palacé; y la Calle 50 Colombia); se designan como los orígenes del sistema, que se utilizará para definir la nomenclatura domiciliaria de viviendas y establecimientos, «…se hará en la siguiente forma: cada puerta llevará una placa que tenga dos números separados por un guion y que indican: el primero, el número de la calle o carrera de numeración más baja entre las dos que la comprenden; y el segundo, la distancia en metros aproximada a la esquina de la misma calle. Las placas de lado derecho, siguiendo la numeración, llevarán esta distancia en números pares; y las placas del lado izquierdo, siguiendo también la numeración, llevarán estas distancias en números impares».
La ciudad cuenta con una nomenclatura que ha sido definida por el acuerdo número 46 de 2006, denominado Plan de Ordenamiento Territorial. Este sistema permite identificar las vías vehiculares y peatonales, así como los predios y edificaciones en una malla urbana o rural.

#### Composición de las direcciones
A cada inmueble se le asigna un identificador alfanumérico único. Este identificador se divide en dos secciones: la nomenclatura de la vía principal y la placa domiciliaria. La placa domiciliaria incluye dos componentes: comienza con el tipo de vía generadora, seguido de un número que puede tener hasta tres dígitos, el cual puede ir acompañado de un apéndice alfabético que no exceda de dos letras, desde la A hasta la HH. También se incluye una orientación, que debe ser ESTE para las Carreras y SUR para las Calles; y la distancia al cruce. El primer identificador se determina a partir de la vía de menor denominación que define la cuadra donde se ubica el acceso al inmueble. El segundo identificador se refiere a la distancia en metros entre la esquina que se forma por la intersección de la vía de menor categoría y la vía que proporciona el acceso principal al predio, ajustándose al número par o impar que le corresponda. Si el predio está situado a la derecha de la calle o carrera, se le asignará un número par; si está a la izquierda, se le asignará un número impar, siguiendo el sentido de la numeración de los ejes viales. La placa domiciliaria se suele instalar en un lugar visible, en la parte superior de la puerta de acceso, en una orientación horizontal, y debe estar suficientemente iluminada para facilitar su identificación en horas nocturnas. Los caracteres deben ser elaborados con una altura mínima de nueve centímetros.
La nomenclatura de un bien inmueble se compone de tres partes clave: la vía principal, la placa y el complemento.

##### Vía principal
Corresponde a la vía pública en la que se encuentra el acceso principal de la edificación. Esta vía facilita la identificación y numeración de la red vial, que incluye calles, carreras, diagonales, transversales y avenidas, entre otros. Se descompone en siete componentes: tipo de vía, número o nombre común de la vía principal, letra que acompaña la nomenclatura principal, número secundario que acompaña la nomenclatura principal, letra secundaria que acompaña la nomenclatura principal o número subsecundario y cuadrante o sector geográfico.
1. Tipo de vía: la orientación y el diseño de una vía son criterios que permiten su clasificación en diferentes tipos:
  1. Calle: Se clasifican como calles aquellas vías que tienen una orientación aproximada de este a oeste, y su numeración se incrementará desde la calle 50 (Colombia) hacia el norte, mientras que disminuirá en la dirección opuesta a partir de esa vía. Cuando se agota la numeración de las calles, se utiliza el apéndice Sur. En este sentido, la calle 1 se alinea con el punto cero (0) en el eje de la vía, de modo que la calle 1 se encuentra en el costado norte y la calle 1 Sur (1 S) en el costado sur. Es abreviada comúnmente como CL o CLL.[167][158]
  2. Carrera: Las vías que se conocen como carreras presentan una orientación sur-norte, y su numeración aumentará a partir de la carrera 50, Palacé; hacia el occidente, mientras que disminuirá en sentido opuesto hacia el oriente. Cuando la numeración de las carreras se ha completado, se recurre al apéndice Oriente. En este contexto, la carrera 1 se asocia con el punto cero (0) en el eje de la vía, de la siguiente manera: Carrera 1 (1) representa su lado occidental, mientras que carrera 1 Oriente (1 O) designa su lado oriental. Es comúnmente abreviada como CR o KR.[168][169]
  3. Transversal: Se entiende por transversales aquellas vías cuya orientación no coincide con la de las calles en el sector, aunque se asemejan a ellas: orientación de sur a norte. La numeración de las transversales se lleva a cabo siguiendo la numeración de las calles del sector. Abreviada TRV o TV[170][169]
  4. Diagonal: Se consideran diagonales las vías cuya dirección no coincide con la de las carreras en el sector, aunque presentan una orientación similar, de sur a norte. La numeración de estas diagonales es asignada en función de la numeración de las carreras correspondientes en el sector. Su abreviatura puede ser DGNL, DGN o DG[170][169]
  5. Circular: Aquellas vías que exhiben un alineamiento horizontal similar a segmentos de círculo son denominadas circulares. En el distrito de Medellín, esta designación es utilizada únicamente en la comuna 11 Laureles-Estadio, en las proximidades de la Universidad Pontificia Bolivariana.[171] Comúnmente abreviada CQ.[169]
  6. Avenida: Se recurre al término avenida junto al nombre tradicional de una vía para poner de relieve su importancia. La utilización de la denominación avenida tiene exclusivamente este carácter; su numeración se establece en relación con la calle o carrera más cercana. Puede vérsele abreviada como AVD o AV.[172][173]
  7. Sendero: Se entiende por estos espacios aquellos que, ya sean de carácter público o privado, están habilitados para el desplazamiento de personas a pie.[174]
  8. Pasaje: Se trata de un espacio, que puede ser público o privado, destinado a la movilidad peatonal, a través del cual se facilita el acceso a lotes internos de un predio o la posibilidad de transitar de una vía a otra.[175][173]
2. Número o nombre común de la vía principal: este concepto se refiere a un valor numérico o a un nombre común que designa la vía según su orden secuencial en la malla vial. Por lo general, las avenidas o vías principales están asociadas a un nombre común. Ejemplos de tales nombres son: AV CARABOBO, AVENIDA BOLÍVAR, AV SAN JUAN, AV AYACUCHO, etc. Este nombre representa el primer número del orden secuencial de la vía en la malla vial y se anota después del tipo o nombre de la vía; AV CARABOBO KR 52, AVENIDA BOLÍVAR KR 50, AV SAN JUAN CL 44, AV AYACUCHO CL 49.
3. Letra que acompaña a la nomenclatura principal: La utilización del campo alfabético permite diferenciar las vías intermedias que se sitúan entre las vías con numeración consecutiva. Por lo tanto, es crucial emplear un ordinal que mantenga un orden lógico y secuencial. Un ejemplo representativo es: AV 6A # 28 NORTE - 09 AP 201.
4. Letra secundaria que acompaña la nomenclatura principal: Se asigna un campo numérico secundario en situaciones donde hay vías intermedias localizadas entre vías primarias que ya han sido subdivididas con letras. Este campo debe seguir un orden lógico y secuencial. Por ejemplo, en AV 6AA # 28 NORTE - 09 AP 201, cuando existe una vía intermedia entre 6A y 6B, se numeraría como 6AA.
5. Cuadrante o sector geográfico, Sur y Oeste: La estructura urbana de Medellín se compone de sectores geográficos que establecen áreas específicas dentro de la ciudad, determinadas por su relación con la calle 1 y la carrera 1. Estos sectores son consecuencia de la disposición topológica, que se extienden paralelamente en ambas direcciones, lo que podría resultar en la duplicación de cruces viales. La ciudad se divide en dos sectores geográficos: el sector de calles sur, a partir del punto en que se agota la numeración de las calles, exactamente en la Calle 1; el sector de carreras este a partir del punto en que se agota la numeración de las carreras, exactamente en la carrera 1.
  1. Sector de calles sur: Desde la calle 1 hasta los límites con los municipios de Envigado e Itagüí las calles se califican con SUR y las carreras carecen de sector geográfico. Ejemplo: Calle 10 Sur, 11 Sur, etc.
  2. Sector de carreras este: Desde la carrera 1 hasta los límites con el municipio de Rionegro, abarcando la parte más al este de la comuna 9 Buenos Aires y la zona urbana del corregimiento de Santa Elena; las carreras se califican con ESTE y las calles carecen de sector geográfico. Ejemplo: Carrera 8 Este, Carrera 47A Este.

##### Placa
Identifica la ubicación de la entrada principal desde la vía de cruce más cercana y de menor clasificación. Esta es la segunda porción de la dirección, que se diferencia de la primera parte a través del carácter que representa la palabra número (#) y se segmenta en seis campos:
1. Tipo de vía generadora o cruce: Se define como un punto de convergencia con la vía de cruce más cercana al acceso, en un orden secuencial dentro de la red de carreteras. Las vías generadoras pueden ser clasificadas según su orientación y diseño en las siguientes categorías: Calle, Carrera, Transversal, Diagonal, Circular, Avenida, Sendero y Pasaje.
2. Número de la vía generadora: El valor numérico que se asigna a la vía, en este caso, se refiere a la vía generadora o de cruce. Este número representa la primera posición en el orden secuencial de la vía dentro de la red vial y se registra después de la tipificación de la vía generadora. Ejemplos: Calle 1, Carrera 1, Circular 1a, etc.
3. Letra que acompaña la vía generadora: La utilización del campo alfabético es crucial para distinguir las vías intermedias entre aquellas que están numeradas de forma consecutiva. Por ello, es necesario adoptar un ordinal diferente que se ajuste a un orden lógico y secuencial. Ejemplos Calle 33, Calle 33A, Calle 33B; etc.
4. Letra secundaria que acompaña la vía generadora: Un campo alfabético, que incluye una letra secundaria, subdivide las vías de manera comparable a lo anterior, en este caso ya clasificadas con una letra más otra letra. Ejemplos: Calle 33B, Calle33BA, Calle 33BB, Calle 33C; etc.
5. Cuadrante o Sector Geográfico, Sur y Oeste: Este campo especifica el cuadrante geográfico al que pertenece, en este contexto, la vía generadora. Ejemplos: Carrera 1, Carrera 1 Sur, Carrera 1A Sur, Carrera 1AA Sur, Carrera 2 Sur; etc.
6. Número de la placa: En términos generales, el valor numérico indica la distancia aproximada en metros desde el punto de intersección entre la vía principal y la vía generadora hasta el acceso del predio. Los números ubicados a la derecha de la vía son pares, mientras que los situados a la izquierda son impares, avanzando en un orden ascendente en relación con las vías de cruce. Este valor corresponde al segundo campo de la placa domiciliaria o predial, que es el número que sigue al guion.

##### Complemento
Este componente opcional está vinculado a la numeración interna de las unidades jurídicas, tales como apartamentos, garajes y depósitos. En situaciones donde hay unidades o conjuntos con acceso común, esta sección de la dirección facilita la identificación de cada unidad dentro del conjunto. Es la tercera y última parte de la dirección.
1. Complemento 1, AGRUPACIÓN, CIUDADELA, PARCELACIÓN, URBANIZACIÓN, etc.: Este campo se refiere a la información complementaria inicial, que describe el aspecto más amplio y general del conjunto, el cual puede determinar la condición y/o localización del predio dentro del lote, así como en un núcleo residencial o comercial en un terreno físicamente delimitado. Si el conjunto solo tiene una unidad mínima, es preciso especificarlo. Ejemplo: AV 6 # 28 SUR - 09 URBANIZACIÓN FICTICIA 2 BLQ 1A AP 201.
2. Número de Complemento 2: Este campo alfanumérico se relaciona con la unidad predial que contiene el identificador del elemento a este nivel. Un ejemplo representativo es: AV 6 # 28 SUR - 09 URBANIZACIÓN FICTICIA 2 BLQ 1A AP 201.
3. Complemento 2, CONJUNTO, EDIFICIO, ENTRADA, PLANTA, etc.: Este campo se refiere a la segunda información adicional, que indica el aspecto general del conjunto, el cual puede definir la situación o ubicación o ambas, del inmueble dentro del lote, así como en un núcleo residencial o comercial en un terreno con límites físicos. Si el conjunto solo cuenta con tres unidades, es necesario especificar hasta este punto. Ejemplo: AV 6 # 28 SUR - 09 URBANIZACIÓN FICTICIA 2 BLQ 1A AP 201.
4. Número de Complemento 2: El campo alfanumérico mencionado hace referencia a la unidad predial que alberga el identificador del elemento a este nivel. Por ejemplo: AV 6 # 28 SUR - 09 URBANIZACIÓN FICTICIA 2 BLQ 1A AP 201.
5. Complemento 3, PISO, LOCAL, OFICINA, MANZANA, etc.: Este campo se relaciona con la tercera y última información adicional, que indica el aspecto más particular del conjunto que puede definir la condición y/o localización del inmueble dentro del lote, núcleo residencial o comercial en un terreno que está físicamente delimitado. Por ejemplo: AV 6 # 28 SUR - 09 URBANIZACIÓN FICTICIA 2 BLQ 1A AP 201.
6. Número de Complemento 3: Este campo alfanumérico se relaciona con la unidad predial que contiene el identificador del elemento a este nivel. Un ejemplo ilustrativo sería: AV 6 # 28 SUR - 09 URBANIZACIÓN FICTICIA 2 BLQ 1A AP 201.

### Nomenclatura urbana
La nomenclatura urbana entrega la información pertinente que debe incluirse en el registro de direcciones y en la información de referencia. La identificación, el contenido y la organización de esta información son la base para la comparación, búsqueda y posterior localización de puntos de acceso en la red vial.
Al integrar todos estos elementos, se forma la nomenclatura urbana, que se estructuraría de la siguiente manera:
| Nomenclatura urbana | AV 6 # 28 SUR - 09 AP 201 |
| Vía principal       | AV 6                      |
| Placa domiciliaria  | 28 SUR - 09               |
| Vía generadora      | 28 SUR                    |
| Número de placa     | 09                        |
| Complemento         | AP 201                    |

| Vía principal | Placa domiciliaria         | Placa domiciliaria | Placa domiciliaria                              | Complemento |
| AV 6 #        | 28 SUR                     | -                  | 09                                              | AP 201      |
|               | Cruce calle Vía generadora |                    | Distancia de la esquina a la entrada del predio |             |

### Nomenclatura de los corregimientos
Las vías también difieren en nomenclatura de acuerdo a su ubicación, ya que estando en la zona urbana de la ciudad, todas se rigen por la misma denominación vial. Pero en los corregimientos, al tener su cabecera urbana por aparte, su nomenclatura era propia, debido a su lejanía de la zona urbana de Medellín. Con el nuevo Plan de Ordenamiento Territorial (POT), la idea es integrarlos a la nomenclatura vial de Medellín y el área metropolitana del Valle de Aburrá (excepto los municipios de Bello e Itagüí que poseen su propio sistema de nomenclatura).
- La zona urbana del corregimiento de Altavista no requería intervención, ya que su nomenclatura siempre ha estado integrada a la de la ciudad en las zonas de los centros poblados San Pablo, Altavista, El Corazón y Aguas Frías, cercanas a la Comuna de Belén.
- Los otros corregimientos están siendo integrados paulatinamente al sistema vial de la ciudad. El primero fue el corregimiento de San Cristóbal, debido a que los terrenos de la zona urbana de la ciudad en expansión en la zona de Robledo ya llegan hasta allí. Por ejemplo, el cruce de la calle 10 con la calle 10, en el parque principal, se transformó en la calle 62 con carrera 130, y vías más arriba se puede hallar la carrera 150, en cercanías con el Túnel de Occidente.
- Años después, el turno le correspondió a San Antonio de Prado, quedando entre la carrera 54, en límites con el municipio de Itagüí y la carrera 90, y entre las calles 34 Sur y 73 Sur, en límites con el municipio de La Estrella.
- Actualmente se hace lo propio con el corregimiento Santa Elena, al oriente de la ciudad, donde ahora el cruce de la vía principal con la que conduce al sector de El Tambo y parque Arví se puede referenciar como la intersección entre la carrera 35 Este con la calle 19.

Con esto, el único corregimiento con nomenclatura propia hasta la fecha es el de San Sebastián de Palmitas.
En las veredas de cada corregimiento no se utiliza nomenclatura vial, debido a la escasez de concentración urbana.

## Sociedad

### Medios de comunicación

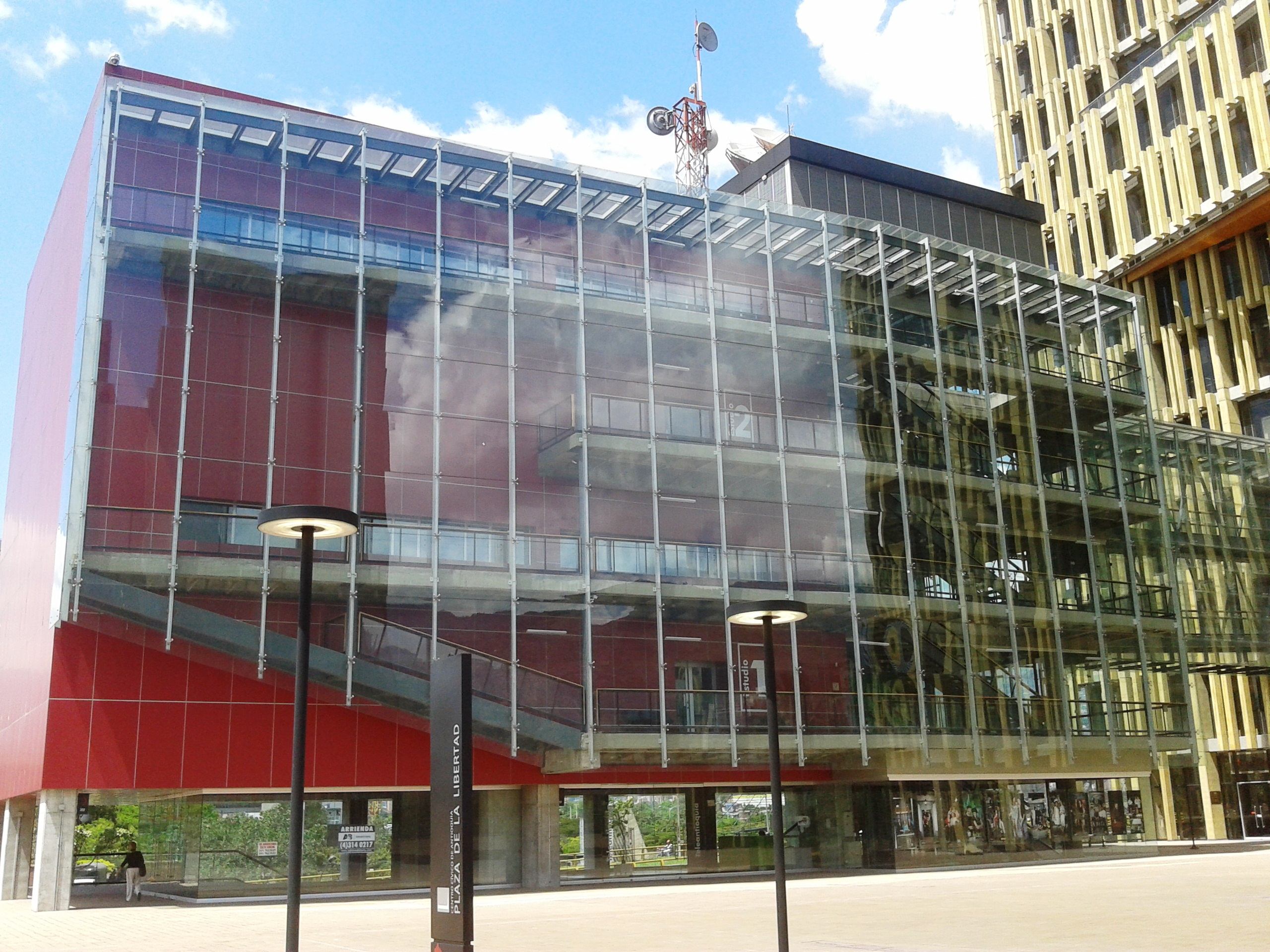
Estudios de Teleantioquia en la plaza de la Libertad.

#### Telecomunicaciones
Las telecomunicaciones de la ciudad están representadas desde los teléfonos públicos, pasando por redes de telefonía móvil, redes inalámbricas de banda ancha, y centros de navegación o cibercafés, entre otras. La principal empresa en este sector es Tigo, filial de Millicom; también están presentes Claro (de América Móvil) y Movistar (de Telefónica).
En la ciudad funcionan los seis operadores de telefonía móvil de cobertura nacional, de los cuales tres son operadores móviles con red: Claro, Movistar y Tigo; los otros tres son operadores móviles virtuales: Uff Móvil, Virgin Mobile y ETB. La empresa WOM es en parte un operador virtual, pero actualmente está desplegando su propia red.

#### Televisión
En la ciudad se sintonizan varios canales de televisión de señal abierta terrestre: los canales locales Telemedellín y Canal U y un canal regional (Teleantioquia), y los 5 canales nacionales, los 3 privados: Caracol Televisión, Canal RCN y Canal 1, y los 2 públicos: Canal Institucional y Señal Colombia).

#### Radio
En la ciudad están establecidas en todo el espectro emisoras en AM y FM, tanto de cobertura local como nacional, de las cuales la mayoría son manejadas por Caracol Radio o RCN Radio, aunque hay otras emisoras independientes de amplia sintonía, como Todelar y Super. 

#### Periódicos
En Medellín y Antioquia circula un diario de cobertura regional: El Colombiano (propio de Medellín), e igualmente los de tiraje nacional El Tiempo y El Espectador, y los diarios Publimetro y ADN que son de circulación gratuita.

### Vida nocturna

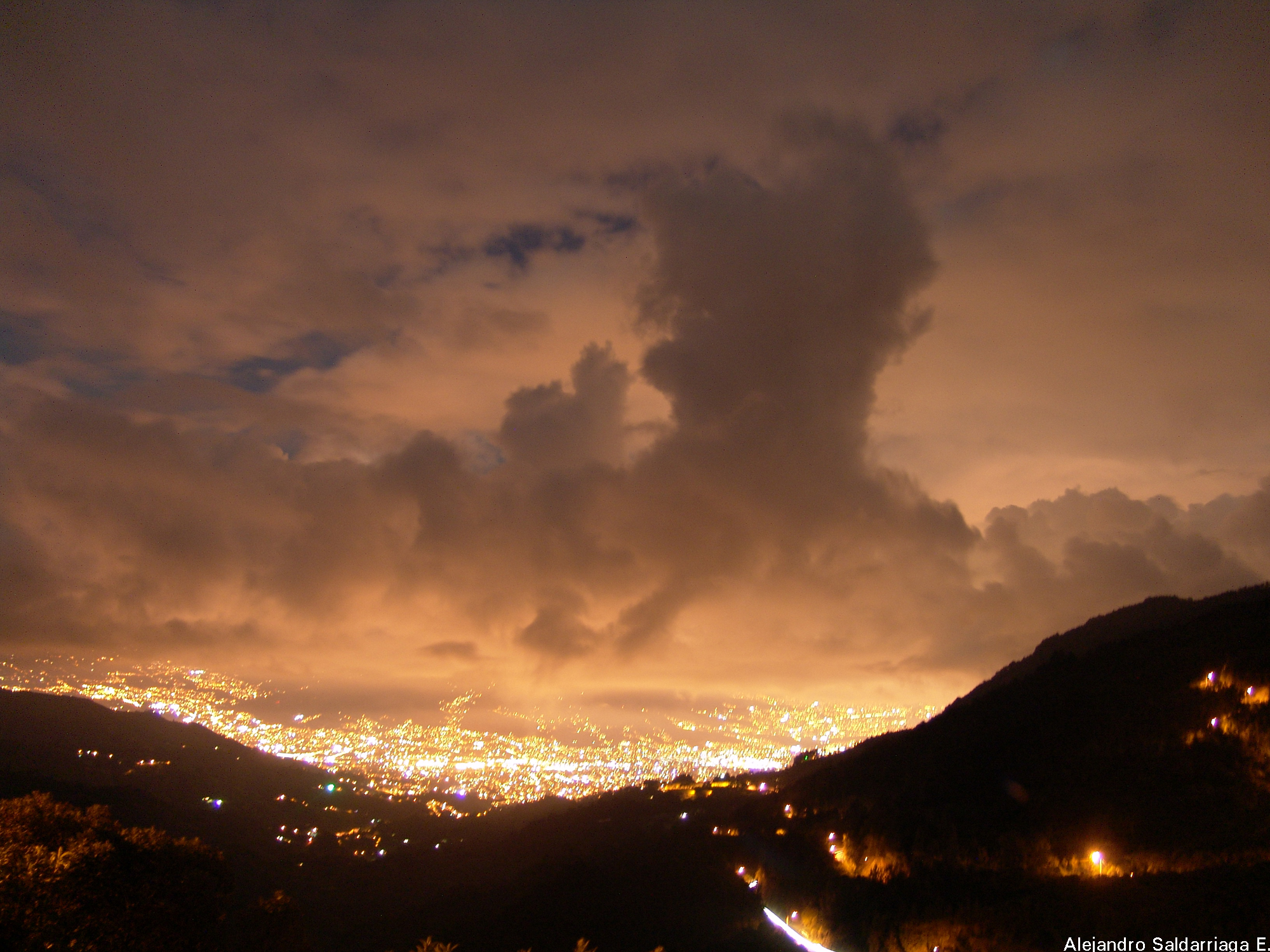
Panorámica nocturna de la ciudad desde el Alto de Las Palmas.

Uno de los lugares más apetecidos de Medellín es su Zona Rosa conocida como la "milla de oro", un sector ubicado en El Poblado cuyo punto de referencia es el Parque Lleras. Este parque es bastante concurrido pues alberga, tanto en su perímetro como en sus alrededores, numerosos bares, cafés y restaurantes. La Zona Rosa abarca también el Parque del Poblado y parte de la calle 10.
El barrio Colombia también cuenta con bares y discotecas populares. Igualmente, la avenida Las Palmas se ha consolidado como un sector dedicado a la vida nocturna, en especial los fines de semana. De igual manera en el occidente de la ciudad, en la calle 33, se han asentado numerosos establecimientos. El epicentro de la llamada Zona Fucsia (en contraposición a la Zona Rosa) es el Parque del Periodista, ubicado en el centro y en donde confluyen numerosas tribus urbanas.

## Cultura
Entre los principales artistas medellinenses figuran Fernando Botero, Rodrigo Arenas Betancur y Débora Arango. En música se destacan Juanes, J Balvin, Farina, Maluma, Karol G, Piso 21, Sebastián Yatra, Camilo Echeverry. También han surgido bandas como Estados Alterados, Bajo Tierra, Ekhymosis y Kraken.
Los principales centros culturales de la urbe son el Museo de Antioquia y la plaza Botero. En la ciudad anualmente tiene lugar el Festival Internacional de Poesía, un evento de carácter cultural que se realiza desde 1991; es también destacada la Orquesta Infantil y Juvenil de Medellín. Además es la ciudad colombiana con mayor cantidad de esculturas en pie, y la gastronomía antioqueña es la más representativa de la región. Adicionalmente, el reguetón es una tendencia fuerte en la ciudad: existen más de 300 grupos conformados, se hacen más de 200 conciertos por año y hay varias discotecas dedicadas exclusivamente al género.

### Bibliotecas
Medellín y el área metropolitana cuentan con una "Red de Bibliotecas", un conjunto de bibliotecas comunicadas entre sí que comparten recursos, esfuerzos, conocimientos y experiencias con el fin de mejorar las condiciones educativas y culturales de las comunidades que atienden. La red está conformada por 36 bibliotecas, de las cuales 24 corresponden a Medellín.
- Biblioteca Pública Piloto, fundada en 1952 gracias a un convenio con la Unesco, actualmente es una dependencia del municipio de Medellín y atiende a 120 000 usuarios al mes. Entre su patrimonio figuran la Sala Antioquia, que posee la más completa colección bibliográfica del departamento, y el Archivo Fotográfico, que contiene más de 1,5 millones de fotogramas, y cubren desde 1849 hasta nuestros días. También guarda los archivos personales de eminentes literatos como Manuel Mejía Vallejo y Carlos Castro Saavedra, y la biblioteca de León de Greiff, entre otros. Su videoteca posee más de 7000 títulos.
- Biblioteca EPM, inaugurada el 2 de junio de 2005, está ubicada en el centro de la ciudad, en frente de la plaza Cisneros. Registra un promedio diario de unos 1700 usuarios, 400 préstamos y 610 usuarios del servicio de Internet. Ciencia, industria, medio ambiente y tecnología son las áreas de especialidad de la Biblioteca.
- Biblioteca Planeación Metropolitana; fue establecida en 1967; se localiza en el edificio de la alcaldía, en el centro administrativo "La Alpujarra". Sus colecciones se especializan en las áreas de planeamiento urbano, Administración Pública, y el aérea relativa a Medellín.

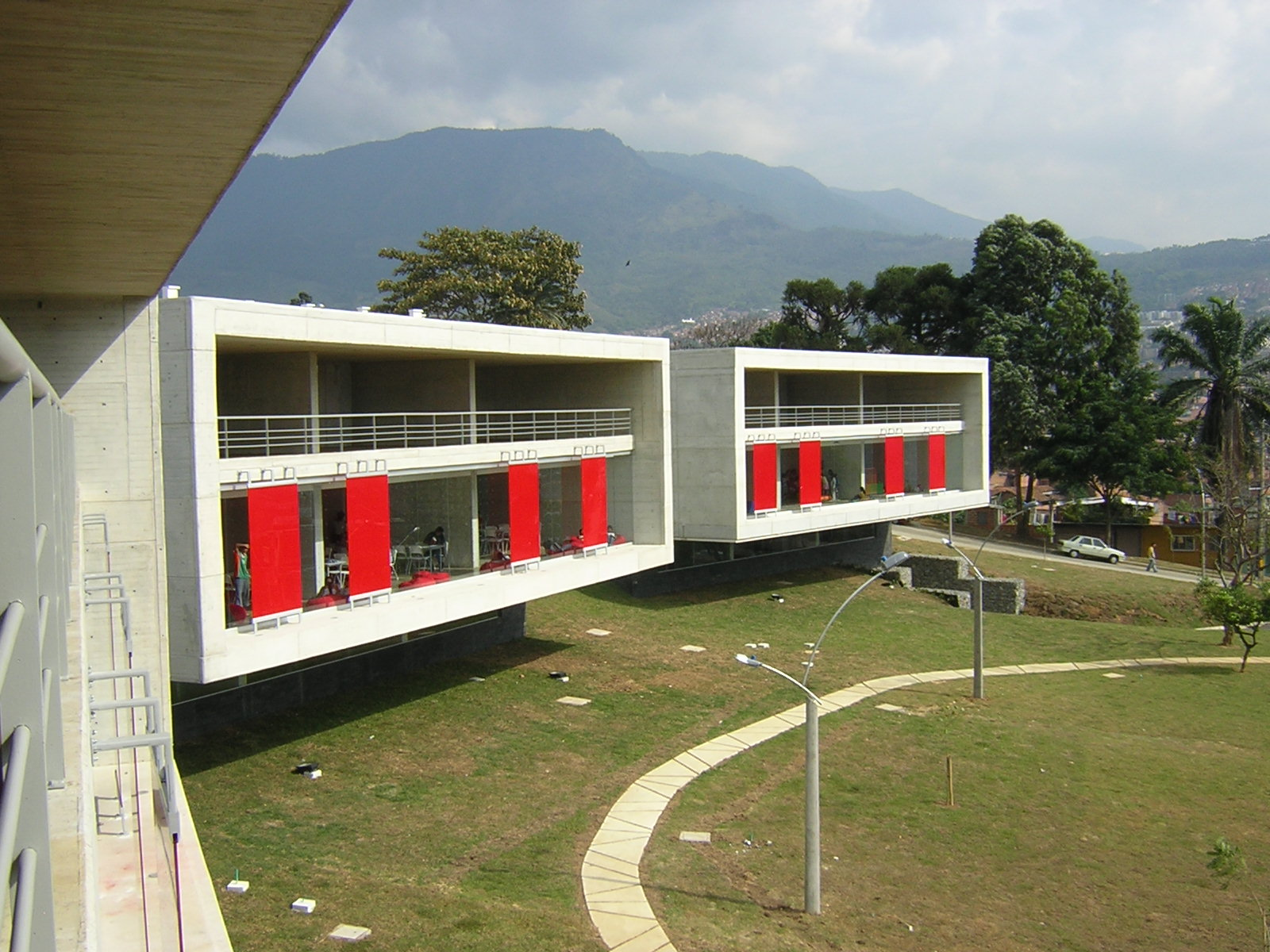
Biblioteca León de Greiff.

- Biblioteca Presbítero José Luis Arroyave[cita requerida], inaugurada el 31 de diciembre de 2006 y más conocida como “Parque biblioteca San Javier”, cuenta con 4000 m2 de área construida.
- Biblioteca León de Greiff, inaugurada el 17 de febrero de 2007, más conocida como “parque biblioteca La Ladera”, cuenta con 4200 m2 de área construida.

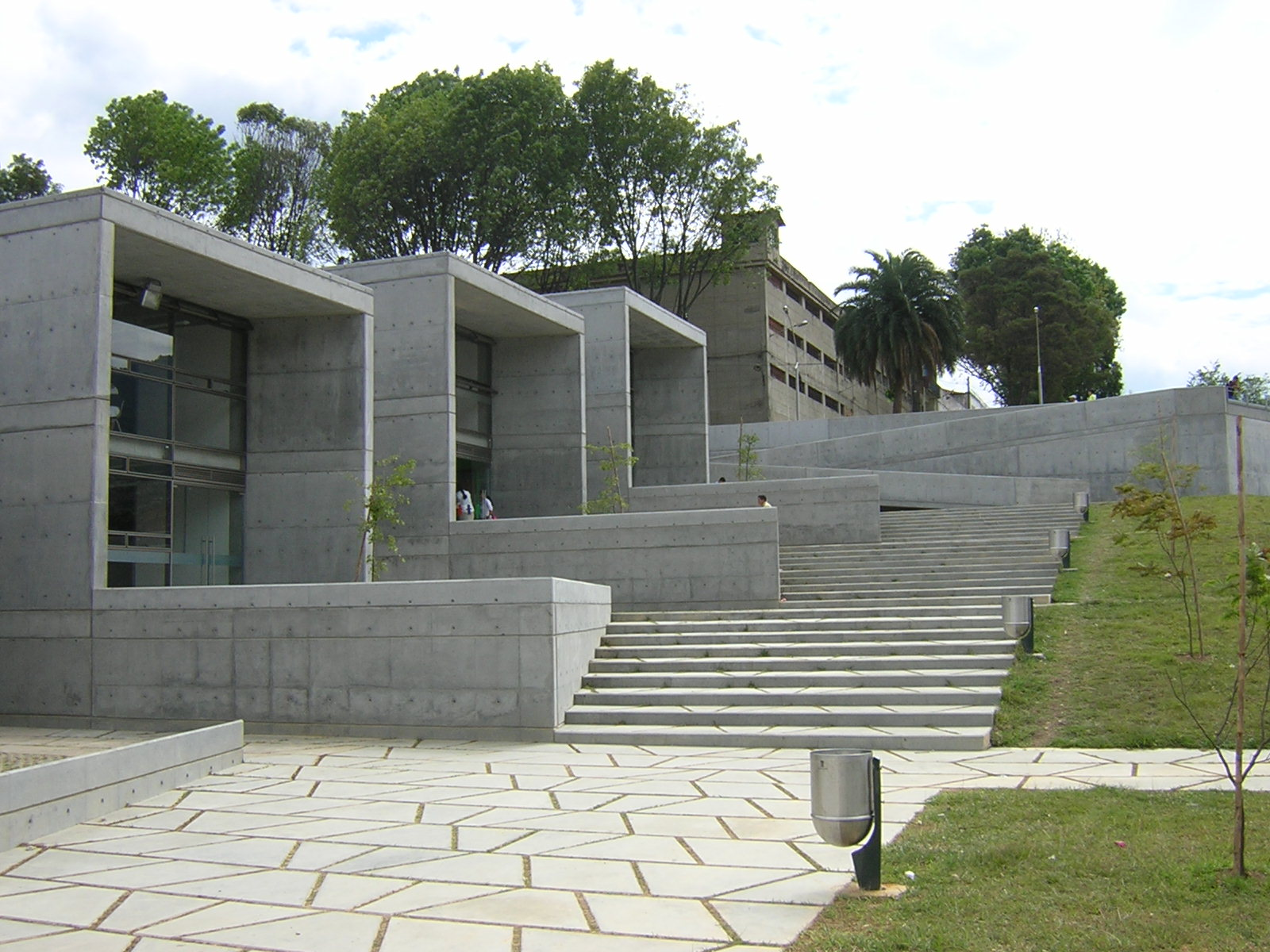
Biblioteca San Javier.

- Biblioteca Tomás Carrasquilla, inaugurada el 10 de marzo de 2007, más conocida como “parque biblioteca La Quintana”, cuenta con 4500 m2 de área construida.
- Biblioteca España, inaugurada el 24 de marzo de 2007, más conocida como “parque biblioteca Santo Domingo”, cuenta con 2960 m2 de área construida y una edificación en forma de 3 rocas.

Bibliotecas públicas y universitarias no adscritas a la Red de Bibliotecas
- Biblioteca Central Universidad de Antioquia: la más antigua y grande de Medellín y la de mayor riqueza en colecciones de libros y revistas. Con un área de 12 008 m2, posee un catálogo de 650 000 textos de consulta. Y entre su patrimonio cuenta con la colección sobre Antioquia más completa de Colombia, desde el siglo XVIII hasta la fecha, y con archivos de periódicos nacionales desde mediados del siglo XIX hasta hoy. Tiene un promedio de 5300 usuarios al día.
- Biblioteca Central Universidad Nacional de Colombia: la Biblioteca "Efe Gómez" de la Universidad Nacional cuenta con un edificio inaugurado en 1997 pero actualmente remodelado, el cual centralizó las bibliotecas de las facultades de Ciencias Agropecuarias, Ciencias, Arquitectura y Ciencias Humanas que se encontraban dispersas por el campus. Además, está también la biblioteca de la facultad Nacional de Minas, que se encuentra en el núcleo de Robledo de la Universidad al occidente de la ciudad.
- Biblioteca del Concejo de Medellín: fue inaugurada en 1988; se localiza en el edificio del Concejo, en el centro administrativo "La Alpujarra". Sus colecciones se especializan en las áreas de Derecho, Ciencias Políticas y Sociales, Administración Pública, y el área relativa a Medellín.
- Biblioteca Museo de Antioquia: ubicada en la antigua sede del museo y llamada ahora Casa del Museo (Ala Experimental del Museo). En ella se encuentra material especializado en arte. Además, cuenta con una colección de artículos de prensa y documentos históricos.

También son de destacar las bibliotecas centrales de las universidades privadas Pontificia Bolivariana y EAFIT, las cuales mantienen material bibliográfico sobre distintas disciplinas.

### Museos
- El Museo de Antioquia, fundado en 1881, es el más importante de la ciudad. Alberga una colección de más de 5000 piezas que incluyen desde material arqueológico hasta arte contemporáneo. Desde 2000, la institución tiene como sede el antiguo Palacio Municipal de Medellín. El museo conserva una colección de 126 pinturas de Fernando Botero y colecciones de 21 artistas internacionales, como Antoni Tàpies, Roberto Matta y Rauschenberg. Junto a ellas se encuentran también once murales monumentales de Pedro Nel Gómez, la obra del pintor pionero Francisco Antonio Cano y la de la artista Débora Arango, así como las esculturas de Marco Tobón Mejía, entre otros trabajos exponentes del arte antioqueño. El parque de las Esculturas exhibe además 23 esculturas de Botero, conformando una galería a cielo abierto con parte de las obras más importantes del maestro.[182]
- El Museo de Arte Moderno de Medellín (MAMM), fue fundado en 1978 por un grupo de artistas perteneciente a la llamada “generación urbana” con el fin de despertar el interés del público por el arte moderno y contemporáneo. Desde su fundación, no existieron limitaciones para el campo de las artes, la plástica, el cine, la arquitectura, el diseño industrial y la crítica, entre otras manifestaciones artísticas contemporáneas. Comenzó a funcionar el 22 de abril de 1980 en su sede original del barrio Carlos E. Restrepo; en 2009 abrió su nueva localización en el antiguo edificio de los Talleres Robledo y en 2010 recibió cerca de 208 000 visitantes.[183] Uno de sus mayores motivos de interés es la colección de casi la totalidad de las obras de la pintora antioqueña Débora Arango. Otro de sus atractivos consiste en las proyecciones de cine-arte que acostumbra llevar a cabo. Asimismo, es sede de la Bienal Internacional de Video, en septiembre.
- El Museo Universitario Universidad de Antioquia fue creado en 1942; está ubicado en la Ciudad Universitaria. El área de antropología exhibe una colección de 18 000 piezas de cerámica, piedra, concha, metal y textiles precolombinos, la segunda más rica del país, y una completa colección etnográfica. El área de artes visuales comprende pintura y escultura contemporánea, e incluye 1200 piezas de artistas contemporáneos. El área de Historia de la Universidad recoge en mil piezas y documentos los 200 años de existencia de la Universidad; y la sección de ciencias naturales exhibe 5400 piezas, entre animales nativos y exóticos embalsamados, pieles de estudio, minerales y fósiles.

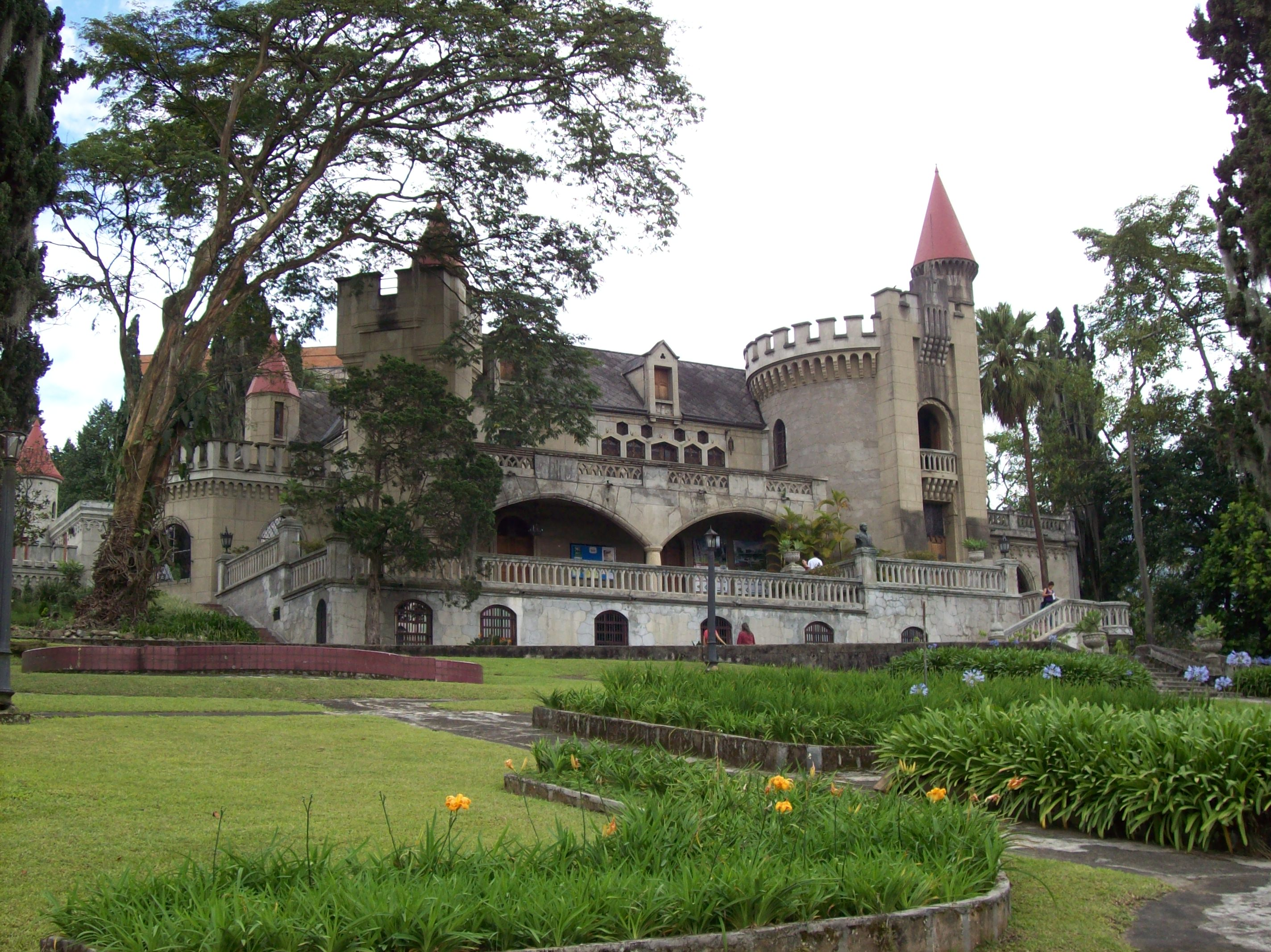
Museo El Castillo.

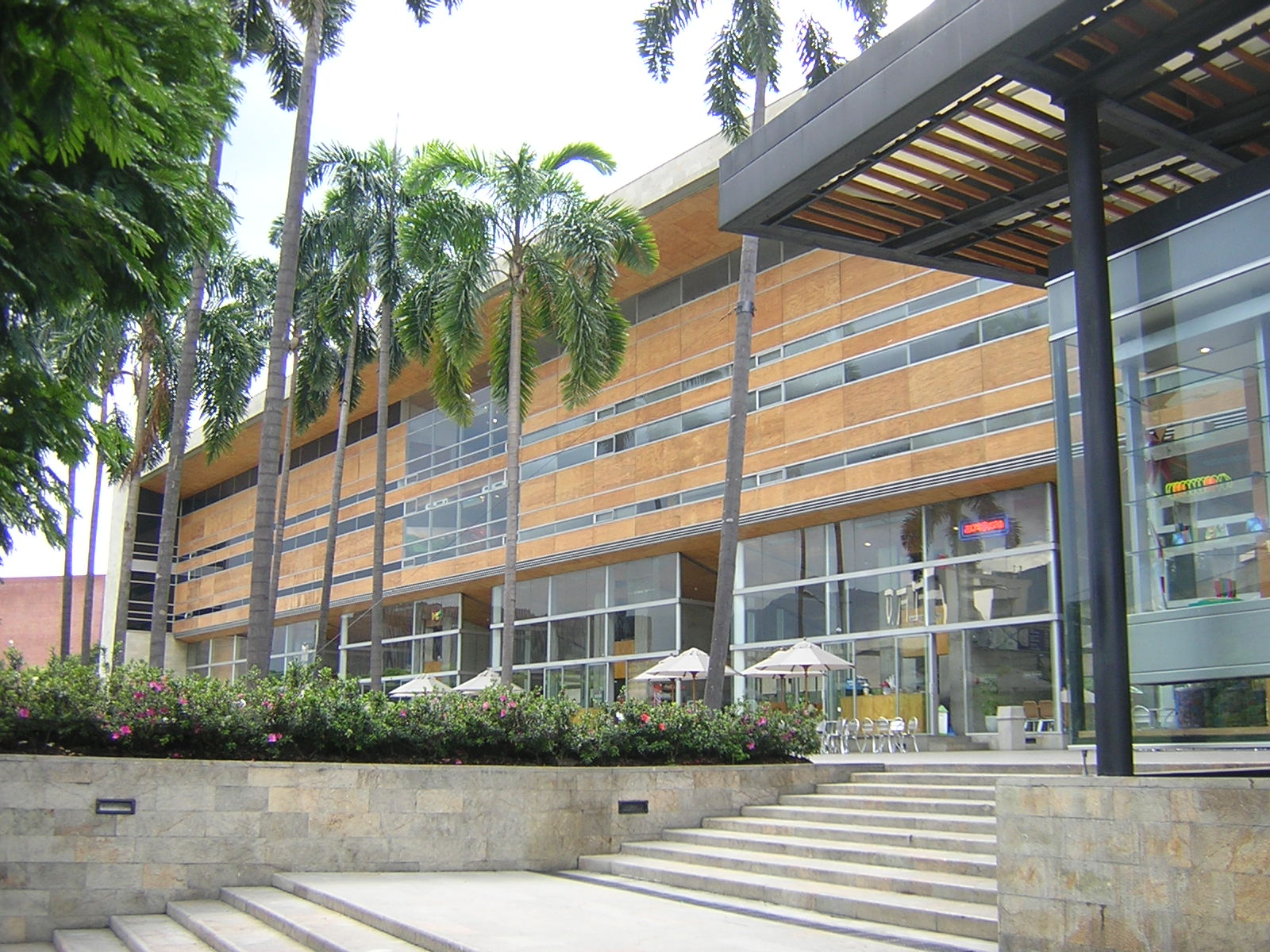
Museo interactivo EPM.

- El Museo El Castillo fue construido en 1930 en estilo gótico medieval y abierto al público en 1971; posee jardines al estilo francés, sala de exposiciones, biblioteca y sala de conciertos para 250 personas; exhibe permanentemente objetos de porcelana y cristal, vitrales, música, escultura, piano y ballet.
- El Museo Interactivo EPM hace parte del entorno del parque de los Pies Descalzos. Recibe 1000 visitas diarias, sobre todo de estudiantes. Se trata de un recorrido didáctico por 22 salas distribuidas en cuatro pabellones en los cuales, con recursos tecnológicos y de manera amena, se explican y se interactúa con los principios físicos del agua, la energía, del gas y las telecomunicaciones. Es financiado y administrado por las Empresas Públicas de Medellín.
- Museo de Mineralogía, (también llamado Museo de Geociencias), está ubicado en la Facultad de Minas de la Universidad Nacional de Colombia. Cuenta con una exhibición permanente de un total de 2778 ejemplares, y sus colecciones son reconocidas por los expertos mineralogistas como unas de las mejores de los museos de Suramérica.
- El Museo Cementerio San Pedro fue construido en 1842, nombrado museo en 1998, y declarado Monumento Nacional en 1999; este lugar constituye parte integral del patrimonio cultural y arquitectónico de Medellín. Aunque corresponde a la categoría de obras escultóricas y arquitecturas representativas del arte funerario, el espacio ha comenzado a perfilarse como un nuevo lugar de encuentro para la difusión artística. Se conservan allí colecciones de arte local y nacional y, en las noches de luna llena se celebran conciertos, espectáculos de narración oral, obras de teatro y danza. Pero, sin duda, lo más significativo lo constituyen los monumentos funerarios levantados en memoria de figuras destacadas de la historia nacional.

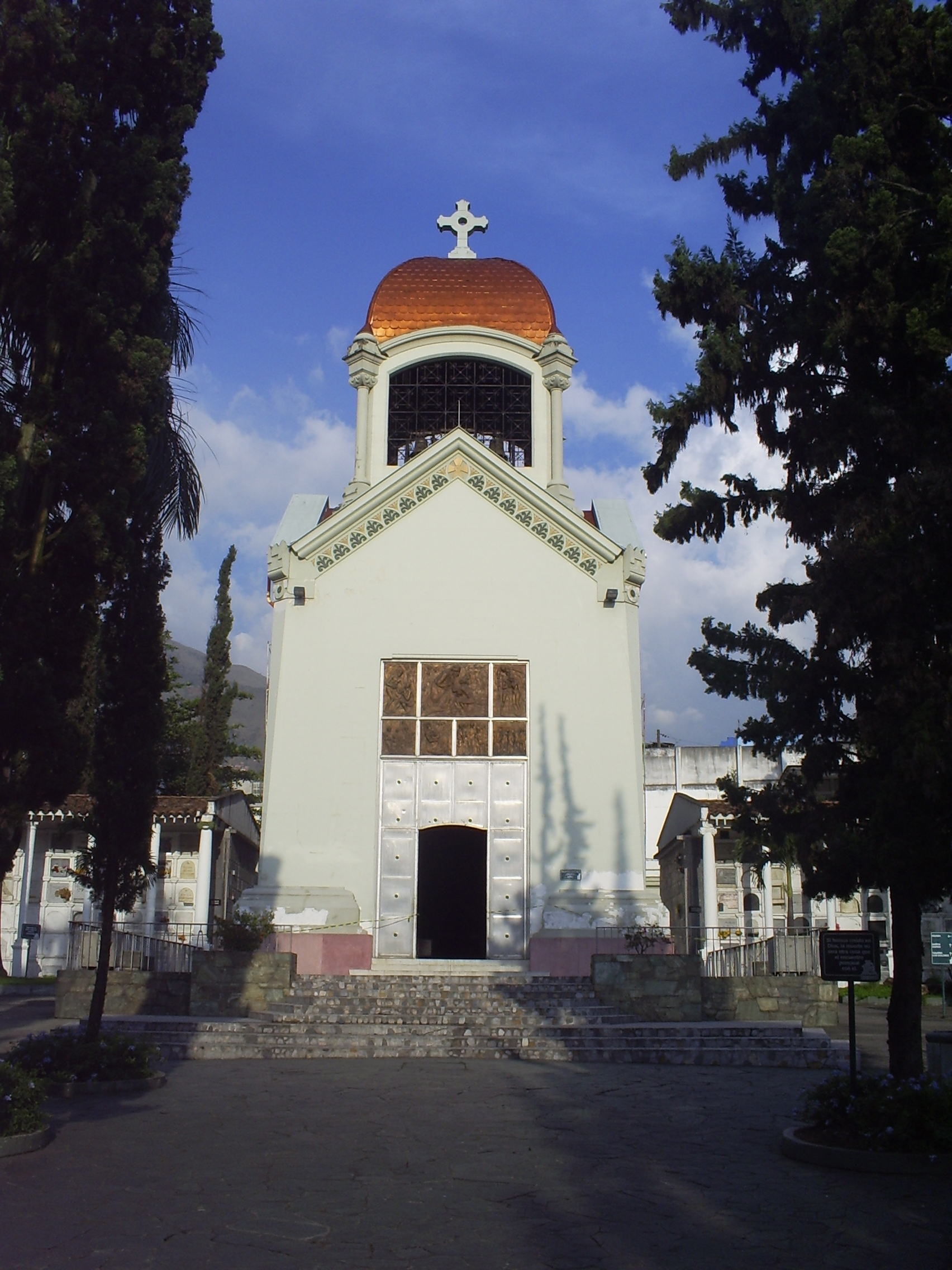
Museo Cementerio San Pedro.

- La Casa Museo Maestro Pedro Nel Gómez, que construyó por sí mismo y donde vivió el muralista Pedro Nel Gómez, se convirtió en museo en 1975 gracias a la donación que hicieron el artista y su familia de las obras que lo integran. Actualmente cuenta con 1500 obras, 200 metros cuadrados de pintura al fresco y una biblioteca de arte con más de 500 volúmenes.
- El Museo Etnográfico Miguel Ángel Builes, o MEMAB, ubicado en el barrio Ferrini (Comuna 12), es dedicado principalmente en la cultura y vida cotidiana de los pueblos indígenas de Antioquía, Chocó, Amazonas y otras regiones.[184]
- La Casa de la memoria se encuentra en el parque Bicentenario, donde está plantado el Árbol de la Vida del escultor Leobardo Pérez, hecho con miles de armas blancas desviadas: la Casa de la memoria es dedicada a mantener viva la memoria de las víctimas de La Violencia y el Conflicto Armado.[185]
- La Casa Museo Gardeliana difunde la cultura e historia del tango. Fue declarada Patrimonio Cultural y Monumento Histórico por el Concejo de Medellín en 2002. Fue fundada el 14 de febrero de 1973 por el argentino Leonardo Nieto Jarbón en el barrio Manrique, en una tradicional casa de apariencia sencilla. El cantante de tangos Carlos Gardel encontró la muerte en Medellín al accidentarse el avión en que viajaba. Desde entonces —y aun antes— existe en la ciudad una profunda cultura tanguera escenificada en la Casa Gardeliana. En el interior de la casa museo, algunas placas testimonian la visita al lugar de personalidades de la política, del espectáculo y de las letras, como la del escritor argentino Jorge Luis Borges.
- El parque Explora está ubicado entre el jardín botánico y el parque Norte. Es un museo interactivo, orientado a la ciencia, la tecnología y otros aspectos del conocimiento y la creatividad. Ofrece al visitante una experiencia única de contacto íntimo con lo más avanzado de la ciencia y la tecnología, el universo y el espacio exterior, la naturaleza y nuestro planeta, el cuerpo humano, la biología, la ecología, la investigación, la creatividad e inventiva y el aprendizaje lúdico. Dispone, entre otras atracciones, del mayor acuario de Suramérica en donde se pueden contemplar peces de los ríos Amazonas y Orinoco, además con algunas muestras de ejemplares del Caribe y el Pacífico colombiano.
- El Planetario de Medellín se localiza al frente del parque de Los Deseos. Cuenta con telescopios y sala de proyección para 300 personas; en su cúpula de 17,5 metros de diámetro son permanentes las exhibiciones, sobre nuestro planeta y el espacio exterior. Entre sus servicios se incluyen auditorio, biblioteca, y una exposición permanente acerca de la historia espacial.

Otros museos destacados son: centro cultural Banco de la República, Museo Entomológico Francisco Luis Gallego, Casa Museo Santa Fe, Museo de Ciencias Naturales, museo etnográfico Miguel Ángel Builes, y Museo de la Madre Laura.

### Teatros
Medellín cuenta con más de 17 salas de artes escénicas, en las que se presentan alrededor de 50 grupos, algunos de amplia trayectoria y reconocimiento local y nacional. Están distribuidos en más de una veintena de escuelas.
Algunas de las principales instalaciones teatrales de la ciudad son:

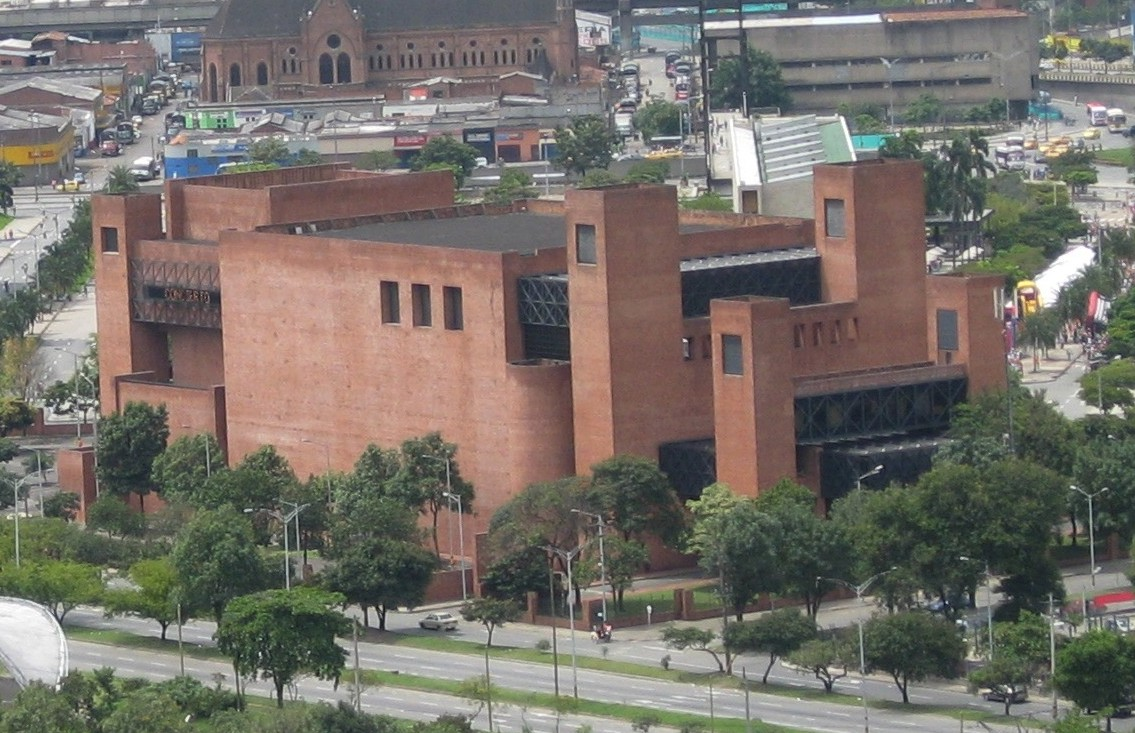
Teatro Metropolitano.

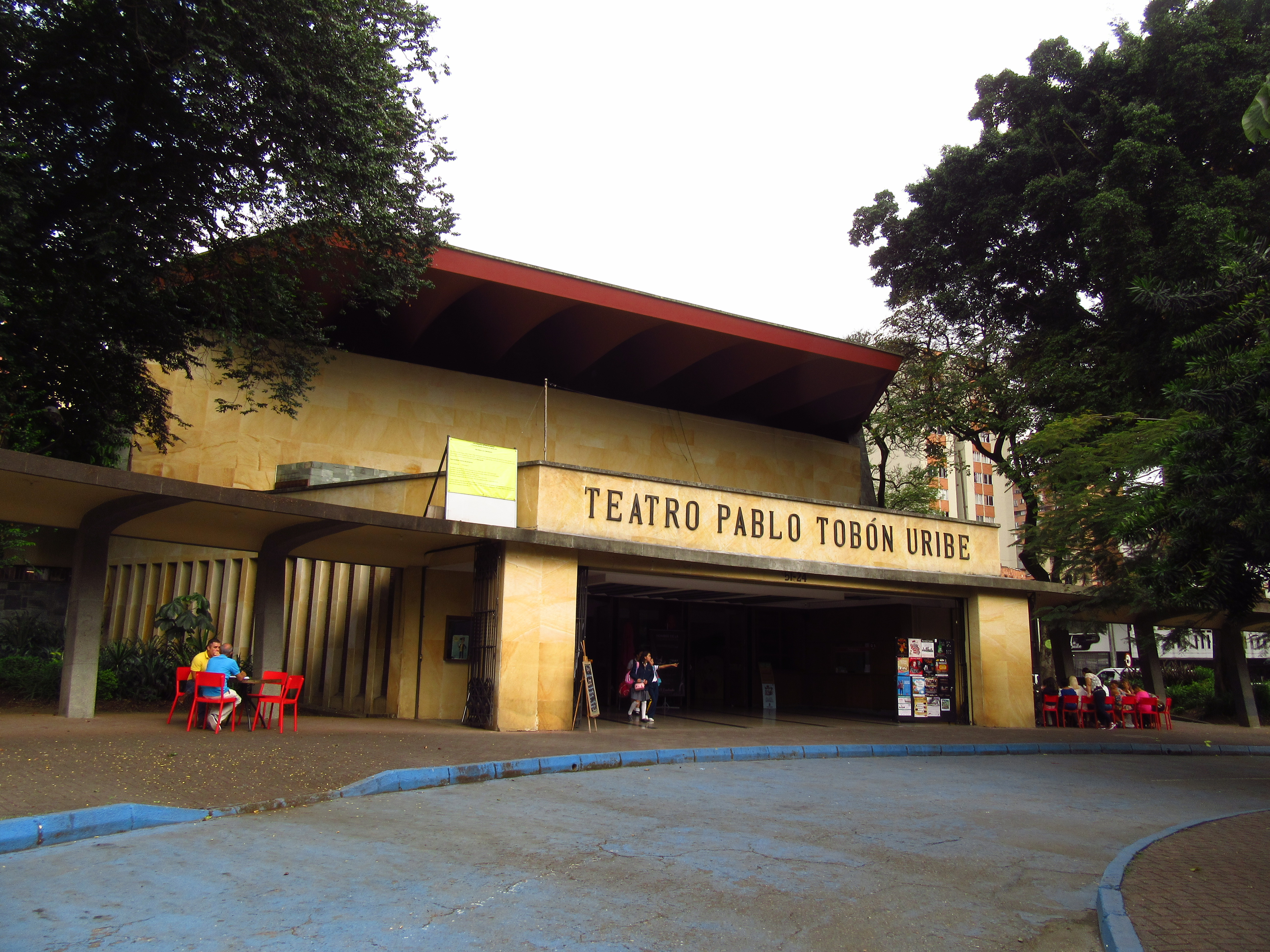
Teatro Pablo Tobón Uribe.

- Teatro Metropolitano. Es el más amplio recinto para espectáculos culturales de la ciudad. Se inauguró en 1987; tiene capacidad para 1634 espectadores y disponibilidad de adaptar el espacio, por medios mecánicos, a las diferentes exigencias de tipo acústico y visual. Dispone de ambientes destinados a escuelas y ensayos; es la sede de los Premios Hétores (evento de los jóvenes audiovisuales de Medellín), del Estudio Polifónico de Medellín y de la Orquesta Filarmónica de Medellín.
- Teatro Pablo Tobón Uribe. Uo de los más tradicionales escenarios de la ciudad; fue inaugurado el 2 de agosto de 1967, tiene capacidad para 923 espectadores, es el que mejor acústica ofrece para presentaciones musicales y teatrales, y cuenta con sala de exposiciones y camerinos. El Teatro Pablo Tobón Uribe es el centro cultural del centro de Medellín.
- Teatro Lido. Comenzó a funcionar en 1945. Tiene capacidad para 1100 espectadores y está localizado en el costado oriental del parque Bolívar; ofrece una variada programación durante todo el año.
- Teatro Universitario Universidad de Medellín. Inaugurado en septiembre de 1985, ofrece también una variada programación durante todo el año. Tiene capacidad para 1700 espectadores y se ubica en el interior de campus universitario. Es la sede de la orquesta sinfónica infantil y juvenil y los coros sinfónicos de la red de escuelas de música de Medellín.
- Teatro Universitario de la Universidad de Antioquia. Ubicado en la Ciudad Universitaria; está integrado a los programas de extensión cultural de la Universidad. Tiene capacidad para 1500 personas y cuenta con una Galería de Arte para exposiciones. Al año se realizan más de 220 actividades a las cuales asisten cerca de 138 000 personas.
- Teatro al Aire Libre Carlos Vieco. Localizado en la ladera norte del cerro Nutibara; tiene capacidad para 3000 personas cómodamente sentadas. Ofrece todo tipo de espectáculos populares. Cada año, en el mes de junio, se convierte en el epicentro de los recitales del Festival Internacional de Poesía. También son frecuentes allí los conciertos de rock en vivo.

Otras organizaciones e instalaciones teatrales de la ciudad son: Teatro Porfirio Barba Jacob, Teatro El Triángulo, El Firulete, Asociación Pequeño Teatro de Medellín, Teatro El Trueque, Teatro de Muñecas La Fanfarria, Teatro Popular de Medellín,Teatro Matacandelas, La Casa del Teatro, Café Concierto Los Inquietos, Teatro Manicomio de Muñecos, Corporación Cultural Teatro de Seda, Teatro Barra del Silencio, Manicomio de Vargasvil, Sala Beethoven, Instituto de Bellas Artes, Planetario Jesús Emilio Ramírez.

### Gastronomía

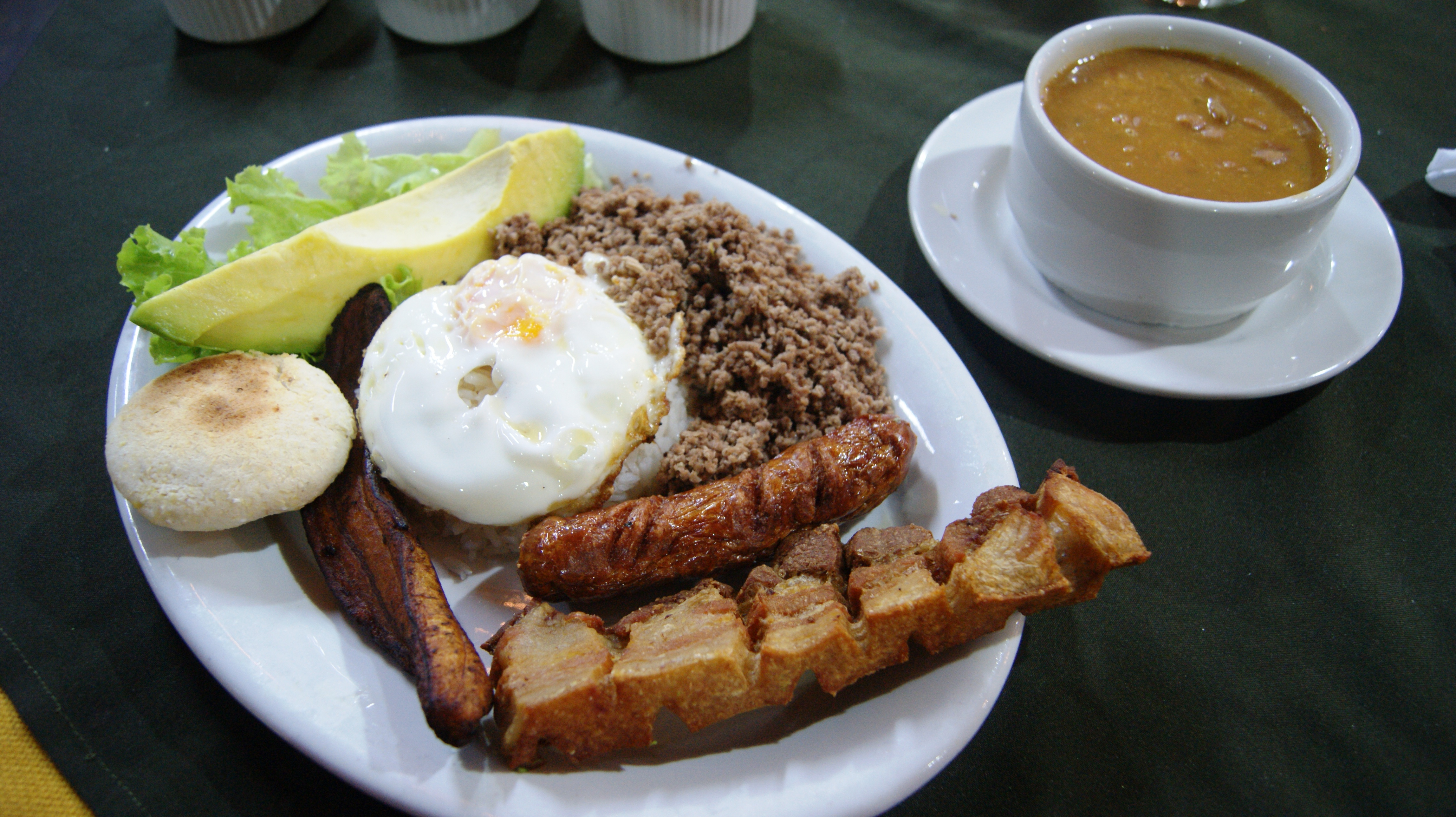
La bandeja paisa es el plato más representativo de la región antioqueña.

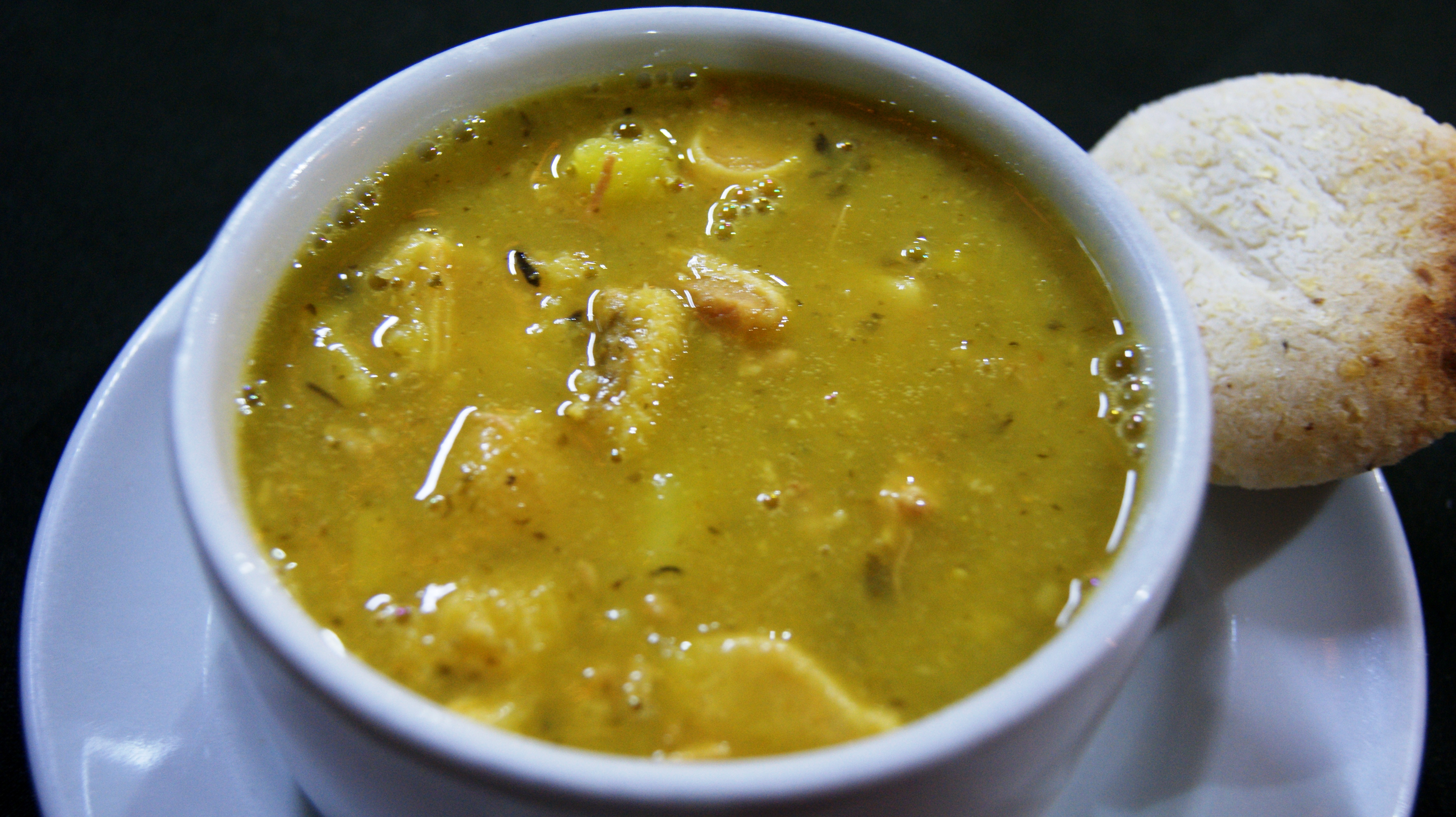
La sopa de mondongo es uno de los platos típicos de la ciudad.

La gastronomía de la ciudad corresponde a la antioqueña. Entre los platos típicos se destacan la bandeja paisa, plato fuerte representativo de la región, y la arepa paisa, la cual se come usualmente con acompañamientos. Es común acompañar el desayuno con chocolate, calentao (sobras calentadas del día anterior) y parva, la cual es una componente tradicional de la gastronomía antioqueña, conformada por variedad de piezas de panadería, entre las que se destacan el pandequeso, el bizcochuelo, el pandero, el buñuelo, el pandebono y el pan.

### Tradiciones y folclor

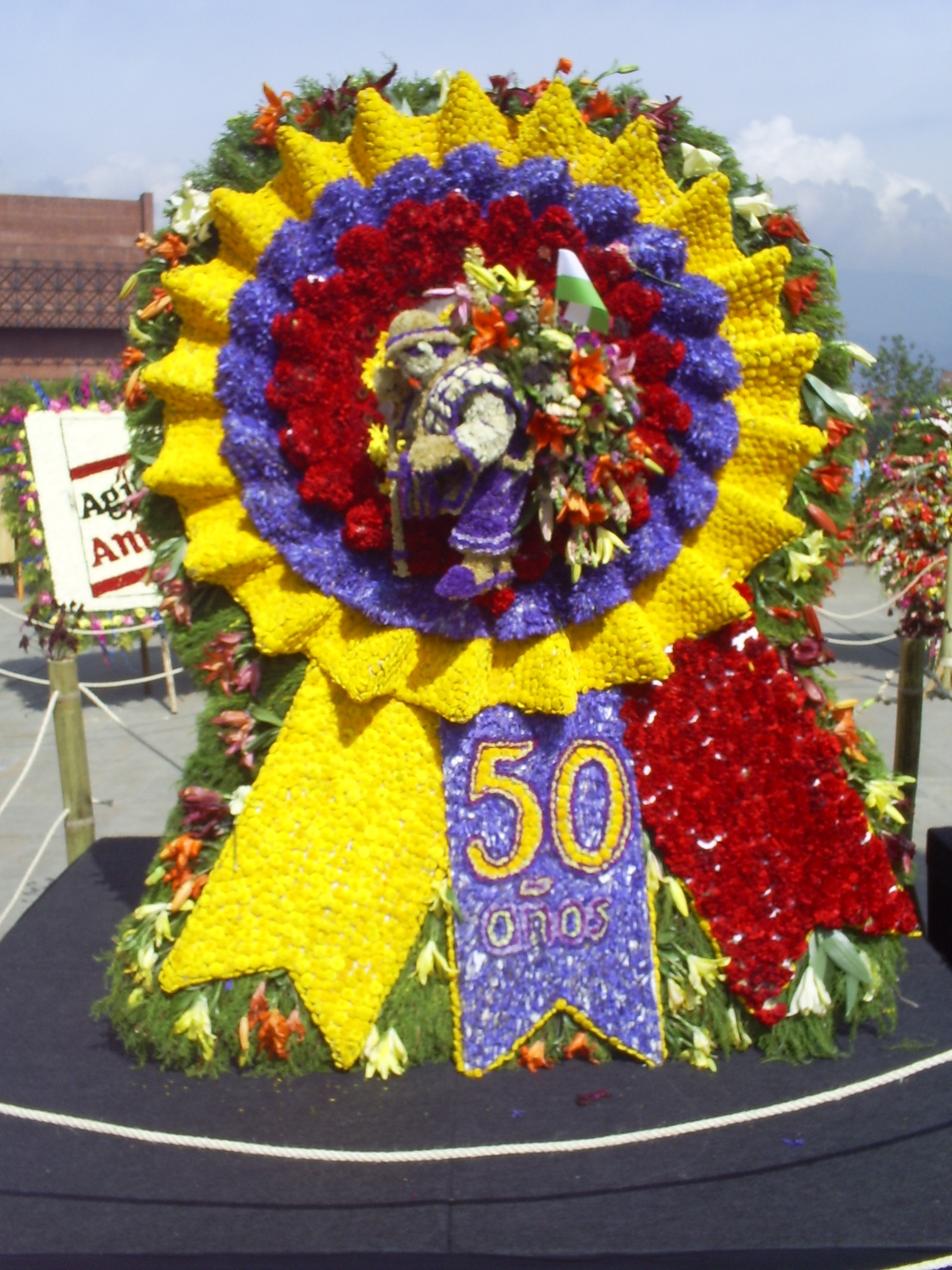
Silleta conmemorativa de los 50 años del desfile de silleteros en 2007.

Los silleteros han sido declarados Patrimonio Cultural de Colombia.
Durante la Colonia los pasos de cordillera eran tales que dificultaban la utilización de animales de carga voluminosos (como bueyes, mulas o caballos) por los estrechos caminos, por lo que era necesario transportar los arrumes (y hasta los hijos) en las espaldas de los arrieros, en aparatajes de madera cargados en la espalda llamados 'silletas', también motivo por el cual quienes los utilizaban eran llamados 'silleteros'. Gracias a ellos fue posible el intercambio de productos y la movilización de viajeros entre lugares distantes. Su habilidad consistía en soportar peso a sus espaldas durante largas jornadas. Algunas crónicas de viaje de finales del siglo XIX describen caravanas de silleteros avanzando por los caminos de montaña.
La silleta y el silletero se adaptaron a los tiempos modernos del departamento y del país; de este modo, en las viviendas campesinas la silleta persistió como instrumento útil para transportar personas desvalidas o enfermas, o para movilizar productos, y para el campesino de Santa Elena en especial, fue un recurso del que se sirvió con ingenio para la tarea de comercializar sus productos en Medellín. La ciudad se familiarizó con el silletero vendedor de flores y hortalizas, que recorría las calles céntricas y los barrios como proveedor por encargo de ciertas familias. Fue común verlos en las plazas de mercado más reconocidas, como la de Cisneros o la de Flores, y en los atrios de las iglesias, hasta que se convirtieron en vistosos personajes incorporados al paisaje cotidiano de la ciudad.
En 1957, se organizó un desfile, y desde ese momento, su figura fue creciendo hasta consolidarse como uno de los símbolos culturales de Medellín.

### Moda
La ciudad realiza dos ferias de moda a lo largo del año, siendo la más importante Colombiamoda, que tiene lugar durante tres días en el mes de julio. Es considerada una de las ferias más importantes del país y de América Latina y cuenta con 24 años de trayectoria. La primera feria que se realizó en Medellín se llevó a cabo en 1987 con el apoyo de empresas textiles tradicionales en la ciudad como Coltejer, Fabricato y Tejicóndor. A pesar de la acogida obtenida ese año y en el siguiente, la feria solo tuvo dos versiones. Inexmoda tomó las riendas de la moda en Medellín y en 1989 se realiza la primera versión de Colombiamoda. En años posteriores la feria contó con la presencia de reconocidos diseñadores como Óscar de la Renta, Carolina Herrera, Badgley & Mischka, entre otros.

### Eventos
- Feria de las Flores: es el evento más representativo de la ciudad. Se realiza a finales del mes de julio hasta comienzos del mes de agosto. La Feria, además de otras múltiples actividades y festejos, tiene como eje principal el Desfile de Silleteros, una vistosa parada de enormes y artísticas silletas de flores cargadas en la espalda por sus propios cultivadores.
- Feria de las 2 Ruedas: este evento es considerado el más importante de la industria de la motocicleta en Colombia y el segundo en importancia para América Latina. Se realiza anualmente en el mes de mayo durante 4 días, en los cuales recibe visitantes de, aproximadamente, 30 países que ven en esta feria la oportunidad perfecta para hacer negocios y enterarse de las últimas novedades del sector.
- Festival Nacional de la Trova: se realiza anualmente en el marco de la Feria de las Flores. Aunque son las semifinales y la final que se realizan en la semana de la Feria, este inicia meses antes con las fases de audiciones, en las que cualquier persona puede inscribirse para participar, y las jornadas clasificatorias, que reúnen a los mejores puntajes de audiciones y los trovadores que entran por derecho propio. Este es un evento al que se puede asistir de forma gratuita y disfrutar de la improvisación antioqueña en familia o con amigos.
- Festival Internacional de Poesía: esta es una congregación anual de poetas de casi todo el mundo, quienes entregan al público sus poemas y lecturas de una manera masiva en parques, auditorios, barrios populares y poblaciones cercanas a Medellín. Este evento ha sido galardonado con el Premio Nobel Alternativo, por la fundación Right Livelihood de Suecia, y su objetivo consiste en luchar por la paz a través del arte poético.[192] El XVII Festival Internacional de Poesía de Medellín se realizó entre el 14 y el 22 de julio de 2007, con la participación de más de 80 poetas provenientes de alrededor de 55 naciones.
- Festival Internacional del Tango: celebración anual popular, una expresión de la cultura tanguera que Medellín adoptó como propia. Este es un legado del bardo Carlos Gardel, quien murió en esta ciudad en un accidente de aviación en 1935. Dentro de las actividades del Festival se destaca La Tangovía, donde la gente se lanza a la calle masivamente para bailar, escuchar tango, milonga.
- Festival internacional de Jazz: la Corporación Medellín de Jazz y otras entidades de la ciudad organizan anualmente en septiembre este ya tradicional festival, con participación de exponentes mundiales y nacionales del género. Se realiza simultáneamente en varios lugares de la ciudad, como el teatro al aire libre del Centro Comercial El Tesoro y el Café Teatro de la ciudad. El Festival de jazz ha personificado un renacimiento de la música de novísima generación en la ciudad y atrae cada vez más músicos connotados y público masivo.

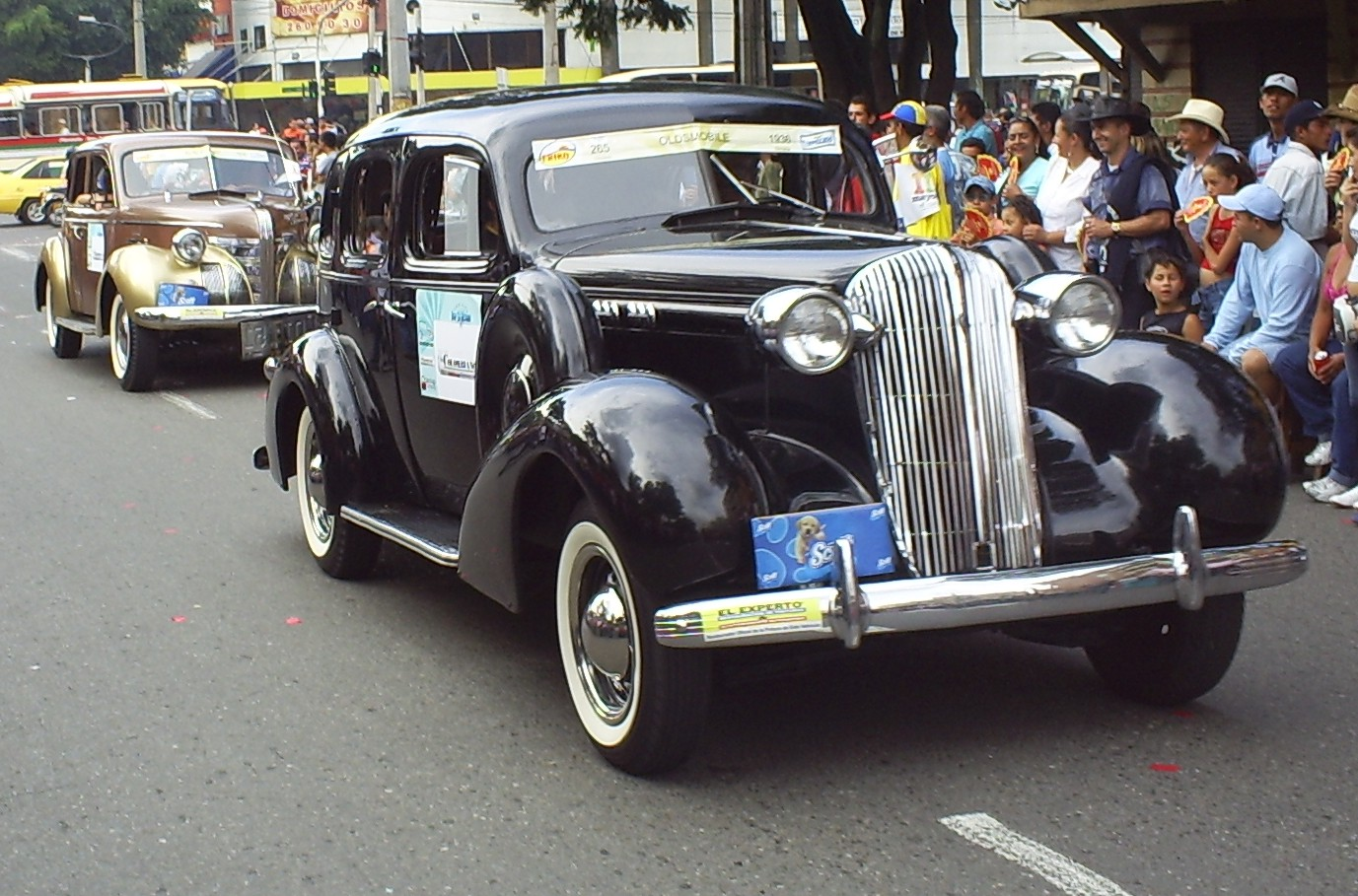
Desfile de autos clásicos y antiguos en la Feria de las Flores.

- 'Altavoz Fest': el festival nació de la idea de crear un espacio para que los jóvenes y los músicos de la ciudad expusieran su música, ya que en ocasiones anteriores se hicieron festivales que no duraron, como el Festival de Ancón (1971 y 2004) y Rock a lo Paisa (2000). El festival ha sido eje de apoyo para que los nuevos artistas de la ciudad expongan su trabajo con condiciones de sonido adecuadas.
- Fiesta del Libro y la Cultura: uno de los eventos culturales más importantes de Medellín. El evento se celebra anualmente con un país invitado y la participación de expositores, autores nacionales e internacionales de todos los géneros.
- Festival del Humor[cita requerida]: celebración anual de risas, humor, trovas, comedia y vida descomplicada, realizada en el Teatro Metropolitano de Medellín con la participación de artistas del humor de todo el país y el extranjero, y que tiene como objeto cultivar y preservar el buen humor como importante expresión cultural.
- Desfile de Mitos y Leyendas: la noche del 7 de diciembre de cada año, noche de las luces, el centro de la ciudad se realiza un desfile que, en medio de disfraces, cánticos y comparsas, evoca los mitos y leyendas más conocidos de la comarca: La madre monte, el cura sin cabeza, la dama verde, el sombrerón, la llorona, entre otros.
- Feria y Salón Internacional del Caballo: a partir de 2009, se añadió a la cultura caballista paisa el Salón Internacional del Caballo, celebrado en el mes de octubre.[193]
- Feria Taurina de La Macarena: se realiza cada año entre enero y febrero en la plaza de toros de La Macarena.
- Feria de Diseño: se realiza cada año la tercera semana de septiembre en el Centro de Convenciones y Exposiciones Plaza Mayor Medellín, siendo el epicentro de la industria del diseño para Latinoamérica y el Caribe.

Otros eventos destacados de la ciudad: Expofinca, Feria del Hogar y la Integración Cooperativa, Feria de la Construcción, Feria Metalmecánica, Feria de la Antioqueñidad, Expocasa, Colombiamoda, Superventas, Feria internacional del Transporte, Café de Colombia, Saludexpo, Expoempresa, Agroferia, Hecho a Mano, entre otras.

## Deportes

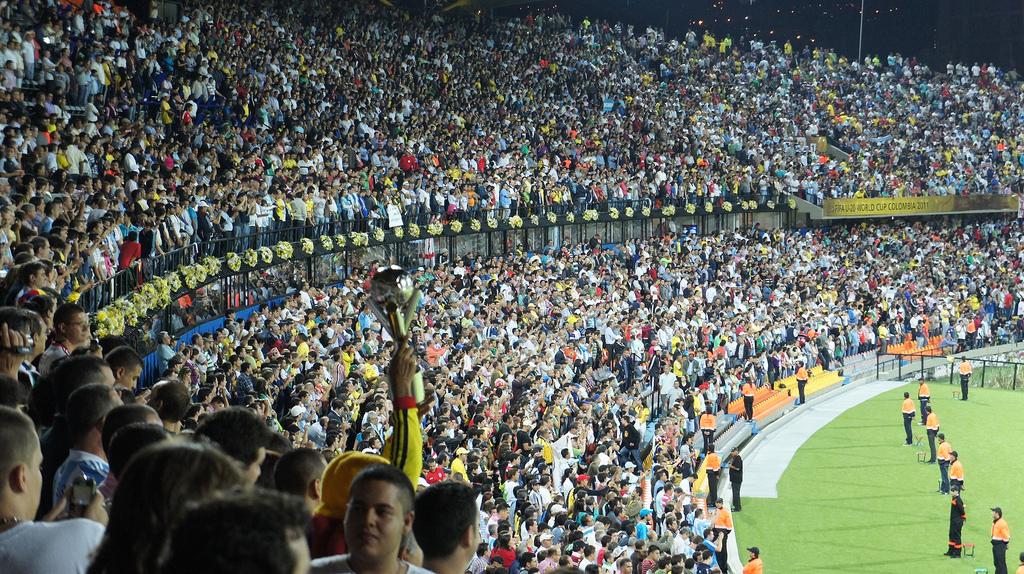
El estadio Atanasio Girardot durante un partido de la Copa Mundial de Fútbol Sub-20 de 2011.

El fútbol es uno de los deportes más populares en la ciudad. Atlético Nacional e Independiente Medellín son los dos equipos profesionales de la ciudad que participan en la Categoría Primera A del fútbol colombiano.
Las principales ligas de la ciudad son atletismo, BMX, baloncesto, balonmano, béisbol, ciclismo, esgrima, fútbol, gimnasia, judo, karate, microfútbol, monopatín, motociclismo, natación, patinaje, halterofilia, softbol, taekwondo, tejo, tenis, voleibol, ajedrez, tenis de mesa, voleibol de playa y Rugby. 
Un deporte popular en Medellín, y en general en toda Antioquia, es la equitación, por lo tanto se ha incentivado el comercio y producción de aperos y aparejos para esta actividad, como sillas y herraduras para exportación. Durante la Feria de las Flores las cabalgatas de Medellín lograron un Récord Guinness 1996 y 1999.
En 1978, Medellín fue sede de los XIII Juegos Centroamericanos y del Caribe y, entre el 19 y el 30 de marzo de 2010 se desarrollaron los IX Juegos Suramericanos "Medellín 2010", para lo cual se realizó una importante inversión en infraestructura deportiva, renovando y construyendo nuevos escenarios.
El fútbol americano también se ha convertido en un deporte creciente en la ciudad. En Antioquia hay varios equipos que practican este deporte. Hunters y Lobos son dos de los equipos más representativos.[cita requerida]
Además, en 2011 con la organización la Copa Mundial de Fútbol Sub-20 de la FIFA de 2011 en Colombia, Medellín fue la sede de 10 partidos mundialistas. Este fue el evento futbolístico más importante del año, contando con 24 países participantes.
Sobre la infraestructura, Medellín cuenta con varios escenarios deportivos ubicados en sus diferentes barrios, en los cuales la comunidad puede ingresar a ellas gratuitamente.
Unidad Deportiva Atanasio Girardot: Es la principal área deportiva de la ciudad. Se extiende en un área de 280 000 m2 y aglutina canchas y estadios para la práctica y competencia de 34 deportes. Allí se encuentran la sede de la mayoría de las ligas deportivas. Tiene capacidad para 44 500 espectadores lo mismo que con escenarios profesionales para varios miles de espectadores de baloncesto, voleibol, combate, gimnasia, atletismo, béisbol, natación, tenis, entre otros.

### Equipos de fútbol y baloncesto en Medellín
| Equipo                 | Liga (Copa) / Deporte                          | Estadio / Coliseo         | Fundación | Campeonatos |
| ---------------------- | ---------------------------------------------- | ------------------------- | --------- | --- |
| Atlético Nacional      | Categoría Primera A / Fútbol                   | Estadio Atanasio Girardot | 1947      | 36 (18 ligas, 7 Copa Colombia, 4 Superliga de Colombia, 2 Copa Libertadores de América, 2 Copa Merconorte, 2 Copa Interamericana, 1 Recopa Sudamericana) |
| Independiente Medellín | Categoría Primera A / Fútbol                   | Estadio Atanasio Girardot | 1913      | 9 (6 ligas, 3 Copa Colombia) |
| Tigrillos de Medellín  | Baloncesto Profesional Colombiano / Baloncesto | Coliseo Iván de Bedout    | 2013      | 1 (1 liga) |

| Predecesor: Santo Domingo | Ciudad Centroamericana y Caribeña 1978 | Sucesor: La Habana         |
| Predecesor: Buenos Aires  | Ciudad Sudamericana 2010               | Sucesor: Santiago de Chile |

## Ciudades hermanadas
Medellín está hermanada con 35 ciudades alrededor del mundo:
- Bangkok, Tailandia
- Buenos Aires, Argentina[200]
- Avellaneda, Argentina[201]
- Santa Fe, Argentina[201]
- Rosario, Argentina[202]
- San Francisco, Argentina[202]
- Santa Cruz de la Sierra, Bolivia[202]
- El Alto, Bolivia[202][201]
- Chapecó, Brasil[202]
- São Paulo, Brasil[201]
- Hangzhou, China[202]
- Beijing, China[202]
- Guangzhou, China[202]
- Shanghái, China[202]
- Harbin, China[202]
- Hamhung, Corea del Norte[201]
- Chuncheon, Corea del Sur[202]
- Quito, Ecuador[202]
- Santo Domingo, Ecuador[202]
- Bilbao, España[202]
- Zaragoza, España[202]
- Iztacalco, México[202]
- Cancún, México[202]
- Puerto Morelos, México[202]
- Fort Lauderdale, Estados Unidos[202]
- San José, Costa Rica
- Boston, Estados Unidos[202]
- Cúcuta, Colombia[203]
- South Miami, Estados Unidos[202]
- Ciudad de Panamá, Panamá[202]
- Armenia, Colombia[202]
- San Pedro Sula, Honduras[202]
- Concepción, Chile[202]
- Tacuarembó, Uruguay[202]